# Kalendarium inwazji Rosji na Ukrainę – listopad 2024
| 2022        | 2023        | 2024        | 2025        |
| ----------- | ----------- | ----------- | ----------- |
| –           | styczeń     | styczeń     | styczeń     |
| luty        | luty        | luty        | luty        |
| marzec      | marzec      | marzec      | marzec      |
| kwiecień    | kwiecień    | kwiecień    | kwiecień    |
| maj         | maj         | maj         | maj         |
| czerwiec    | czerwiec    | czerwiec    | czerwiec    |
| lipiec      | lipiec      | lipiec      | lipiec      |
| sierpień    | sierpień    | sierpień    | sierpień    |
| wrzesień    | wrzesień    | wrzesień    | wrzesień    |
| październik | październik | październik | październik |
| listopad    | listopad    | listopad    | listopad    |
| grudzień    | grudzień    | grudzień    | grudzień    |

## Listopad 2024

### 1 listopada
Wojska rosyjskie zajęły wsie Stepaniwka i Illinka w obwodzie donieckim. Agencja Bloomberg podała, że armia rosyjska nabierała prędkości w posuwaniu się na wschodnią Ukrainę, zdobywając w zeszłym tygodniu więcej terytorium niż kiedykolwiek w 2024 roku. Zdobycie w ciągu tygodnia ponad 200 km² powiększyło okupowane terytorium zdobyte podczas brutalnej letniej ofensywy, która spowodowała ogromne straty rosyjskich żołnierzy i sprzętu. Jak zauważono, od 6 sierpnia Rosja zajęła na Ukrainie 1146 km², czyli o ¼ więcej niż w pierwszych siedmiu miesiącach 2024 roku. Rzeczniczka Grupy Operacyjno-Taktycznej „Ługańsk” Anastazja Bobovnikova powiedziała wojska rosyjskie nie posuwały się naprzód w oblężonych miastach Czasiw Jar i Torećk w obwodzie donieckim, a linia frontu została ustabilizowana, tym samym odrzucając rosyjskie twierdzenia, że oba miasta zostały zdobyte przez Rosjan. Według niej wojska rosyjskie nie przekroczyły kanału Doniec-Donbas w Czasiw Jarze, ale przemieszczały się tam w małych grupach, próbując zdobyć przyczółek. „Celem takich działań było zgromadzenie jak największej ilości informacji przed atakiem. Jednak takie próby są wykrywane przez nasze drony”.
Według Institute of the Study of War (ISW) siły ukraińskie posunęły się naprzód na północ od Sudży. Wojska ukraińskie i rosyjskie zrobiły postępy w obrębie centrum Wołczańska. Siły rosyjskie posunęły się na północny wschód od Kupiańska i na północny zachód od Kreminnej.
Siły Powietrzne Ukrainy podały, że Rosjanie zaatakowali Ukrainę za pomocą trzech rakiet manewrujących Ch-59/Ch-69 (wystrzelonymi z okupowanego obwodu chersońskiego) oraz 48 dronami Shahed 136/131 i dronami nieznanego typu (z Orła i Kurska). Ukraińska obrona przeciwlotnicza zestrzeliła jeden pocisk Ch-59/Ch-69 i 31 dronów w obwodach kirowohradzkim, kijowskim, czerkaskim, winnickim, żytomierskim, chmielnickim, sumskim, czernihowskim, odeskim i połtawskim, trzy poleciały w kierunku Białorusi, a kolejne drony i pociski zaginęły na Ukrainie. Według wstępnych danych nie odnotowano ofiar, jednak w wyniku spadających szczątków uszkodzonych zostało kilka przedsiębiorstw cywilnych oraz budynki mieszkalne i domy prywatne w obwodzie połtawskim, czerkaskim, kijowskim i odeskim. Sztab Generalny Ukrainy poinformował, że w październiku 2024 roku Rosja wystrzeliła 2023 drony na Ukrainę (bijąc poprzedni rekord ustanowiony we wrześniu o prawie 700), z czego 1185 zostało zestrzelonych, 738 „zaginęło”, a 29 wyleciało z przestrzeni powietrznej Ukrainy. Od początku roku wystrzelono łącznie 6987 dronów uderzeniowych.
Około 16:05 wojska rosyjskie uderzyły w Charków rakietami S-400, w wyniku czego uszkodzonych zostało 20 budynków mieszkalnych i sześć niemieszkalnych oraz 11 samochodów. Według doniesień dwie rakiety trafiły w komisariat policji w mieści, w rezultacie czego zginął funkcjonariusz policji (40-letni pułkownik policji Andrij Matwienko), a 36 kolejnych zostało rannych. Ponadto ranny został ratownik Państwowej Służby Ratunkowej i 13 cywilów. Władze lokalne poinformowały, że Rosjanie przeprowadzili atak dronów na wieżowiec w Sumach, w wyniku czego osiem osób zostało rannych, w tym kobieta w ciąży. Uszkodzonych zostało dziewięć budynków, w tym siedem wieżowców i dwa budynki niemieszkalne.
Według gubernatora Władimira Władimirowa w nocy ukraińskie drony zaatakowały skład ropy naftowej w Swietłogradzie w Kraju Stawropolskim, który znajduje się ok. 600 km od granicy z Ukrainą; nie odnotowano ofiar. Gubernator Aleksandr Bogomaz powiedział, że w nocy dron uderzył w budynek mieszkalny w Briańsku, raniąc jedną osobę. Rosyjskie Ministerstwo Obrony stwierdziło, że w godzinach nocnych zestrzelono 83 drony nad Krymem (12) oraz obwodami kurskim (36), briańskim (20), woroneskim (8), orłowskim (4) i biełgorodzkim (3). Rosyjski bloger wojenny Fighterbomber poinformował, że zgłoszono zaginięcie rosyjskiego samolotu Su-34, w tym obydwu członków załogi. Lokalizacja i okoliczności jego zaginięcia nie są jasne.
Stany Zjednoczone zapowiedziały kolejny pakiet pomocy wojskowej dla Ukrainy o wartości do 425 mln dolarów, który obejmował m.in. amunicję do systemów NASAMS i M142 HIMARS, systemy FIM-92 Stinger, sprzęt i amunicję przeciwdronowych systemów powietrznych, amunicję powietrze-ziemia, pociski artyleryjskie 155 mm i 105 mm, broń przeciwpancerną Javelin i AT-4 oraz transportery opancerzone Stryker. Australia przekazała Ukrainie bomby szybujące dalekiego zasięgu JDAM-ER po ich wycofaniu ze służby przez Royal Australian Air Force. Szef Państwowej Służby Ratunkowej Andrij Danyk poinformował, że Szwajcaria przekazała Ukrainie zestaw sprzętu o wartości 6,4 mln dolarów, w skład którego wchodziło 30 maszyn do usuwania gruzu i 30 pomp strażackich.
Na spotkaniu z ministrem spraw zagranicznych Rosji Siergiejem Ławrowem w Moskwie minister spraw zagranicznych Choe Son-hui ogłosiła, że Korea Północna zapewni Rosji wsparcie militarne do końca wojny. Podczas konferencji prasowej rzecznik MSZ ChRL Lin Jiang, komentując informacje o zagrożeniu eskalacją wojny rosyjsko-ukraińskiej w związku z obecnością kontyngentu wojskowego KRLD na terytorium Rosji, oświadczył, że Chiny nie widzą zagrożeń w pogłębieniu współpracy, szczególnie militarnej, pomiędzy Rosją a Koreą Północną i uważają, że oba kraje mają prawo samodzielnie decydować o sposobie rozwoju swoich stosunków.
Szef Centrum Wywiadu Estońskich Sił Obronnych Ants Kiviselg powiedział, że wojska północnokoreańskie prawdopodobnie poniosą na Ukrainie ciężkie straty, potencjalnie przewyższające straty poniesione przez Rosję, ponieważ północnokoreańscy żołnierze są zwykle szkoleni do walki na terenach górzystych, co oznacza, że nie znają terytorium Ukrainy, jej klimatu i geografii. „Ich szkolenie nie obejmuje działań bojowych w takich warunkach, a wyszkolenie, jakie otrzymują w FR, z pewnością nie jest na bardzo wysokim poziomie. Dlatego możemy się spodziewać, że jednostki północnokoreańskie poniosą na Ukrainie ciężkie straty, prawdopodobnie nawet większe niż dotychczas siły FR”. Dodał także, że „przybycie żołnierzy Korei Północnej na front ukraiński będzie prawdopodobnie odbywać się etapami”, a „jeśli to dodatkowe rozmieszczenie jednostek w Rosji, ich szkolenie, a następnie przybycie na front ukraiński będzie kontynuowane w dłuższej perspektywie, z pewnością może to przynieść pewne zmiany na linii frontu”.
Szef MSZ Radosław Sikorski odpowiedział na krytykę ze strony Ukrainy dotyczącą powolnych dostaw myśliwców MiG-29, stwierdzając, że biorąc pod uwagę „pomoc wojskową, finansową, ekonomiczną, humanitarną i pomoc dla ukraińskich uchodźców, Polska zrobiła dla Ukrainy więcej pod względem PKB niż jakikolwiek inny kraj”, dodając, że „jest prawie 300 naszych czołgów, dużo ciężkiego sprzętu i samolotów za wschodnią granicą”. „Próbujemy pomóc, ale jesteśmy też krajem na pierwszej linii frontu. Rosja również nam zagraża i nie wszystko jest możliwe”. Sikorski stwierdził także, że polski rząd zaproponował wsparcie Ukrainie w formie „pożyczki obronnej” w ramach której Ukraińcy mogliby kupować broń w polskich fabrykach na kredyt, który spłaciliby po odbudowie kraju.

### 2 listopada
Siły rosyjskie zajęły wieś Trudowe w obwodzie donieckim. Ministerstwo Obrony Rosji podało, że wojska rosyjskie zajęły wsie Kurachiwka w obwodzie donieckim i Perszotrawnewe w obwodzie charkowskim, niedaleko wschodniego obwodu ługańskiego. Ukraiński projekt DeepState podał, że wojska rosyjskie zajęły wieś Jasna Polana oraz „posuwały się w Nowodmytriwce, Drużbie, Maksimiwce, w pobliżu Nowoukrainki i Terniwego”. Ponadto Rosjanie aktywnie zwiększyli presję na Kurachowe w obwodzie donieckim z nowych kierunków, co zagrażało ukraińskiej logistyce. Naczelny dowódca armii ukraińskiej generał Ołeksandr Syrski powiedział, że oddziały ukraińskie wstrzymywały jedną z „najpotężniejszych” ofensyw Rosji od rozpoczęcia rosyjskiej inwazji, określając sytuację na polu bitwy jako „trudną”. Dodał także, że „aktywne działania wojenne, które trwały w niektórych obszarach, wymagały ciągłego odnawiania zasobów ukraińskich jednostek”.
W ocenie ISW siły ukraińskie i rosyjskie zrobiły nieznaczne postępy na północ od Sudży w obwodzie kurskim. Wojska rosyjskie nieznacznie posunęły się na północ od Kurachowego w obwodzie donieckim.
Według Sił Powietrznych Ukrainy w nocy armia rosyjska zaatakowała terytorium Ukrainy przy użyciu pocisku przeciwradarowego Ch-31P (wystrzelonego z obwodu biełgorodzkiego oraz 71 dronów Shahed 136/131 i dronów nieznanego typu (z Orła i Kurska). Ukraińska obrona przeciwlotnicza zestrzeliła 39 dronów w obwodach kirowohradzkim, kijowskim, sumskim i połtawskim, pięć poleciało w kierunku Rosji, a kolejne 21 zaginęło na Ukrainie. W przestrzeni powietrznej Ukrainy pozostawała pięć dronów. Według wstępnych danych w wyniku spadających szczątków uszkodzone zostały budynki mieszkalne i prywatne w obwodach sumskim, połtawskim, kijowskim i odeskim. W rejonach buczańskim i wyszgorodskim w obwodzie kijowskim spadające fragmenty rosyjskich dronów uszkodziły sieci energetyczne. W czterech rejonach uszkodzonych zostało osiem domów prywatnych, mieszkanie w wieżowcu i dwa budynki gospodarcze. Jedna osoba została ranna. Gubernator Serhij Łysak poinformował, że siły rosyjskie zaatakowały obwód dniepropetrowski, raniąc osiem osób, w tym dwoje dzieci w wieku 8 i 15 lat.
Minister przemysłu strategicznego Herman Smetanin oświadczył, że belgijski producent broni Thales wraz z nieokreśloną ukraińską firmą będą produkować rakiety FZ275 LGR do zwalczania dronów. Obie firmy podpisały memorandum o współpracy.
Według wywiadu ukraińskiego północnokoreańscy żołnierze zostali wyposażeni w moździerze 60 mm, karabiny AK-12, karabiny maszynowe, karabiny snajperskie, przeciwpancerne rakiety kierowane Feniks, ręczne granatniki przeciwpancerne oraz w noktowizory, obrazy termowizyjne, celowniki kolimatorowe i lornetki. Agencja podała, że Rosja wysłała ponad 7 tys. żołnierzy Korei Północnej z Kraju Nadmorskiego do granicy z Ukrainą.
Prezydent Wołodymyr Zełenski powiedział, że w październiku wojsko rosyjskie wystrzeliło na Ukrainę ponad 2 tys. dronów Shahed 136, wzywając zachodnich sojuszników do nałożenia większych sankcji na dostawców komponentów używanych w rosyjskich dronach, a także oskarżył Rosję o dalsze obchodzenie sankcji poprzez stosowanie sieci uchylania się od sankcji i firmy fasadowe oraz uzyskiwanie pomocy w unikaniu sankcji za pośrednictwem Chin, Iranu i Korei Północnej. Dodał, że duża liczba dronów Shahed 136 oznaczała ponad 170 tys. komponentów, które miały być zablokowane przed dotarciem do Rosji, w tym mikroczipów, mikrokontrolerów, procesorów i wiele innych komponentów.
Instytut Gospodarki Światowej w Kilonii (IfW Kiel) wyliczył, że wstrzymanie niemieckiej pomocy wojskowej dla Ukrainy, która od lutego 2022 roku do sierpnia 2024 roku wyniosła 10,6 mld euro, oraz zwycięstwo Rosji może kosztować Niemcy 10–20 razy więcej. W badaniu jako przyczynę podaje się zwiększony napływ uchodźców i związane z nimi koszty, wzrost wkładu Niemiec w bezpieczeństwo Europy, a także koszty wynikające z zakłóceń w handlu i utraty bezpośrednich inwestycji na Ukrainie. Istnieją także pośrednie obciążenia wynikające z utraty zachodniego odstraszania, co zwiększa ryzyko przyszłych konfliktów, a także straty wynikające z utraty możliwości handlu i wzrostu.

### 3 listopada

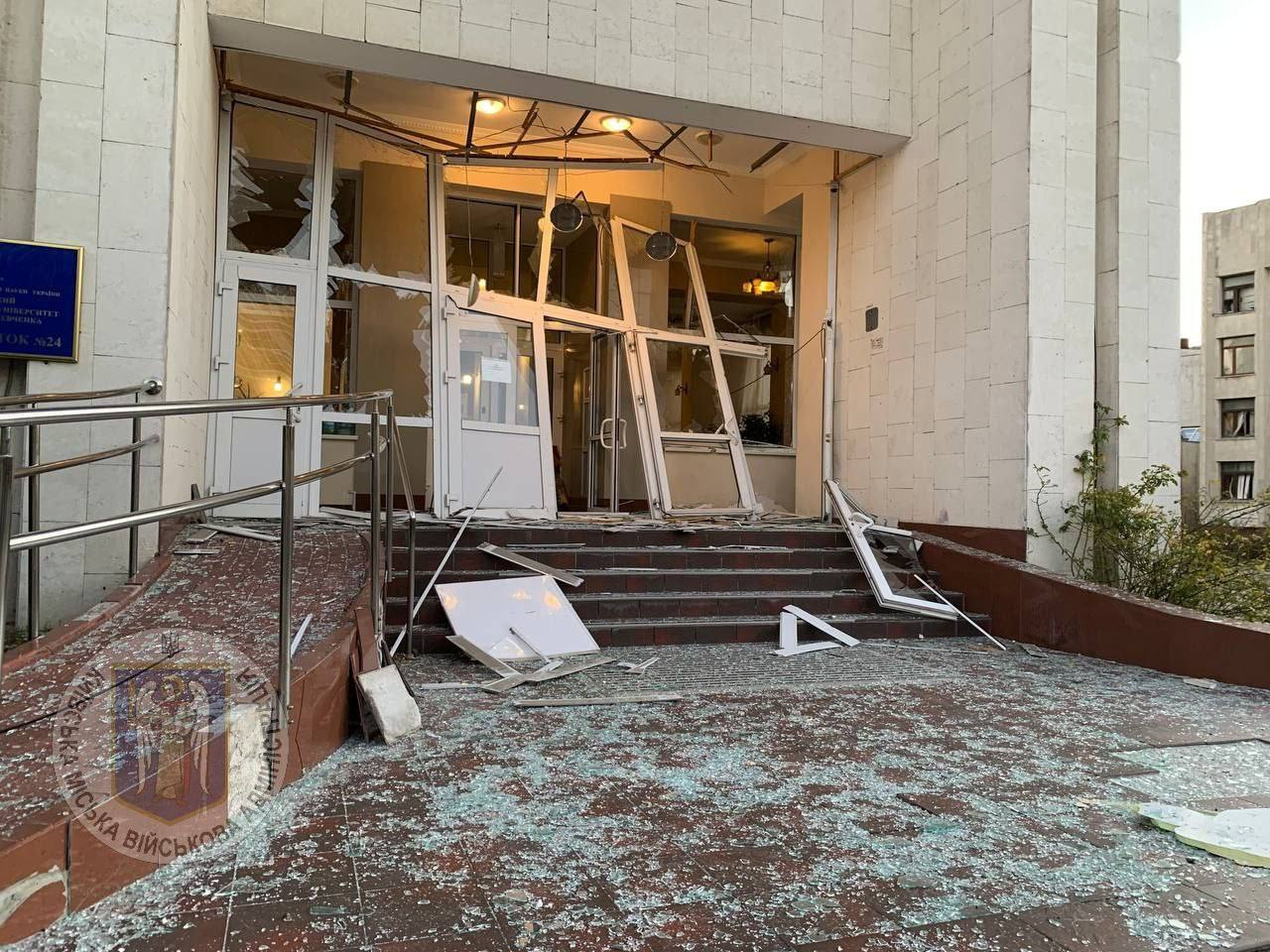
W wyniku ataku rosyjskich dronów na Kijów szczątki zestrzelonych dronów uszkodziły nawierzchnię drogi, słup oświetleniowy i przewody elektryczne. Fala uderzeniowa uszkodziła okna akademików na 1. i 2. piętrze oraz okna biurowca od 1. do 9. piętra. Nie było pożaru ani ofiar.

Ministerstwo Obrony Rosji stwierdziło, że siły rosyjskie zajęły wieś Wysznewe, 12 km od Pokrowska oraz wieś Leonidiwka w obwodzie donieckim.
W opinii ISW siły rosyjskie zrobiły postępy w kierunku Siewierska, Pokrowska, Kurachowego i Wuhłedaru w obwodzie donieckim.
Sztab Generalny Ukrainy oświadczył, że Rosja atakowała w kierunkach Charkowa, Kupiańska, Łymanu, Kramatorska, Torećka, Pokrowska, Kurachowego, Wremiwki, Zaporoża i Chersonia, gdzie doszło do 169 starć. W ciągu doby wojska rosyjskie przeprowadziły trzy ataki rakietowe, 90 nalotów, 1564 ataki dronów i 98 ostrzałów na pozycje ukraińskie i obszary zaludnione. Ukraińskie lotnictwo i artyleria przeprowadziły ataki na trzy miejsca koncentracji i trzy jednostki artylerii.
Siły Powietrzne Ukrainy oświadczyły, że Rosja zaatakowała Ukrainę za pomocą rakiety manewrującej Ch-59/Ch-69 (wystrzelonej z obwodu kurskiego) oraz 96 dronów Shahed 136/131 i dronów nieznanego typu (z Briańska, Kurska i Primorsko-Achtarska). Ukraińska obrona przeciwlotnicza zniszczyła rakietę i 66 dronów w obwodach kijowskim, sumskim, żytomierskim, mikołajowskim, dniepropetrowskim, charkowskim, połtawskim, kirowohradzkim, czernihowskim, czerkaskim, odeskim i chmielnickiem, jeden poleciał w kierunku Białorusi, a kolejne 27 zaginęło na Ukrainie. Szef Administracji Wojskowej Serhij Popko powiedział, że wszystkie drony na Kijowem zostały zestrzelone. Szczątki dronów uderzyły w wiele dzielnic miasta. Kilka budynków na terenie kampusu Kijowskiego Uniwersytetu Narodowego im. Tarasa Szewczenki zostało uszkodzonych. W rejonach hołosijiwskim i desniańskim szczątki dronów spadły na otwarte przestrzenie, powodując wiele pożarów. Władze nie zgłosiły żadnych ofiar ani znacznych szkód. W dwóch wioskach obwodu czernihowskiego odnotowano upadek fragmentów dronów Shahed, które spowodowały pożary.
Gubernator Ołeksandr Prokudin podał, że ok. 11:00 wojska rosyjskie ostrzelały Biłozerkę w obwodzie chersońskim, w wyniku czego trafiono karetkę pogotowia oraz raniono kierowcę i ratownika medycznego. Władze regionalne poinformowały, że ok. 22:27 w Charkowie doszło do serii eksplozji, w wyniku których co najmniej 15 cywilów zostało rannych. Bomby lotnicze uderzyły w rejony szewczenkowski i chołodnohirski miasta, a także w przedmieścia. W wyniku ataku uszkodzony został supermarket, wielopiętrowe budynki mieszkalne, obiekty handlowe i samochody, a także linie energetyczne. Prezydent Wołodymyr Zełenski powiedział, że w zeszłym tygodniu Rosja zaatakowała Ukrainę ponad 900 bombami, prawie 500 dronami Shahed i ok. 30 rakietami. Większość ataków powietrznych była skierowana w infrastrukturę cywilną i krytyczną.
Ambasador Stanów Zjednoczonych na Ukrainie Bridget Brink powiedziała, że Departament Stanu USA sfinansował na Ukrainie 800 mobilnych zespołów ogniowych, które zestrzeliły ponad 200 rosyjskich dronów od stycznia 2024 roku.
Sekretarz Komisji Bezpieczeństwa Narodowego ukraińskiego parlamentu Roman Kostenko powiedział, że po ogłoszeniu w kwietniu nowej wersji ustawy mobilizacyjnej mobilizacja początkowo utrzymywała się na stabilnym poziomie, ale we wrześniu spadł, a biorąc pod uwagę obecne warunki na polu walki, uznano za konieczne zmobilizowanie 500 tys. obywateli.

### 4 listopada
Według ISW wojska rosyjskie posuwały się w pobliżu Nowego Putu w obwodzie kurskim. Siły ukraińskie zrobiły postępy w obwodzie charkowskim, a wojska rosyjskie posuwały się w kierunkach Kupiańska, Kreminnej, Pokrowska, Kurachowego i Wuhłedaru. Brytyjskie MON podało, że Rosjanie poczynili postępy w kilku obszarach obwodu donieckiego wzdłuż 20 km linii frontu, zajmując kilka małych miejscowości i posuwając się na głębokość 9 km w niektórych miejscach w ciągu ostatniego tygodnia. Siły rosyjskie przejęły kontrolę nad Hirnykiem i twierdzili, że zdobyły Kurachiwkę, z kolei zdobycie sełydowego prawdopodobnie stworzy warunki do zagrożenia miastu Pokrowsk. Rosja nadal priorytetowo traktowała front doniecki, utrzymując korzystne proporcje sił w tym sektorze, co częściowo wyjaśniało zwiększone tempo rosyjskich postępów. Dodano, że pomimo dużych strat w personelu, Rosja nadal rekrutowała dużą liczbę żołnierzy w celu wsparcia operacji na południu Ukrainy.
Według Sił Powietrznych Ukrainy wojska rosyjskie zaatakowały obwód dniepropetrowski rakietą balistyczną Iskander-M (wystrzeloną z obwodu rostowskiego), obwód charkowski bombami szybującymi oraz terytorium Ukrainy przy użyciu 80 dronów Shahed 136/131 i dronów nieznanego typu (z Briańska, Kurska i Primorsko-Achtarska). Ukraińska obrona przeciwlotnicza zestrzeliła 50 dronów w obwodach kijowskim, sumskim, odeskim, chersońskim, mikołajowskim, żytomierskim, czerkaskim, czernihowskim i kirowohradzkim, kolejne 27 zaginęło na Ukrainie.
Premier Justin Trudeau powiedział, że Kanada wysłała Ukrainie pierwszy wyprodukowany w USA system NASAMS. Później Zełenski powiedział, że: „Spodziewamy się otrzymać go do końca tego [2024] roku”. Podczas wizyty w Kijowie minister spraw zagranicznych Annalena Baerbock ogłosiła, że Niemcy przekażą 200 mln euro pomocy humanitarnej na rzecz wzmocnienia infrastruktury energetycznej Ukrainy przed nadchodzącą zimą i kolejnymi rosyjskimi atakami. Ministrowie obrony Rustem Umierow i Laurynas Kasčiūnas wzięli udział w uroczystości przekazania armii ukraińskiej 230 pick-upów i 240 wykrywaczy min, które Litwa zakupiła dla Ukrainy w ramach „Koalicji Przeciwminowej”. Umerow stwierdził także, że Ukraina i Litwa podpisały memorandum w sprawie przemysłu obronnego, na mocy którego oba kraje będą wspólnie produkować drony, części, amunicję i elektroniczne systemy bojowe. Australia w ramach nowego pakietu pomocy wojskowej przekazała Ukrainie 14 łodzi o twardym kadłubie o wartości 14 mln dolarów.
Premier Denys Szmyhal ogłosił, że Ukraina podpisała umowy z Bankiem Światowym na łączną kwotę prawie 600 mln dolarów w ramach projektu „Odporne, inkluzywne i zrównoważone przedsiębiorstwo” (RISE), który ma na celu wspieranie małych i średnich przedsiębiorstw, inicjatyw ekologicznych i cyfryzacji. Projekt będzie realizowany do 2027 roku, a całkowite finansowanie ma przekroczyć 1 miliard dolarów.
Prezydent Wołodymyr Zełenski podczas wieczornego przemówienia powiedział, że: „Wróg przerzucił już do obwodu kurskiego ponad 11 tys. żołnierzy Korei Północnej. Nadal nie ma reakcji partnerów na taką eskalację”. Szef departamentu ds. przeciwdziałania dezinformacji w RBNiO Ukrainy Andrij Kowalenko poinformował, że personel wojskowy z Korei Północnej po raz pierwszy znalazł się pod ostrzałem na terytorium rosyjskiego obwodu kurskiego. Fakt ten potwierdził urzędnik wywiadu ukraińskiego; była to pierwsza zagraniczna interwencja wojskowa od początku inwazji. Rzecznik Departamentu Obrony Stanów Zjednoczonych Pat Ryder potwierdził obecność co najmniej 10 tys. żołnierzy północnokoreańskich w obwodzie kurskim oraz dodał, że: „Liczby te mogą nieznacznie wzrosnąć w odniesieniu do całkowitej liczby żołnierzy Korei Północnej w Rosji. Widzieliśmy doniesienia prasowe o rzekomych działaniach wojennych. Badamy je, ale w tej chwili nie możemy potwierdzić tych doniesień”.
Przedstawiciel Sztabu Koordynacyjnego ds. Postępowania z jeńcami wojennymi Petro Jacenko poinformował, że w Rosji, a w szczególności na okupowanych terytoriach Ukrainy, znajdowało się ponad 150 miejsc przetrzymywania ukraińskich żołnierzy i cywilów.

### 5 listopada
Według doniesień wojska rosyjskie zajęły wieś Drużba położoną na wschód od Torećka, wieś Wisznewe na południowy wschód od Pokrowska oraz wieś Wołczenka na północny wschód od Kurachowego. Ukraiński projekt DeepState potwierdził, że wojska rosyjskie zajęły wieś Stepanowka na północnym brzegu zbiornika (na południowym brzegu znajduje się Kurachowe), a także posunęły się dalej na północ w rejonie Kreminnej Bałki oraz w kierunku Kurachowego od wschodu i w rejonie Bogojawlenki od południa. Ukraińscy blogerzy wojenni donosili także o dość szybkim postępie Rosjan w kierunku Kurachowego i autostrady Kurachowe–Zaporoże od południa. Ponadto stwierdzili, że Rosjanie zdobyli kolejną wieś, Illinkę.
W ocenie ISW pierwsze siły północnokoreańskie prawdopodobnie oficjalnie zaangażowały się w walkę z wojskami ukraińskimi w obwodzie kurskim. Wojska rosyjskie poczyniły postępy na południowy wschód od Kupiańska, na północny zachód od Kreminnej, w Czasiw Jarze, niedaleko Torećka, na południowy wschód od Pokrowska, na północny wschód od Kurachowego, niedaleko Wuhłedaru i na północ od Robotyne. Siły ukraińskie odzyskały utracone pozycje na południe Czasiw Jaru.
Sztab Generalny Ukrainy oświadczył, że Rosja atakowała w kierunkach Charkowa, Kupiańska, Łymanu, Siewierska, Kramatorska, Torećka, Pokrowska, Kurachowego, Wremiwki, Zaporoża i Chersonia, gdzie doszło do 140 starć. W ciągu doby wojska rosyjskie przeprowadziły trzy ataki rakietowe, 97 nalotów, 1370 ataki dronów i 79 ostrzałów na pozycje ukraińskie i obszary zaludnione. Ukraińskie lotnictwo i artyleria przeprowadziły ataki na siedem miejsc koncentracji, dwa stanowiska kontroli dronów, punkt kontrolny i polowy skład amunicji. Według ukraińskich Sił Powietrznych Rosja wystrzeliła przeciwko Ukrainie w okresie od sierpnia do października 2024 roku co najmniej 4300 dronów Shahed i podobnych. Liczba ta oznaczała gwałtowny wzrost w porównaniu z wcześniejszymi miesiącami, kiedy od maja do lipca br. wystrzelono 1133 dronów Shahed.
Siły Powietrzne Ukrainy oświadczyły, że Rosjanie zaatakowali obwód odeski dwoma rakietami manewrującymi Ch-59/Ch-69 (wystrzelonymi znad Morza Czarnego), obwód charkowski za pomocą bomb szybujących i terytorium Ukrainy 79 dronami Shahed 136/131 (z Briańska, Kurska i Orła). Ukraińska obrona przeciwlotnicza zniszczyła dwie rakiety Ch-59/Ch-69 i 48 dronów w obwodach odeskim, kijowskim, sumskim, połtawskim, żytomierskim, czerkaskim, czernihowskim i chmielnickim, jeden poleciał w kierunku Rosji, a kolejne 30 zaginęło na Ukrainie. Gubernator Iwan Fedorow poinformował, że ok. 9:10 czasu lokalnego sześć osób zginęło, a co najmniej 23 zostały ranne w rosyjskim ataku rakietowym na Zaporoże. Siły rosyjskie zaatakowały obiekt infrastruktury, wzniecając pożar. Mer Ihor Terechow ogłosił, że w nocy siły rosyjskie zaatakowały bombami KAB rejon szewczenkowski w Charkowie, w wyniku czego dwie osoby zostały ranne oraz została uszkodzona infrastruktura mieszkaniowa. Administracja Wojskowa podała, że wieczorem armia rosyjska ostrzelała wieś Zełeniwka, raniąc dwie starsze kobiety.
Gubernator Wiaczesław Gładkow powiedział, że ukraiński dron rozbił się o kompleks apartamentowy w Biełgorodzie, raniąc co najmniej jedną osobę. Podczas ataku uszkodzono „fasady i okna 10 mieszkań” oraz siedem samochodów.
Według Ośrodka Studiów Wschodnich (OSW) wojska rosyjskie zrobiły kolejne postępy w zachodnim obwodzie donieckim, pogłębiając oskrzydlenie zgrupowania ukraińskiego w rejonie Kurachowego. Pod kontrolę rosyjską, przynajmniej częściowo, przeszły miejscowości graniczące z nim od północnego wschodu. O kolejne 3–6 km w głąb zgrupowania ukraińskiego posunęły się jednostki rosyjskie atakujące od południa. Ponowiły one też ataki w kierunku zachodnim, wbijając się w pozycje ukraińskie na głębokość do 5 km na froncie o szerokości 10 km. Rosjanie wznowili atak na zachód od Sełydowego, w kierunku głównej drogi łączącej Pokrowsk i Kurachowe, gdzie wbili się na ok. 5 km i wkroczyli do miejscowości Nowoołeksijiwka. Ukraińcy zintensyfikowali działania na rzecz obrony Pokrowska, który zostanie przekształcony w twierdzę; Rosjanie znajdowali się o ok. 7 km od miasta. Na innych kierunkach ataki rosyjskie spowolniły, a osiągnięte postępy były niewielkie. W rejonie rzeki Żerebeć doszło do obustronnego wyrównania linii frontu, a w okolicach Łypci Ukraińcy odzyskali część zajmowanych wcześniej pozycji.
Minister obrony cywilnej Carl-Oskar Bohlin ogłosił, że Szwecja przekazała Ukrainie nowy pakiet pomocy o wartości 9 milionów euro, który obejmował dwa statki mające na celu poprawę bezpieczeństwa morskiego. Dodatkowo w ramach pakietu zostało dostarczonych 40 tys. masek ochronnych i respiratorów dla wsparcia personelu Państwowej Służby Ratunkowej Ukrainy.
Polskie Centrum Rekrutacji Legionu Ukraińskiego poinformowało, że w ciągu ostatniego miesiąca wpłynęło ponad 500 wniosków od obywateli Ukrainy mieszkających za granicą, wyrażających chęć wstąpienia do Legionu Ukraińskiego.

### 6 listopada
Według ISW wojska rosyjskie posunęły się na kierunkach Kupiańska, Swatowego, Pokrowska, Kurachowego i Wuhłedaru. Armia rosyjska zajęła wieś Stepanowka, położoną na północ od Kurachowego.
Naczelny dowódca armii ukraińskiej generał Ołeksandr Syrski powiedział, że do 5 listopada Rosja straciła ponad 20 800 żołnierzy w obwodzie kurskim, z czego 7905 zginęło, 12 220 zostało rannych, a 717 zostało wziętych do niewoli, oraz zniszczono 1101 szt. broni i sprzętu wojskowego. Stwierdził również, że Rosja wysłała do obwodu 45 tys. żołnierzy. Według Syrskiego, w maju 2024 roku wywiad potwierdził rosyjskie plany ataku na obwód sumski z obwodu kurskiego w celu utworzenia „strefy buforowej” na północy Ukrainy, co miało być kontynuacją rosyjskiej operacji na osi charkowskiej, w związku z czym podjęto decyzję o przeprowadzeniu operacji ofensywnej i przeniesieniu działań wojennych na terytorium Rosji.
Siły Powietrzne Ukrainy oświadczyły, że armia rosyjska zaatakowała obwód odeski dwoma rakietami Ch-59 i Ch-31P (wystrzelonymi znad Morza Czarnego) oraz Ukrainę za pomocą 63 dronów Shahed 136/131 i dronów nieznanego typu (z Briańska, Primorsko-Achtarska, Orła i Krymu). Ukraińska obrona przeciwlotnicza zestrzeliła 38 dronów w obwodach odeskim, mikołajowskim, kijowskim, sumskim, kirowohradzkim, żytomierskim, czerkaskim, czernihowskim i zaporoskim, kolejne 20 zaginęło na Ukrainie. Dwa drony pozostawały w przestrzeni powietrznej Ukrainy.
Według doniesień wywiad ukraiński przeprowadził, pierwszy od czasu rosyjskiej inwazji, atak dronów na główną bazę morską rosyjskiej Flotylli Kaspijskiej w Kaspijsku w Dagestanie. Co najmniej dwa okręty rakietowe, „Tatarstan” i „Dagestan”, zostały uszkodzone, a prawdopodobnie także kilka małych statków projektu 21631. W wyniku ataku 16-letnia dziewczyna została ranna. Władze Dagestanu poinformowały o przechwyceniu ataku dronów nad Kaspijskiem, ok. 1000 km od linii frontu. Generał major Pawel Klimenko (47 lat), dowódca 5 Samodzielnej Brygady Strzelców Zmotoryzowanych, zginął podczas walk na Ukrainie, stając się siódmym rosyjskim generałem, który zginął w akcji od czasu rozpoczęcia rosyjskiej inwazji.
Według Politico administracja prezydenta Joe Biden planuje przekazać Ukrainie ostatnie ponad 6 miliardów dolarów w postaci funduszy wojskowych przed inauguracją prezydenta elekta Donalda Trumpa. Dzień później zastępca sekretarza prasowego Pentagonu Sabrina Singh potwierdziła doniesienia Politico. Stany Zjednoczone wyślą Ukrainie całe 6 miliardów dolarów pozostałej pomocy wojskowej przed inauguracją Trumpa, która odbędzie się 20 stycznia 2025 roku.
Dyrektor generalny Biura Wywiadu Narodowego Andrew Shearer powiedział, że „ogromne dostawy” towarów podwójnego zastosowania przez Chiny, a także wsparcie dyplomatyczne i ekonomiczne, pozwalały Rosji kontynuować wojnę na Ukrainie, dodając, że chińskie wsparcie „zabija niewinnych Ukraińców tak samo, jakby dostarczali amunicję artyleryjską i pociski”.
Prokuratura Generalna Ukrainy oświadczyła, że potwierdzono rozstrzelanie na polu bitwy 124 ukraińskich jeńców wojennych przez armię rosyjską. Ponadto w ostatnich miesiącach pojawiały się częstsze doniesienia o morderstwach, torturach i złym traktowaniu jeńców ukraińskich, a większość przypadków miała miejsce podczas intensywnych walk. W obwodzie donieckim odpowiednie wydziały prowadziły wówczas 49 śledztw w sprawie egzekucji ukraińskich jeńców wojennych.

### 7 listopada
Wojska rosyjskie zdobyły miasto Nowooleksijiwka, na południe od Pokrowska.
W opinii ISW siły rosyjskie poczyniły postępy na kierunku Siewierska, Pokrowska i Kurachowego.
Według Sił Powietrznych Ukrainy w nocy Rosjanie zaatakowali terytorium Ukrainy przy użyciu 106 dronów Shahed 136/131 i dronów nieznanego typu, wystrzelonych z Kurska, Primorsko-Achtarska, Orła i Krymu. Ukraińska obrona przeciwlotnicza zniszczyła 74 drony w obwodach odeskim, mikołajowskim, chersońskim, kijowskim, sumskim, połtawskim, charkowskim, kirowohradzkim, żytomierskim, czerkaskim i czernihowskim, a kolejne 25 zaginęło na Ukrainie. Administracja Wojskowa poinformowała, że obrona przeciwlotnicza zneutralizowała ponad 30 rosyjskich dronów nad Kijowem i na podejściach do miasta. Spadające szczątki odnotowano w sześciu rejonach Kijowa, uszkodzonych zostało kilka budynków mieszkalnych i niemieszkalnych. Wybuchł również pożar, który został szybko ugaszony. Dwie osoby zostały ranne.
Gubernator Iwan Fedorow powiedział, że siły rosyjskie 5-krotnie zaatakowały Zaporoże rakietami i bombami lotniczymi, zabijając 10 osób, w tym roczne dziecko oraz raniąc 41 kolejnych, w tym 4-miesięczną dziewczynkę i dwóch chłopców w wieku 5 i 15 lat. Atak częściowo zniszczył budynek mieszkalny, domy i uszkodził szpital onkologiczny. Gubernator Ołeh Kiper poinformował, że Rosjanie zaatakowali Odessę za pomocą dronów Shahed, w wyniku czego jedna osoba została ranna oraz uszkodzono elewację i okna 11-piętrowego budynku mieszkalnego, 14 zaparkowanych samochodów i gazociąg. Ponadto uszkodzone zostały okna dwóch sąsiadujących ze sobą 5-piętrowych budynków. Ponadto w wyniku rosyjskiego ataku na infrastrukturę energetyczną w obwodzie żytomierskim nastąpiły awaryjne wyłączenia w rejonach korosteńskim, żytomierskim i zwiahelskim.
Prezydent Wołodymyr Zełenski powiedział, że oddziały Korei Północnej walczące z siłami ukraińskimi w obwodzie kurskim ponosiły straty. Prezydent Yoon Suk-yeol stwierdził, że Korea Południowa nie wyklucza dostarczenia broni Ukrainie wobec pogłębiającej się współpracy między Rosją a Koreą Północną; „Teraz, w zależności od poziomu zaangażowania Korei Północnej, będziemy stopniowo dostosowywać naszą strategię wsparcia w fazach. To oznacza, że nie wykluczamy możliwości dostarczenia broni”.
Dyrektor Banku Światowego na Europę Wschodnią Bob Saum ogłosił pakiet wsparcia dla Ukrainy w wysokości 750 milionów dolarów, który zostanie przekazany w ramach projektu SURGE, czyli wsparcia reform instytucjonalnych niezbędnych do przystąpienia do Unii Europejskiej.
Ministerstwo Kultury i Komunikacji Strategicznej Ukrainy poinformowało, że od początku wojny rosyjsko-ukraińskiej na terytorium Ukrainy w wyniku rosyjskiej agresji zginęło 132 artystów i 93 pracowników mediów.

### 8 listopada
Projekt DeepState poinformował, że wojska rosyjskie „zajęły Nowooleksijiwkę” i w dalszym ciągu nacierały w pobliżu Nowodmytriwki, Nowooleksandriwki i Maksimiwki.
Według ISW siły ukraińskie posunęły się naprzód w północnej Nowoiwanowce w obwodzie kurskim. Wojska rosyjskie zrobiły postępy się na południe od Czasiw Jaru, na południowy wschód od Kurachowego i na północ od Wuhłedaru.
Siły Powietrzne Ukrainy podały, że w nocy Rosja zaatakowała Ukrainę za pomocą rakiety balistycznej Iskander-M (wystrzelonej z obwodu rostowskiego, czterech rakiet manewrujących Ch-59/Ch-69 z obwodu biełgorodzkiego oraz 92 dronów Shahed 136/131 i dronów nieznanego typu (z Kursks, Primorsko-Achtarska, Orła i Krymu). Ukraińska obrona przeciwlotnicza zestrzeliła wszystkie rakiety Ch-59/Ch-69 i 62 dronów w obwodach odeskim, mikołajowskim, kijowskim, sumskim, charkowskim, połtawskim, kirowohradzkim, żytomierskim, czernihowskim, dniepropietrowskim, chmielnickim i iwanofrankowskim, a kolejne 26 zaginęło na Ukrainie. Jeden dron pozostawał w przestrzeni powietrznej Ukrainy. W wyniku nocnego ataku rosyjskiego doszło do ofiar i szkód w infrastrukturze cywilnej w obwodach odeskim, charkowskim, sumskim i chmielnickim.
Gubernator Ołeh Kiper podał, że w nocy jedna osoba zginęła, a co najmniej dziewięć zostało rannych w rosyjskim masowym ataku dronów na obwód odeski. Atak uszkodził wiele budynków mieszkalnych. Gubernator Ołeh Siniebubow poinformował, że odnotowano trafienia bombami KAB-500 w rejonach sałtiwskim i szewczenkowskim. W pierwszym z nich uderzono w 12-piętrowy wieżowiec, w wyniku czego 25 zostało osób rannych, a pięć trafiło do szpitala. Ewakuowano 30 osób, w tym czworo dzieci. Wejście do budynku od I do III piętra zostało częściowo zniszczone. Uszkodzone zostały pobliskie budynki mieszkalne, piec samochodów oraz wyjścia ze stacji metra. Drugie trafienie miało miejsce w pobliżu budynków mieszkalnych w centralnej części miasta. Uszkodzonych zostało co najmniej sześć wieżowców, sklepy, pawilony handlowe, samochody, wyjścia ze stacji metra; nie było ofiar. W ciągu doby Rosjanie przeprowadzili 189 ataków na 32 miejscowości w obwodzie sumskim. W wyniku ostrzału siedem osób odniosło obrażenia o różnym stopniu ciężkości. W regionie uszkodzony został obiekt infrastruktury krytycznej, dwie apteki, sklep, siedem domów prywatnych, magazyn, liceum i szkoła, wieżowiec oraz trzy samochody osobowe. Minister spraw zagranicznych Margus Tsahkna powiedział, że budynek mieszkalny w Peczersku w Kijowie, w którym mieszka ambasador Estonii Annely Kolk został uszkodzony w ataku dronów. Ambasador Kolk nie odniosła obrażeń.
Wywiad ukraiński poinformował, że w nocy zaatakowano rafinerię ropy naftowej i zbiorniki oleju opałowego Rosnieftu w Saratowie za pomocą dronów, w wyniku czego doszło do pożaru. Gubernator Ruslan Busargin stwierdził, że obrona przeciwlotnicza zniszczyła drona nad miastem, a szczątki spadły na teren przemysłowy w dzielnicy zawodzkiej, lecz nie odnotowano ofiar ani szkód. Ministerstwa Obrony Rosji podało, że w nocy „zniszczono i przechwycono” 17 ukraińskich dronów, w tym sześć na obwodem saratowskim.
Ministerstwo Obrony Ukrainy oświadczyło, że estoński koncern zbrojeniowy Frankenburg Technologies przekaże Ukrainie rakiety przeciwlotnicze do testów. Pociski mają służyć do zwalczania dronów i mogą zestrzeliwać cele na wysokości do 2 km. Dyrektor generalny Kusti Salm powiedział, że: „Naszym celem jest pomoc Ukrainie w wygraniu tej wojny. W tym celu oferujemy próbkę nowego, taniego pocisku rakietowego do zestrzeliwania celów powietrznych, głównie dronów”. Administracja prezydenta Joe Bidena zniosła zakaz pracy dla ograniczonej liczby amerykańskich wykonawców wojskowych na Ukrainie w celu konserwacji i naprawy dostarczonej przez Stany Zjednoczone broni, w tym systemów obrony powietrznej Patriot i samolotów F-16. Wykonawcy będą zlokalizowani daleko od frontu i zajmą się wyłącznie zadaniami technicznymi.
Sztab Generalny Ukrainy podał, że w październiku br. siły rosyjskie użyły broni chemicznej na polu bitwy 323 razy (od lutego 2022 roku odnotowano już 4613 takich przypadków), w tym m.in. amunicji K-51 i RG-VO, które są wypełnione niebezpiecznymi chemikaliami używanymi do operacji przeciwdziałania zamieszkom. Wojsko ukraińskie odnotowało również „znaczną” ilość amunicji zawierającej niebezpieczne związki chemiczne „nieokreślonego typu”.
W wyniku repatriacji ciała 563 poległych żołnierzy ukraińskich sprowadzono na Ukrainę. Wśród nich było 320 wojskowych, którzy ponieśli śmierć na kierunku donieckim i 89 żołnierzy z kierunku zaporoskiego. Ukrainie udało się także zwrócić 154 ciała rosyjskich żołnierzy do kostnic w Rosji.
Prezydent Wołodymyr Zełenski stwierdził potrzebę zmuszenia Rosji do negocjacji w oparciu o prawo międzynarodowe, a nie terror, dodając, że: „Dzisiaj cały dzień spotkań i konferencji w Kijowie po szczycie Europejskiej Wspólnoty Politycznej w Budapeszcie. Zaprezentowano stanowisko Ukrainy... A przyszły tydzień też powinien przynieść istotne rezultaty... rezultaty z naszej pracy z partnerami”.

### 9 listopada
Naczelny dowódca armii ukraińskiej generał Ołeksandr Syrski powiedział, że sytuacja na linii frontu „pozostawała trudna i zmierzała w kierunku eskalacji. Wróg, wykorzystując swoją przewagę liczebną, kontynuuje działania ofensywne, koncentrując swoje wysiłki przede wszystkim na kierunkach Pokrowska i Kurachowego”. Dodał również, że: „Mamy liczne raporty o przygotowaniu północnokoreańskich żołnierzy do udziału w operacjach bojowych u boku sił rosyjskich”. Ponadto Syrski stwierdził, że ukraińskie drony „zniszczyły lub uszkodziły” ponad 52 tys. rosyjskich celów w październiku 2024 roku, w tym 129 systemów artyleryjskich, 221 szt. sprzętu radiowego i ponad 4 tys. rosyjskich żołnierzy, podkreślając rosnący wpływ dronów na polu bitwy. „Technologia dronów rozwija się szybko i musimy być o krok przed wrogiem”.
W ocenie ISW siły rosyjskie straciły prawie 200 czołgów, ponad 650 pojazdów opancerzonych i poniosły szacunkowo 80 tys. ofiar, zajmując ok. 1500 km² w okresie zintensyfikowanych rosyjskich działań ofensywnych we wrześniu i październiku 2024 roku. Zdaniem Instytut wojska rosyjskie ostatecznie osiągną znaczące zyski operacyjne, jeśli siły ukraińskie nie zaprzestaną trwających rosyjskich ofensyw, ale rosyjskie wojsko nie może w nieskończoność utrzymywać takiego tempa strat, zwłaszcza przy tak ograniczonych postępach. Tymczasem siły ukraińskie odzyskały pozycje w pobliżu Siewierska i Pokrowska, a siły rosyjskie poczyniły postępy w kierunku Kreminnej, Pokrowska i Kurachowego.
Siły Powietrzne Ukrainy oświadczyły, że w nocy wojska rosyjskie zaatakowały Ukrainę (głównie obwód odeski) przy pomocy 51 dronów Shahed 136/131 i dronów nieznanego typu. Ukraińska obrona przeciwlotnicza zniszczyła 31 dronów w obwodzie odeskim, mikołajowskim, dniepropetrowskim, zaporoskim, donieckim, sumskim, charkowskim, połtawskim, winnickim, czerkaskim i tarnopolskim, a kolejne 18 zaginęło na Ukrainie. Prokuratura obwodu odeskiego podała, że wczesnym rankiem wojska rosyjskie przeprowadziły „masowy” atak dronów na Odessę i jej przedmieścia, zabijając jedną osobę i raniąc 13 kolejnych, w tym dwóch chłopców w wieku 4 i 16 lat. Atak uszkodził wieżowce, domy prywatne, magazyny i samochody. Prokuratura Okręgowa poinformowała, że ok. 11:00 armia rosyjska przeprowadziła nalot na Kupiańsk w obwodzie charkowskim przy użyciu bomby lotniczej KAB-1500, w wyniku czego zginęły dwie osoby, a jedna została ranna. Uszkodzone zostały domy prywatne i bloki, pomieszczenia gospodarcze oraz zniszczono 15 garaży.
Drony SBU i Sił Specjalnych uderzyły w rosyjskie zakłady chemiczne w Aleksinie w obwodzie tulskim (ok. 350 km od granicy z Ukrainą), produkujące proch i amunicję dla armii rosyjskiej. Uszkodzona została także lokalna elektrociepłownia. Według strony rosyjskiej „jeden dron został zestrzelony przez obronę powietrzną, osiem spadło na terenie kombinatu, a kolejny spadł na terenie elektrociepłowni Aleksin”. Nie odnotowano ofiar. Rosyjskie Ministerstwo Obrony stwierdziło, że w ciągu nocy obrona przeciwlotnicza zestrzeliła 50 ukraińskich dronów nad obwodami briańskim (28 dronów), kurskim, nowogrodzkim, smoleńskim, tulskim, orłowskim i twerskim.
Według The Wall Street Journal Stany Zjednoczone przyspieszyły dostawę dla Ukrainy 500 rakiet przechwytujących dla systemów Patriot i NASAMS. Pociski przybędą w nadchodzących tygodniach i do końca 2024 roku powinny zaspokoić potrzeby Ukrainy w zakresie obrony powietrznej. Wcześniej dostawa była planowana na kwiecień 2025 roku. Minister obrony Sébastien Lecornu poinformował, że Francja dostarczy Ukrainie nową partię 10 rakiet dalekiego zasięgu SCALP EG i dodatkowych rakiet Mistral. Dodał, że będzie również kontynuowany program szkolenia dla 2 tys. żołnierzy ukraińskich szkolonych na francuskim sprzęcie. Prezydent Wołodymyr Zełenski podczas swojego wieczornego przemówienia stwierdził, że Ukraina wyprodukowała „pierwsze 100 pocisków”, dodając jednak, że poda „żadnych dalszych szczegółów” na temat rodzaju pocisków. „W tym roku osiągnęliśmy znaczące wyniki w wielu sektorach. Mamy naszą ukraińską artylerię, amunicję i broń. Są drony – różne typy, do różnych misji – które nie tylko pomagają na polu bitwy w obronie pozycji i niszczeniu okupanta, ale także uderzają coraz głębiej w Rosję. Będziemy to dalej rozwijać”.

### 10 listopada
Według amerykańskich i ukraińskich urzędników armia rosyjska zgromadziła siły liczące 50 tys. żołnierzy, w tym żołnierzy Korei Północnej, przygotowując się do rozpoczęcia ataku mającego na celu odzyskanie terytorium zajętego przez Ukrainę w obwodzie kurskim. Ukraińscy urzędnicy twierdzili, że spodziewali się takiego ataku z udziałem wojsk północnokoreańskich w nadchodzących dniach.
W opinii ISW siły rosyjskie posunęły się w kierunku Pokrowska.
Sztab Generalny Ukrainy oświadczył, że Rosja atakowała w kierunkach Charkowa, Kupiańska, Łymanu, Siewierska, Kramatorska, Torećka, Pokrowska, Kurachowego, Wremiwki, Zaporoża i Chersonia, gdzie doszło do 160 starć. W ciągu 24h wojska rosyjskie przeprowadziły dwa ataki rakietowe, 70 nalotów, 1538 ataków dronów i 77 ostrzałów na pozycje ukraińskie i obszary zaludnione. Operacja w obwodzie kurskim trwała. W ciągu ostatniej doby rosyjskie lotnictwo przeprowadziło 26 ataków przy użyciu 48 bomb lotniczych. Ukraińskie lotnictwo i artyleria przeprowadziły ataki na jednostkę artylerii i sześć miejsc koncentracji. Według doniesień jednostki ukraińskiej 77 Oddzielnej Aeromobilnej Brygady Naddnieprzańskiej rozbiły na kierunku Kupiańska cały oddział czołgistów z 1 Pułku Pancernego 2 Dywizji Strzelców Zmotoryzowanych 1 Armii Pancernej FR. Zginęło ponad 100 żołnierzy rosyjskich.
Według Sił Powietrznych Ukrainy w nocy Rosja wystrzeliła w kierunku Ukrainy 145 dronów Shahed 136/131 i dronów nieznanego typu, wystrzelonych z Primorsko-Achtarska, Orła, Briańska i Krymu. Ukraińska obrona przeciwlotnicza zniszczyła 62 drony w obwodach odeskim, kijowskim, żytomierskim, charkowskim, połtawskim, sumskim, winnickim, chmielnickim, czernihowskim, dniepropetrowskim, zaporoskim i donieckim, 10 poleciało w kierunku Mołdawii, Białorusi i Rosji, a kolejne 67 zaginęło na Ukrainie. Obwód odeski i inne regiony ucierpiały w wyniku ataku; zniszczeniu uległy budynki mieszkalne i prywatna posesja, nie odnotowano ofiar. Minister spraw zagranicznych i wicepremier Mihai Popșoi powiedział, że dwa rosyjskie drony rozbiły się w rejonach Căușeni i Rîșcani w Mołdawii.
Według doniesień co najmniej 34 ukraińskie drony zaatakowały Moskwę, w wyniku czego zamknięto główne moskiewskie lotniska (Domodiedowo, Szeremietiewo i Żukowskij) dla lotów. Nie zgłoszono żadnych uszkodzeń, ale pięć osób zostało rannych w obwodzie moskiewskim. Według mera Siergieja Sobianina był to „największy atak dronów” na Moskwę od początku wojny. Według władz lokalnych drony zaatakowały również obwody briański i kałuski, podpalając kilka „budynków niemieszkalnych”. Ministerstwo Obrony Rosji stwierdziło, że rzekomo zestrzelono co najmniej 70 dronów nad obwodami moskiewskim (34), briańskim (14–17), orłowskim (7), kałuskim (7), kurskim (6) i tulskim (2). SG Ukrainy poinformował, że Siły Systemów Bezzałogowych uderzyły w magazyny amunicji 1060. centrum logistycznego (były 120. arsenał Głównego Zarządu Rakietowego i Artylerii) w obwodzie briańskim, w wyniku czego doszło do co najmniej ośmiu eksplozji i dwóch pożarów. Wywiad ukraiński poinformował, że w nocy z 9 na 10 listopada śmigłowiec Mi-24 został podpalony i zniszczony w bazie lotniczej Klin-5 w obwodzie moskiewskim.
Według szefa brytyjskiego sztabu obrony admirała Tony’ego Radakina w październiku 2024 roku siły rosyjskie poniosły najcięższe straty od początku wojny. W październiku każdego dnia zginęło lub zostało rannych średnio 1500 rosyjskich żołnierzy. Oznaczało to, że straty rosyjskie w wojnie wzrosły do 700 tys. zabitych i rannych.

### 11 listopada

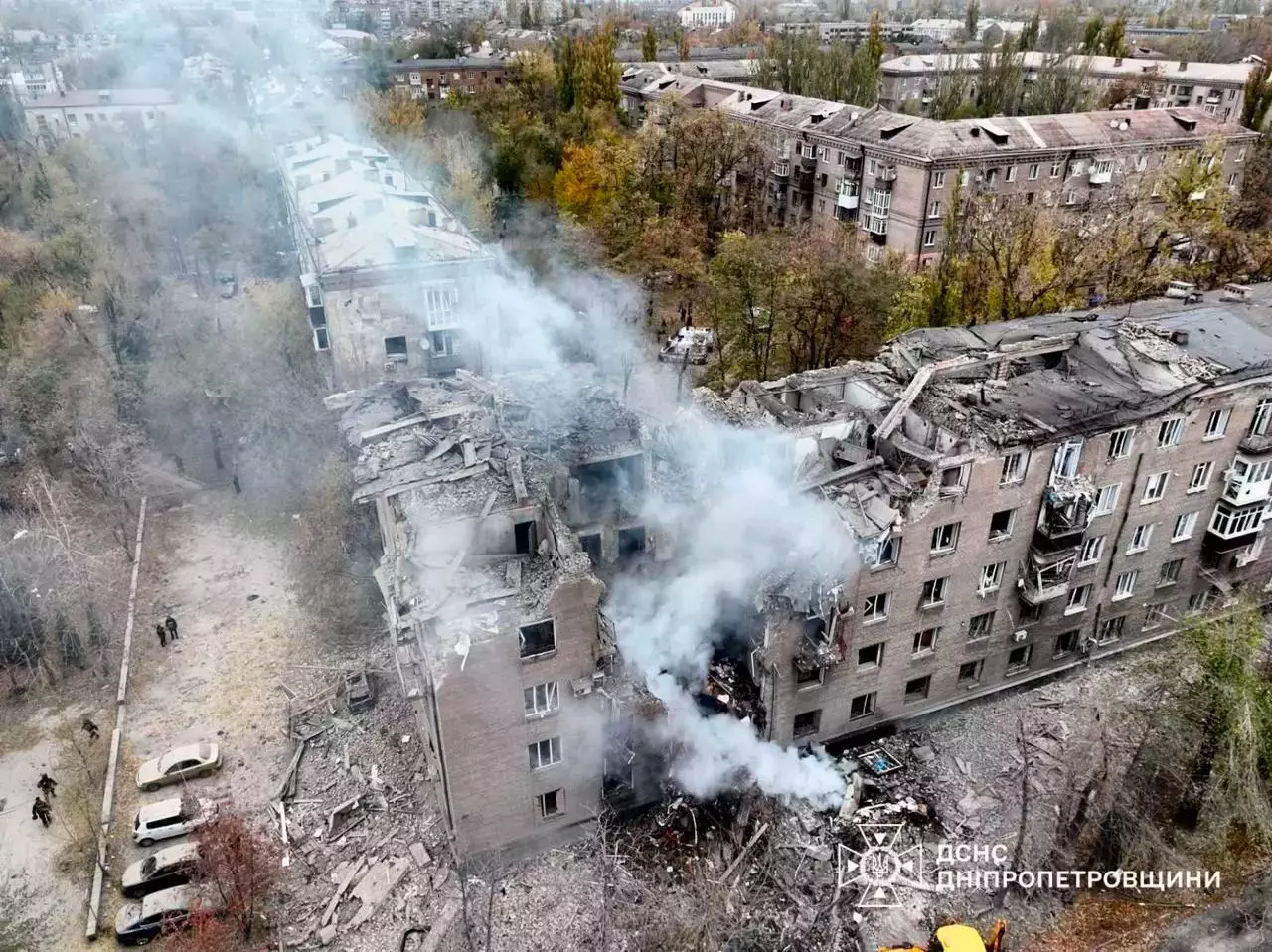
Budynek mieszkalny w Krzywym Rogu po rosyjskim ataku rakietowym.

Rosyjskie Ministerstwo Obrony stwierdziło, że siły rosyjskie zdobyły wieś Kolisnykiwka. Rzecznik ukraińskiego dowództwa „Południe” Władysław Wołoszyn powiedział, że „Rosjanie przygotowywali się od jakiegoś czasu, od kilku tygodni, do ataków w kilku kierunkach, zwłaszcza w kierunku Zaporoża”, które mogły rozpocząć się „w każdej chwili”. Armia rosyjska przebywała w ukraińskich sektorach Wremiwki, Hulajpola i Robotyne, gdzie wzmocnili swoje wojska. Rosja codziennie prowadziła tam rozpoznanie powietrzne i techniczne oraz zaopatrywała się w nową amunicję. Wywiad ukraiński poinformował, że Rosja planowała użyć pojazdów opancerzonych i znacznej liczby dronów, chociaż nie było jasne, czy będzie to pojedyncza ofensywa, czy oddzielne ataki; „Przygotowują zarówno grupy pancerne, jak i lekkie pojazdy – buggy, motocykle – do przeprowadzenia tych operacji szturmowych”. Dodał, że małe grupy przeprowadzały kilka ataków dziennie, podkreślając, że siły ukraińskie wzmocniły swoją obronę i były gotowe odeprzeć poważny atak.
Według ISW wojska rosyjskie skutecznie wykorzystywały zajęcie Wuhłedaru, aby uzyskać taktycznie znaczące postępy na południe od Kurachowego, wspierając trwające rosyjskie ofensywy, których celem było wyrównanie linii frontu i wyeliminowanie ukraińskiego wybrzuszenia w zachodnim obwodzie donieckim. Według doniesień siły rosyjskie nadal posuwały się naprzód na granicy obwodu donieckiego i zaporoskiego, a rosyjskie postępy na północny zachód od Wuhłedaru i na południe od Wełykiej Nowosiłki mogły zacząć wywierać presję na pozycje ukraińskie w Wełykiej Nowosiłce. Rosjanie posuwali się naprzód w zachodnim obwodzie donieckim w umiarkowanym tempie, ale było bardzo mało prawdopodobne, aby byli w stanie przeprowadzić szybki zmechanizowany manewr, który mógłby skutecznie otoczyć siły ukraińskie. Tymczasem siły ukraińskie posunęły się naprzód w obwodzie kurskim. Wojska rosyjskie zrobiły postępy w obwodzie kurskim oraz w pobliżu Kreminnej i Kurachowego.
Siły Powietrzne Ukrainy poinformowały, że w nocy Rosjanie zaatakowali Ukrainę dwoma rakietami manewrującymi Ch-59/Ch-69 (wystrzelonymi z okupowanego obwodu zaporoskiego) oraz 74 dronami Shahed 136/131 i dronami nieznanego typu (z Kurska, Primorsko-Achtarska, Orła i Briańska). Ukraińska obrona przeciwlotnicza zestrzeliła obie rakiety i 39 dronów obwodach kijowskim, żytomierskim, połtawskim, sumskim, czerkaskim, zaporoskim, czernihowskim, dniepropetrowskim i mikołajowskim, trzy poleciały w kierunku Białorusi i okupowego terytorium, a kolejne 30 zaginęło na Ukrainie.
Gubernator Witalij Kim poinformował, że w nocy Rosja zaatakowała dronami Mikołajów, zabijając pięć osób i raniąc jedną kobietę. Atak drona zniszczył dom i spowodował poważne uszkodzenia 4-piętrowego budynku mieszkalnego. Mieszkanie na 4. piętrze zostało zniszczone, a na 3. i 4. piętrze wybuchły pożary. Gubernator Serhij Łysak podał, że troje dzieci i kobieta zginęli, a 14 osób zostało rannych, gdy rosyjski pocisk trafił w 5-piętrowy wieżowiec w Krzywym Rogu. Gubernator Iwan Fedorow powiedział, że ok. 1:00 Rosja trzykrotnie zaatakowała Zaporoże (używając bomb FAB-500), zabijając mężczyznę i raniąc 21 cywilów, w tym pięcioro dzieci w wieku 4, 15, 16 i 17 lat. Ataki częściowo zniszczyły 2-piętrowy budynek mieszkalny, akademik i salon samochodowy. Gubernator Wadym Fiłaszkin podało, że zapora Zbiornik Kurachowski, w pobliżu wsi Stari Terny w obwodzie donieckim, została zniszczona, co spowodowało wlanie się wody do pobliskiej rzeki Wołcza i stworzyło zagrożenie powodzią dla mieszkańców wiosek, znajdujących się nad rzeką).
Sztab Generalny Ukrainy stwierdził, że wojska rosyjskie poniosły największe straty w wojnie w ciągu jednego dnia (tracąc 1950 ludzi), bijąc poprzedni rekord ustanowiony dzień wcześniej (1770 ludzi).
Minister obrony Hanno Pevkur ogłosił, że Estonia przekaże Ukrainie nowy pakiet pomocy wojskowej, który obejmował odzież i broń strzelecką. Prezydent Zełenski podziękował Pevkurowi za nowy pakiet i decyzję o przeznaczaniu 0,25% PKB rocznie na pomoc Ukrainie. Ministerstwo Obrony i Ministerstwo Przemysłu Strategicznego Ukrainy zawarły z Ministerstwem Obrony Danii szereg umów na zakup broni ukraińskiej o wartości 629 milionów dolarów dla ukraińskiego wojska w celu promowania krajowej produkcji broni. Wysoki Przedstawiciel UE ds. zagranicznych i polityki bezpieczeństwa Josep Borrell powiedział, że do końca 2024 roku państwa członkowskie Unii Europejskiej dostarczą Ukrainie 1,5 mln pocisków artyleryjskich. Stwierdził, że: „Dostarczyliśmy już ponad 980 tys. pocisków, a wkrótce dostarczymy 1 milion szt. Wiem, że zobowiązaliśmy się osiągnąć ten poziom do wiosny, lecz nie udało nam się. Ale uda nam się to zrobić do końca roku. I w tym celu znacznie przyspieszyliśmy”.
Według doniesień The Washington Post nowo wybrany prezydent USA Donald Trump przeprowadził rozmowę telefoniczną z Putinem, podczas której omawiali wojnę na Ukrainie. Jedno ze źródeł podało, że podczas rozmowy Trump doradzając powściągliwość w działaniach na Ukrainie i przypominał o znaczącej obecności wojskowej USA w Europie. Rosja zaprzeczyła jednak, jakoby prezydent Putin odbył rozmowę z Trumpem po jego zwycięstwie w wyborach prezydenckich w USA.
Minister spraw zagranicznych Elina Valtonen w wywiadzie dla Reuters stwierdziła, że jest przeciwko „finlandyzacji” Ukrainy, uważając, że narzucenie Ukrainie neutralności, jak to miało miejsce w historii Finlandii po wojnie z ZSRR w latach 40. XX w., nie doprowadzi do pokojowego rozwiązania kryzysu z Rosją; „Jestem przeciwna finlandyzacji. Nie oszukujmy się, Ukraina była neutralna, zanim została zaatakowana przez Rosję. Zdecydowanie nie jest to coś, co narzucałabym Ukrainie. Na pewno nie jako pierwsza alternatywa”.
Austriacki ekspert wojskowy i historyk Markus Reisner zwrócił uwagę, że państwa zachodnie obiecały dostarczyć Ukrainie milion pocisków artyleryjskich do końca 2023 roku, a do lata 2024 roku faktycznie dostarczyły jedynie 650 tys. pocisków. Z kolei Rosja otrzymała z Korei Północnej trzy miliony pocisków artyleryjskich w dwóch dostawach w 2024 roku.

### 12 listopada
Rzecznik ukraińskiego Dowództwa „Południe” Władysław Wołoszyn powiedział, że armia rosyjska rozmieszczała dobrze wyszkolone grupy szturmowe na pozycjach w obwodzie zaporoskim, przygotowując się do zintensyfikowania ofensywy w kierunku Orichiwu. Posunięcie to umożliwiłoby rosyjskiej armii przejęcie kontroli nad szlakami logistycznymi z Zaporoża na wschodnią Ukrainę. Innym rosyjskim celem w obwodzie zaporoskim był odcinek hulajpolski, gdzie przebiegają „ważne” szlaki logistyczne dla rosyjskiego wojska. Według Wołoszyna Rosjanie zintensyfikowali także ataki w kierunku wsi Wremiwka, próbując przebić się przez ukraińskie pozycje w pobliżu Riwnopila i Wełyki Nowosiłki.
W ocenie ISW siły rosyjskie posunęły się naprzód podczas dwóch zmechanizowanych ataków wielkości kompanii w rejonie i na południe od Kurachowego w zachodnim obwodzie donieckim. Wojska rosyjskie zrobiły postępy w pobliżu Torećka i Kurachowego oraz w obwodzie kurskim. Siły rosyjskie stwierdziły, że zdobyły Nowoselydiwkę, Makariwkę i Riwnopil w obwodzie donieckim.
Sztab Generalny Ukrainy oświadczył, że Rosja atakowała w kierunkach Charkowa, Kupiańska, Łymanu, Siewierska, Torećka, Pokrowska, Kurachowego, Wremiwki i Zaporoża, gdzie doszło do 162 starć. W ciągu 24h wojska rosyjskie przeprowadziły dwa ataki rakietowe, 87 nalotów i 110 ostrzałów na pozycje ukraińskie i obszary zaludnione. Operacja w obwodzie kurskim trwała, gdzie odparto 20 ataków rosyjskich. W ciągu ostatniej doby rosyjskie lotnictwo przeprowadziło 24 ataki przy użyciu 34 bomb lotniczych. Ukraińskie lotnictwo i artyleria przeprowadziły ataki na 13 miejsc koncentracji, dwa magazyny amunicji oraz paliwa i smarów, i cztery jednostki artylerii.
Według Sił Powietrznych Ukrainy w nocy Rosjanie zaatakowali Charków pociskiem przeciwlotniczym S-300 (wystrzelonym z obwodu biełgorodzkiego), obwód czernihowski dwoma rakietami manewrującymi Ch-59/Ch-69 (z obwodu kurskiego) oraz terytorium Ukrainy 110 dronami Shahed 136/131 i dronów nieznanego typu (z Kurska, Primorsko-achtarska i Briańska). Ukraińska obrona przeciwlotnicza zniszczyła 46 dronów w obwodach kijowskim, żytomierskim, połtawskim, sumskim, charkowskim, czerkaskim, zaporoskim, czernihowskim, dniepropetrowskim i mikołajowskim, dwa poleciały w kierunku Białorusi, a kolejne 60 zaginęło na Ukrainie. W obwodzie kijowskim uszkodzonych zostało 10 domów prywatnych w wyniku spadających fragmentów zestrzelonych dronów. Gubernator Ołeh Siniehubow poinformował, że ok. 14:00 dwie osoby w wieku 50 i 53 lata zostały ranne w wyniku ataku dronów na rejon sałtiwski w Charkowie. Uszkodzeniu uległa instalacja elektryczna i okna w dwóch wielopiętrowych budynkach.
Gubernator Wiaczesław Gładkow stwierdził, że ukraiński dron uderzył w skład ropy naftowej w pobliżu Starego Oskołu w obwodzie biełgorodzkim, podpalając jeden silos. FSB stwierdziło, że udaremniono ukraiński spisek podpalenia odcinka linii kolejowej na Krymie, w wyniku czego aresztowano podejrzanego, 29-letniego mężczyznę, w pobliżu elektrowni w Bałakławie.
Według OSW wojska rosyjskie wbiły się w zgrupowanie ukraińskie na północny zachód i południe od Kurachowego, w rezultacie czego Ukraińcom groziło rozczłonkowanie. Rosjanie uszkodzili groblę na Zbiorniku Kurachowskim, której przerwanie mogło skutkować zalaniem głównej drogi zaopatrzenia Ukraińców. Rosja kontynuowała atak na zachód od Sełydowego, czego konsekwencją było postępujące oskrzydlenie Pokrowska od południa. Rosjanie wznowili atak na granicy obwodów donieckiego i zaporoskiego na południowy zachód od Wełykiej Nowosiłki, zajmując miejscowości odzyskane przez Ukraińców podczas kontrofensywy w 2023 roku. Ukraińskie dowództwo spodziewało się nowego uderzenia w obwodzie zaporoskim, za czym przemawiało wzmacnianie przez Rosję tamtejszego zgrupowania i zintensyfikowanie ataków na pozycje ukraińskie na południowy zachód od Orichiwa. Wojska rosyjskie wyparły siły ukraińskie z kolejnych miejscowości w obwodzie kurskim, lecz nie wpłynęło to na ogólną sytuację. Większych zmian nie przyniosły także rosyjskie postępy na pozostałych kierunkach w Donbasie i obwodzie charkowskim.
Tajwan bez zbytniego rozgłosu stał się jednym z największych wspierających Siły Powietrzne Ukrainy. Były urzędnik Pentagonu Tony Hu powiedział, że Tajwan przekazał armii ukraińskiej nadwyżkę systemów przeciwlotniczych MIM-23 Hawk z rakietami, wyrzutniami i radarami. Minister przemysłu strategicznego Herman Smetanin powiedział, że budżet Ukrainy na 2025 roku przewidywał 1,3 mld dolarów na produkcję broni, w tym na rozwój i wdrażanie nowych technologii oraz rozbudowę zdolności produkcyjnych w zakresie obronności. Kolejne środki zostaną przeznaczone na program przystępnych pożyczek dla firm zbrojeniowych.
Rzecznik Pentagonu generał dywizji Patrick S. Ryder oświadczył, że Stany Zjednoczone zapewniły Ukrainie 83% krytycznej amunicji, w tym pociski artyleryjskie 155 mm, GMLRS, Patriot, NASAMS, rakiety itd., 67% kluczowych zobowiązań w zakresie obrony powietrznej, w tym rakiety Stinger i Hawk oraz 60% zapowiadanego wsparcia ogniowego, w tym bomb o małej średnicy i amunicji 105 mm.
Szef Sztabu Generalnego Wojska Polskiego generał Wiesław Kukuła w rozmowie z „Rzeczpospolitą” stwierdził, że Polska nie będzie zestrzeliwać rosyjskich rakiet i dronów na niebie nad Ukrainą, stwierdzając, że: „Nie. Nasze [polskie] i naszych sojuszników stanowisko jest jasne. Nie zrobimy tego. Dziś nasza odpowiedzialność za ochronę nieba sojuszniczego jest określona przez nasze granice”.
Były premier Boris Johnson ostrzegł, że Wielka Brytania może zostać zmuszona wysłać wojska na Ukrainę, jeśli wsparcie lub finansowanie wojskowe USA zostanie ograniczone, zauważając, że „w przeciwnym razie nasze zbiorowe bezpieczeństwo zostanie naprawdę zdegradowane przez odradzającą się Rosję”. Dodał także, że „Donald Trump ma wiele różnych głosów w uszach”, a niektórzy Republikanie zajmują „niewłaściwe stanowisko w sprawie Ukrainy”.
Rada Ministrów Ukrainy przyjęła uchwałę odblokowującą możliwość przenoszenia żołnierzy do innych jednostek na ich osobistą prośbę. Prezydent Wołodymyr Zełenski powiedział, że: „Przeniesienia będą możliwe poprzez aplikację «Armia+». 72h na zapoznanie się z raportem. Wynik kontroli przekazywany zostanie żołnierzowi poprzez «Armię+». W przypadku odmowy należy podać wyraźne uzasadnienie. W przypadku porozumienia decyzja jest jasna”. Opcja powinna działać od 15 listopada 2024 roku. Ministerstwo Obrony Ukrainy poinformowało, że pierwsza grupa obywateli Ukrainy w ramach Legionu Ukraińskiego w Polsce podpisała kontrakt z SZ Ukrainy. Ochotnicy pojadą na poligon wojskowy wojska polskiego na 35 dni szkolenia podstawowego. Po ukończeniu szkolenia mogą kontynuować szkolenie zawodowe w europejskich bazach NATO.

### 13 listopada
W opinii ISW Rosja próbowała dyktować warunki wszelkich potencjalnych negocjacji „pokojowych” z Ukrainą przed inauguracją prezydenta elekta Donalda Trumpa. Sposób, w jaki Rosja próbowała ustalić warunki negocjacji, wyraźnie wskazywało, że cele Rosji pozostawały niezmienne i nadal sprowadzały się do całkowitej kapitulacji Ukrainy. Rosja nie wydawała się być bardziej skłonna do ustępstw wobec nowej administracji Trumpa niż wobec administracji Joe Bidena. Wojska rosyjskie posunęły się naprzód w pobliżu Torećka, Kurachowego i Wuhłedaru oraz na granicy obwodu donieckiego i zaporoskiego, a siły ukraińskie odzyskały pozycje w pobliżu Czasiw Jaru. Według materiałów geolokalizowanych siły rosyjskie zdobyły Illinkę w obwodzie donieckim. Ponadto Rosjanie nadal w dużym stopniu polegali na odnowionych czołgach i pojazdach opancerzonych wyciągniętych z magazynów, aby zastąpić pojazdy utracone podczas trwających działań bojowych, ale prawdopodobnie nie będą w stanie utrzymać takich strat w dłuższej perspektywie.
SG Ukrainy podał, że Rosja atakowała w kierunkach Charkowa, Kupiańska, Łymanu, Kramatorska, Torećka, Pokrowska, Kurachowego, Wremiwki, Zaporoża i Chersonia, gdzie doszło do 161 starć. W ciągu 24h wojska rosyjskie przeprowadziły dwa ataki rakietowe, 100 nalotów, 1677 ataków dronów i 124 ostrzały na pozycje ukraińskie i obszary zaludnione. Ukraińskie lotnictwo i artyleria przeprowadziły ataki na pieć miejsc koncentracji i systemy przeciwlotnicze, punkt kontrolny i dwie jednostki artylerii.
Według Sił Powietrznych Ukrainy w nocy wojska rosyjskie zaatakowały Ukrainę za pomocą dwóch rakiet przeciwlotniczych S-300 (wystrzelonymi z obwodu kurskiego), dwóch pocisków manewrujących Ch-101 (z samolotów Tu-95 znad Morza Kaspijskiego), dwóch rakiet balistycznych Iskander-M/KN-23 (z obwodu woroneskiego) oraz 90 dronów Shahed 136/131 i dronów nieznanego typu (z Kurska, Primorsko-Achtarska i Orła). Ukraińska obrona przeciwlotnicza zestrzeliła dwa pociski Ch-101, dwie rakiety Iskander-M/KN-23 i 37 dronów w obwodach kijowskim, połtawskim, żytomierskim, sumskim i czerkaskim. Dwa drony poleciały w kierunku Białorusi i Rosji, kolejne 47 zaginęło w różnych regionach Ukrainy. Dwa pozostawały w przestrzeni powietrznej Ukrainy. Gubernator Ołeh Siniehubow podały, że ok. 11:30 Rosjanie za pomocą drona Shahed zaatakowali budynek mieszkalny w rejonie sałtiwskim w Charkowie, raniąc co najmniej dwie osoby. Do uderzenia doszło w pobliżu jednego z centrów handlowych. Uszkodzonych zostało ponad 20 samochodów, infrastruktura transportu publicznego i fasady pobliskich budynków. Siniehubow poinformował także, że Rada Obrony podjęła decyzję o obowiązkowej ewakuacji 93 dzieci i ich rodzin z 28 miejscowości w hromadzie Borowa w obwodzie charkowskim.
Rosyjski oficer marynarki wojennej, kapitan 1. klasy Walerij Trankowski, który pełnił funkcję szefa sztabu 41. Brygady Łodzi Rakietowych (Flota Czarnomorska) zginął w wyniku wybuchu samochodu-pułapki w Sewastopolu na Krymie. Służba Bezpieczeństwa Ukrainy przyznała się do ataku, podczas gdy rosyjskie media potwierdziły śmierć oficera. Według doniesień był rzekomo odpowiedzialny za atak rakietowy na Winnicę w lipcu 2022 roku, w którym zginęło 29 osób, a ponad 200 zostało rannych. Nadzorował również ataki na Odessę i inne miasta, w których zginęło wielu cywilów.
Prezydent Zełenski po rozmowie telefonicznej z kanclerzem Niemiec Olafem Scholzem ogłosił, że do końca 2024 roku Ukraina otrzyma szósty niemiecki system obrony powietrznej IRIS-T. Premier Denys Szmyhal powiedział, że Ukraina otrzymała dotację w wysokości 1,35 miliarda dolarów od Stanów Zjednoczonych, która zostanie przeznaczona na programy humanitarne i socjalne. Prezydent Andrzej Duda powiedział na konferencji prasowej po spotkaniu z Sekretarzem Generalnym NATO Markiem Rutte, że Polska przekaże Ukrainie myśliwce MiG-29, jeśli państwa NATO zagwarantują bezpieczeństwo polskiej przestrzeni powietrznej i relokują myśliwce z Zachodu do baz w Polsce.
Narodowa Służba Wywiadowcza Korei Południowej oświadczyła, że żołnierze Korei Północnej brali udział w działaniach wojennych w Rosji po odbyciu szkolenia i stopniowym rozmieszczaniu na polu bitwy w ciągu ostatnich dwóch tygodni.
Dyrektor generalny Mosfilm Karen Szachnazarow potwierdził, że firma przekazała rosyjskiej armii pojazdy opancerzone do wykorzystania na Ukrainie w 2023 roku, w tym 28 czołgów T-55, osiem czołgów PT-76, sześć bojowych wozów piechoty i osiem holowników, które służyły jako rekwizyty filmowe.
Według dziennika The Times Ministerstwo Obrony Ukrainy opublikowało „notatkę analityczną” omawiającą budowę urządzenia nuklearnego „w ciągu kilku miesięcy”, jeśli Donald Trump jako prezydent ograniczy pomoc dla Ukrainy. Taka broń byłaby podobna do bomby Fat Man zrzuconej na Nagasaki w 1945 roku. Wykorzystano by w niej „urządzenie na bazie plutonu”, ponieważ Ukraina nie miała dostępu do zakładów wzbogacania uranu. Później Ministerstwo Spraw Zagranicznych Ukrainy zdementowało doniesienia mediów sugerujące, że Ukraina planuje prace nad bronią masowego rażenia. „Ukraina jest zaangażowana w NPT; nie posiadamy, nie rozwijamy ani nie zamierzamy nabywać broni nuklearnej. Ukraina ściśle współpracuje z MAEA i jest w pełni przejrzysta w zakresie jej monitorowania, które wyklucza wykorzystanie materiałów nuklearnych do celów wojskowych”.

### 14 listopada
Ministerstwo Obrony Rosji podało, że wojska rosyjskie zajęły wioski Dalnie, Nowodariwka i Wozniesienka w obwodzie donieckim. Według DeepState Rosjanie „zdobyli Illinkę i posunęli się również w kierunku Dalnie, w pobliżu Nowodonieckiego, Trudowego i Kupiańska”. Ponadto dwie kolumny rosyjskich pojazdów opancerzonych wjechały do Kupiańska w obwodzie charkowskim, „ruszając z okolic wsi Łyman Perszyj. (...) Pierwszy konwój obejmował dwa pojazdy bojowe MT-LB, bojowy wóz piechoty i czołg, podczas gdy dokładny skład drugiego konwoju pozostaje nieznany, ponieważ przemieszczał się, gdy było już ciemno. Dzięki wysiłkom jednostki dronów 116 Brygady Zmechanizowanej, 14. Brygady Zmechanizowanej i jednostek rozmieszczonych w pobliżu, część wrogich wojsk powietrznodesantowych została rozbita”. Rzecznik SG Ukrainy Andrij Kowalow oświadczył, że siły ukraińskie odparły rosyjskie próby dostania się do Kupiańska; „Wszystkie rosyjskie ataki w tym kierunku zostały skutecznie odparte. Rosyjscy najeźdźcy nie wkroczyli do Kupiańska. Miasto znajduje się pod kontrolą SZ Ukrainy”. Według Kowalowa Rosjanie próbowali przebić się przez ukraińską obronę w tym rejonie 13 listopada ok. 14:30 czasu lokalnego, atakując czterema falami oraz wykorzystując 15 pojazdów, w tym czołgi i bojowe wozy opancerzone. Rzecznik stwierdził, że Rosjanie nosili ukraińskie mundury, co naruszało międzynarodowe zasady prowadzenia działań wojennych, a ukraińscy obrońcy zniszczyli „wszystkie rosyjskie pojazdy opancerzone” i „znaczną część siły roboczej”.
Według ISW polityka gospodarcza Kremla wskazywała, że rosyjska gospodarka prawdopodobnie stanie w obliczu poważnych wyzwań w 2025 roku, a prezydent Władimir Putin martwił się o stabilność gospodarczą Rosji w perspektywie długoterminowej. Według doniesień siły rosyjskie wkroczyły do Kupiańska podczas zmechanizowanego ataku wielkości kompanii, chociaż nie było jasne, czy Rosjanie kontrolowali ten obszar. Siły rosyjskie posuwały się naprzód w głównym ukraińskim obszarze w obwodzie kurskim oraz na zachód od niego w rejonie głuszkowskim. Poczynili także postępy w kierunku Czasiw Jaru i na granicy obwodu donieckiego i zaporoskiego.
Sztab Ukrainy poinformował, że Rosja atakowała w kierunkach Charkowa, Kupiańska, Łymanu, Siewierska, Kramatorska, Torećka, Pokrowska, Kurachowego, Wremiwki, Zaporoża i Chersonia, gdzie doszło do 144 starć. W ciągu doby wojska rosyjskie przeprowadziły dwa ataki rakietowe, 50 nalotów i 92 ostrzałów na pozycje ukraińskie i obszary zaludnione. Ukraińskie lotnictwo i artyleria przeprowadziły ataki na miejsca koncentracji i cztery składy amunicji.
Siły Powietrzne Ukrainy ogłosiły, że w nocy wojska rosyjskie zaatakowały Ukrainę za pomocą 59 dronów Shahed 136/131 i dronów nieznanego typu, wystrzelonych z obwodu kurskiego. Ukraińska obrona przeciwlotnicza zestrzeliła 21 dronów w obwodach sumskim, charkowskim, połtawskim i kijowskim, a kolejne 38 zaginęło na Ukrainie. Gubernator Ołeh Kiper poinformował, że ok. 21:50 Rosja zaatakowała Odessę rakietami i dronami Shahed, zabijając jednego cywila i raniąc co najmniej 10 kolejnych, w tym 9-letniego chłopca. Atak zniszczył budynek mieszkalny w centrum miasta oraz uszkodził inne budynki mieszkalne, kościół, instytucje edukacyjne i pojazdy. Trafiono także w jeden z głównych rurociągów grzewczych, zmuszając miasto do zamknięcia jednej z kotłowni, która odpowiadała za ogrzewanie 220 budynków mieszkalnych, siedmiu przedszkoli i czterech szkół.
Lokalne media Pepel Biełgorod stwierdziły, że siły ukraińskie przeprowadziły atak rakietowy na obiekt wojskowy z pojazdami w Biełgorodzie. Według doniesień w ataku rannych zostało kilku poborowych.
Według doniesień Korea Północna mogła dostarczyć Rosji 170 mm samobieżne systemy artyleryjskie M-1978 Koksan. Rosyjscy blogerzy wojenni opublikowali zdjęcie przedstawiające pociąg transportujący dwa systemy artyleryjskie M1989 Koksan w Krasnojarsku na Syberii (według materiałów geolokalizowanych). Nie wiadomo, czy były przeznaczone dla sił północnokoreańskich czy rosyjskich w celu użycia ich przeciwko siłom ukraińskim.
Sekretarz parlamentarnej komisji obrony Roman Kostenko powiedział, że Ministerstwo Obrony planuje sfinalizować projekt ustawy określającej procedurę i warunki zwalniania personelu wojskowego ze służby do 18 grudnia 2024 roku. Z powodu braku ram regulacyjnych ukraińscy żołnierze nie mogli być demobilizowani z własnej woli, nawet po długiej służbie; powodami mogły być m.in. obrażenia lub konieczność opieki nad członkiem rodziny z niepełnosprawnością. Wielu ukraińskich żołnierzy służyło bez przerwy od pierwszego dnia rosyjskiej inwazji.
Brytyjski dziennik Financial Times, powołując się na dane rynkowe, podał, że ukraińskie obligacje zaczęły rosnąć w połowie października 2024 roku, kiedy rynek zaczął wierzyć w zwycięstwo Donalda Trumpa w wyborach prezydenckich w Stanach Zjednoczonych. Po zwycięstwie Trumpa ceny obligacji skarbowych Ukrainy ponownie wzrosły. Obligacje o dużej wartości wzrosły w ciągu ostatniego miesiąca o 12%, ponieważ inwestorzy oczekiwali, że naciski Trumpa na zawieszenie broni pobudzą ożywienie gospodarcze i zdolność Ukrainy do spłaty wierzycieli.
Prezydent elekt USA Donald Trump powiedział podczas wydarzenia w Mar-a-Lago na Florydzie, że jego administracja skupi się na wojnie rosyjsko-ukraińskiej. „Będziemy bardzo ciężko pracować z Rosją i Ukrainą. To musi się skończyć. Rosja i Ukraina muszą to zakończyć. Niezależnie od tego, czy są żołnierzami, czy ludźmi siedzącymi w miastach, będziemy nad tym pracować”.

### 15 listopada
Siły rosyjskie zajęły most wzdłuż rzeki Sudost’ na granicy obwodu czernihowskiego. Źródła rosyjskie stwierdziły, że zdobyto opuszczone miejscowości Hremiach, Kolos, Nowoselidiwkę i Murawi, odcięte od reszty obwodu przez rzekę. Siły rosyjskie podały również, że zdobyły Krymske w pobliżu Torećka. Rzecznik Państwowej Służby Granicznej Andrij Demczenko potwierdził, że rosyjska grupa dywersyjna umieściła rosyjską flagę w pobliżu granicy w obwodzie czernihowskim, stwierdzając, że do zdarzenia doszło w szarej strefie, a wojska rosyjskie nie rozpoczęły większej ofensywy w regionie. „Teren, na którym grupa dywersyjna działała, jest w rzeczywistości odcięty przez rzeki, a w miejscowościach położonych pomiędzy rzekami a granicą nikt nie mieszka. Ponadto, ze względu na ciągłe zalewanie tego terytorium, nie da się tam zbudować odpowiednich fortyfikacji”. Według niego „siły obronne Ukrainy w pełni kontrolowały tę oś i znajdowały się w najkorzystniejszych pozycjach do utrzymania obrony”, dodając, że Ukraina rozmieściła w regionie dodatkowe siły, aby odeprzeć rosyjskie akty sabotażu. „Zagrożenie ze strony rosyjskich grup dywersyjnych i wywiadowczych nie zniknęło, szczególnie w obwodzie czernihowskim. Choć w ostatnim czasie aktywność dywersantów znacznie spadła, kraj terrorystyczny nie zrezygnował z wykorzystywania grup dywersyjnych, w tym do celów oddziaływania psychologicznego”.
Według ISW siły ukraińskiej posunęły się naprzód w obwodzie kurskim i w pobliżu Kurachowego, a wojska rosyjskie zrobiły postępy w pobliżu Kupiańska, Torećka, Pokrowska, Kurachowego i Wuhłedaru.
Według Sił Powietrznych Ukrainy w nocy Rosjanie zaatakowali obwód odeski za pomocą dwóch rakiet manewrujących Ch-59/Ch-69 (wystrzelonych z Morza Czarnego) oraz terytorium Ukrainy 29 dronami Shahed 136/131 (z Primorsko-Achtarska). Ukraińska obrona przeciwlotnicza zestrzeliła jedną rakietę Ch-59/Ch-69 i 25 dronów w obwodach odeskim, mikołajowskim, kirowohradzkim i tarnopolskim. W wyniku rosyjskiego ataku rakietowego i dronów na centrum Odessy zginęła jedna osoba, a co najmniej 10 zostało rannych, w tym dziecko; uszkodzone zostały domy, samochody i mienie cywilne.
Gubernator Weniamin Kondratiew stwierdził, że w nocy miał miejsce „masowy atak dronów” na Kraj Krasnodarski, gdzie obrona powietrzna przechwyciła ok. 36 dronów nad rejonami krymskim i krasnoarmiejskim. W Krymsku szczątki drona spadły na cztery budynki mieszkalne, uszkadzając dach jednego domu i samochód, z kolei w Krasnoarmiejsku szczątki rzekomo uszkodziły dach prywatnego domu. Nie zgłoszono żadnych ofiar. Rosyjskie Ministerstwo Obrony poinformowało, że w nocy obrona przeciwlotnicza zniszczyła 51 ukraińskich dronów nad Krajem Krasnodarskim (36), Morzem Azowskim (10), Krymem (3) i obwodem biełgorodzkim (2).
Francja ogłosiła zakończenie szkolenia i wyposażenia nowej ukraińskiej 155 Brygady „Anna Kijowska” liczącej ok. 4,5 tys. żołnierzy. Jednostka została wyposażona w 128 transporterów opancerzonych VAB, 18 lekkich czołgów AMX-10RC, 18 dział samobieżnych CAESAR oraz systemy MANPADS Mistral i ATGM Milan.
Ministerstwo Finansów Ukrainy ogłosiło, że od rozpoczęcia rosyjskiej inwazji Ukraina otrzymała ponad 100 miliardów dolarów w postaci finansowania zewnętrznego w celu wsparcia budżetu państwa. Finansowanie zewnętrzne pochodziło przede wszystkim za pośrednictwem różnych programów współpracy, w tym programu Extended Fund Facility Międzynarodowego Funduszu Walutowego, programu Unii Europejskiej na rzecz Ukrainy, Banku Światowego, a także bezpośrednio od poszczególnych krajów. Kraje UE przekazały kwotę 40,5 miliarda dolarów, Stany Zjednoczone 28,2 mld dolarów, Międzynarodowy Fundusz Walutowy 11,4 mld dolarów, Japonia 6,3 mld dolarów i Kanada 5,4 mld dolarów, co stanowiło ponad 90% finansowania zewnętrznego Ukrainy. Z całkowitego zewnętrznego wsparcia budżetowego ok. 33% pomocy, czyli 33,7 mld dolarów, miało formę bezzwrotnych dotacji.
SBU aresztowała podpułkownika ukraińskich sił specjalnych, który „przekazywał” GRU plany wojskowe armii ukraińskiej jako „kret” zwerbowany przed rosyjską inwazją na Ukrainę. Przekazywane informacje zawierały wrażliwe szczegóły dotyczące misji sabotażowych i rozpoznawczych prowadzonych przez ukraińskie siły specjalne w obwodach zaporoskim i chersońskim oraz na okupowanym Krymie.
Niemiecki rząd oficjalnie potwierdził, że kanclerz Olaf Scholz odbył z prezydentem Władimirem Putinem pierwszą bezpośrednią rozmowę telefoniczną od grudnia 2022 roku. Rozmowa trwała ok. 1h. Scholz potępił wojnę Rosji przeciwko Ukrainie, a następnie wezwał Putina do jej zakończenia, wycofania wojsk i do negocjacji z Ukrainą w celu osiągnięcia „sprawiedliwego i trwałego pokoju”. Zanim Scholz zadzwonił do Putina, najpierw skontaktował się z prezydentem Wołodymyrem Zełenskim, aby wyjaśnić swój plan rozmowy z Putinem. Później Scholz powiedział dziennikarzom, że „Rozmowa była bardzo szczegółowa, ale pozwoliła uświadomić sobie, że niewiele zmieniło się w stanowisku rosyjskiego prezydenta w sprawie wojny, a to nie jest dobra wiadomość”. Prezydent Zełenski powiedział w odpowiedzi, że rozmowa telefoniczna Scholza z Putinem otworzyła puszkę Pandory i podważyła „wysiłki mające na celu izolowanie rosyjskiego przywódcy”.

### 16 listopada

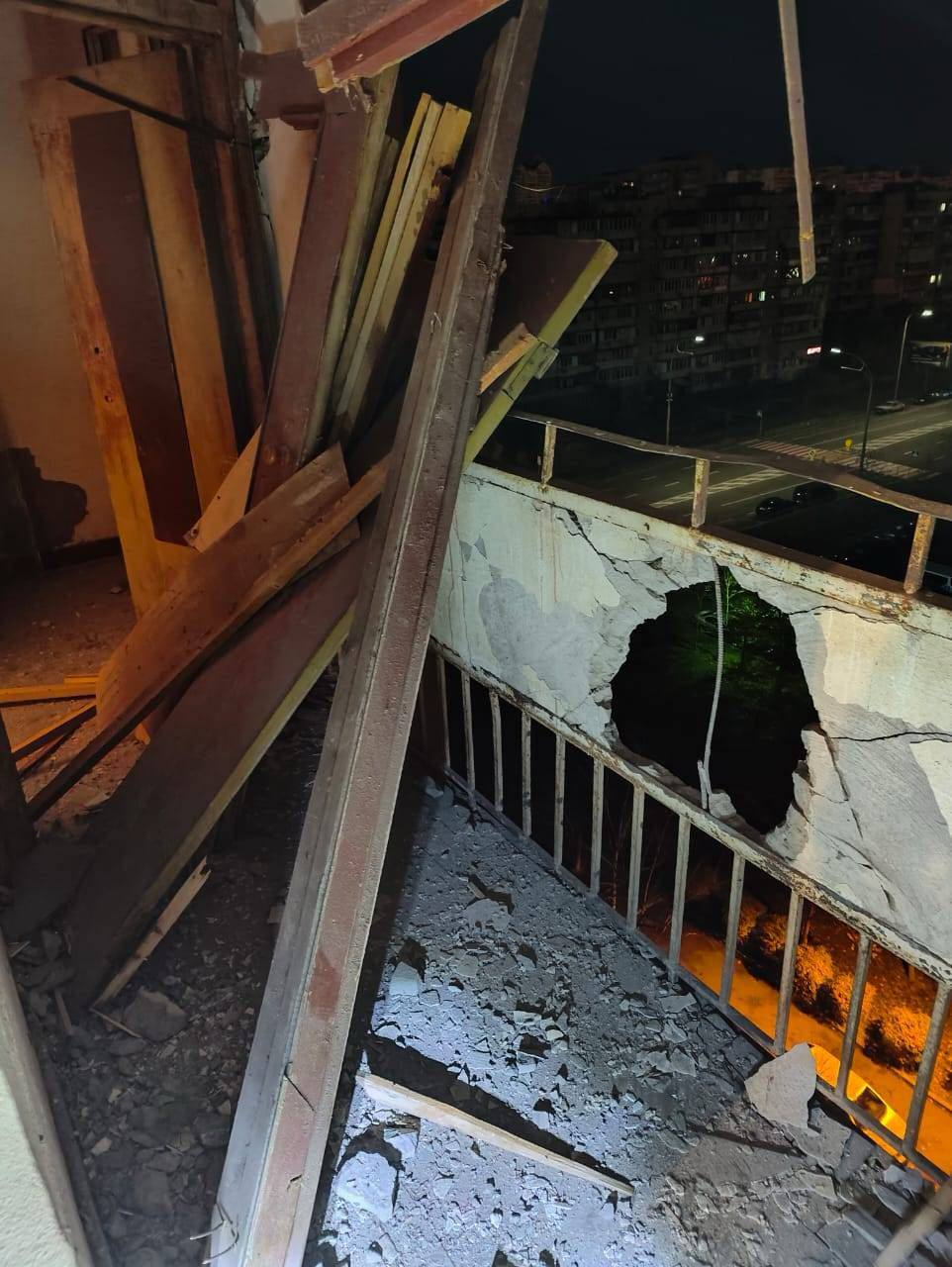
W wyniku ataku rosyjskich dronów na Kijów uszkodzone zostały balkony i okna w wieżowcu w rejonie obołońskim. Nie było ofiar.

Według ISW ukraińskie operacje dronów nadal odgrywały kluczową rolę w ograniczaniu rosyjskich manewrów zmechanizowanych i uniemożliwianiu siłom rosyjskim pełnego wykorzystania trwających ograniczeń kadrowych Ukrainy. Tymczasem siły rosyjskie posunęły się w pobliżu Swatowego, Kreminnej, Czasiw Jaru, Torećka, Pokrowska i Kurachowego. Brytyjskie MON podało, że siły rosyjskie zwiększyły presję ofensywną na Kupiańsk w obwodzie charkowskim, prawdopodobnie próbując zinfiltrować miasto od północnego wschodu. Wojska rosyjskie dotarły do rzeki Oskoł na południe od Kupiańska, przełamując ukraińskie linie logistyczne na wschodnim brzegu rzeki. Rosyjskie zgrupowanie na południe od miasta stopniowo się rozrastało, ponieważ Rosja próbowała zwiększyć presję na wojska ukraińskie w tym rejonie.
Szef MSW Ukrainy Ihor Kłymenko ogłosił, że jednostka uderzeniowa dronów z 27 Brygady Peczerskiej Gwardii Narodowej zniszczyła rosyjski system rakietowy Buk-M1 „w jednym z najbardziej aktywnych sektorów frontu”, choć dokładna lokalizacja nie została podana. Ukraińska grupa partyzancka Atesz poinformowała, że podpalono infrastrukturę kolejową (szafę przekaźnikową) w pobliżu Tokmaku w obwodzie zaporoskim, wyłączając urządzenia elektryczne i powodując zakłócenia w łańcuchu dostaw wojskowych Rosji.
Ministerstwo Obrony Estonii ogłosiło przekazanie kolejnego pakietu pomocy wojskowej dla Ukrainy, który będzie obejmował nieokreśloną ilość amunicji i sprzętu wojskowego, w tym mundury marynarki wojennej, sprzęt obserwacyjny, celowniki i sprzęt ochronny. Na konferencji ONZ w sprawie zmian klimatu w Baku w Azerbejdżanie, podsekretarz stanu USA ds. kontroli zbrojeń i bezpieczeństwa międzynarodowego Bonnie Jenkins i minister energetyki Ukrainy Herman Hałuszczenko ogłosili trzy partnerstwa projektowe w ramach programu Foundational Infrastructure for the Responsible Use of Small Modular Reactor Technology (FIRST), mające na celu transformację ukraińskiej energetyki węglowej na małe modułowe reaktory jądrowe oraz odbudowę i modernizację ukraińskiego przemysłu stalowego za pomocą odpowiednich technologii.
Według brytyjskiego Financial Times, powołującego się na wywiad ukraiński, Korea Północna niedawno dostarczyła Rosji 50 haubic samobieżnych 170 mm M-1978 Koksan i 20 „zmodernizowanych” MLRS 240 mm do obwodu kurskiego, aby pomóc siłom rosyjskim odzyskać kontrolę nad kontrolowanym przez Ukraińców terytorium. Dochodzenie przeprowadzone przez Associated Press ujawniło, że Rosja rozpoczęła produkcję dronów termobarycznych, które mają być używane razem z dronami-wabikami w celu przytłoczenia ukraińskiej obrony powietrznej oraz mogące wyrządzić poważne szkody cywilom.
Prezydent Wołodymyr Zełenski spotkał się z ministrem spraw zagranicznych Japonii Takeshim Iwayą, który potępił wysłanie wojsk północnokoreańskich na Ukrainę, określając te działania jako zaostrzające sytuację na Ukrainie i mające niezwykle istotny wpływ na bezpieczeństwo Azji Wschodniej, dodając, że stanowisko Japonii pozostało niezmienione i nadal będzie stać ramię w ramię z Ukrainą. Iwaya spotkał się także z ministrem spraw zagranicznych Sibihą, aby osiągnąć porozumienie w sprawie przeprowadzenia „dwustronnego dialogu na temat polityki bezpieczeństwa na wysokim szczeblu” między Japonią a Ukrainą, obejmującego wzmocnienie współpracy w zakresie wymiany informacji wywiadowczych.

### 17 listopada

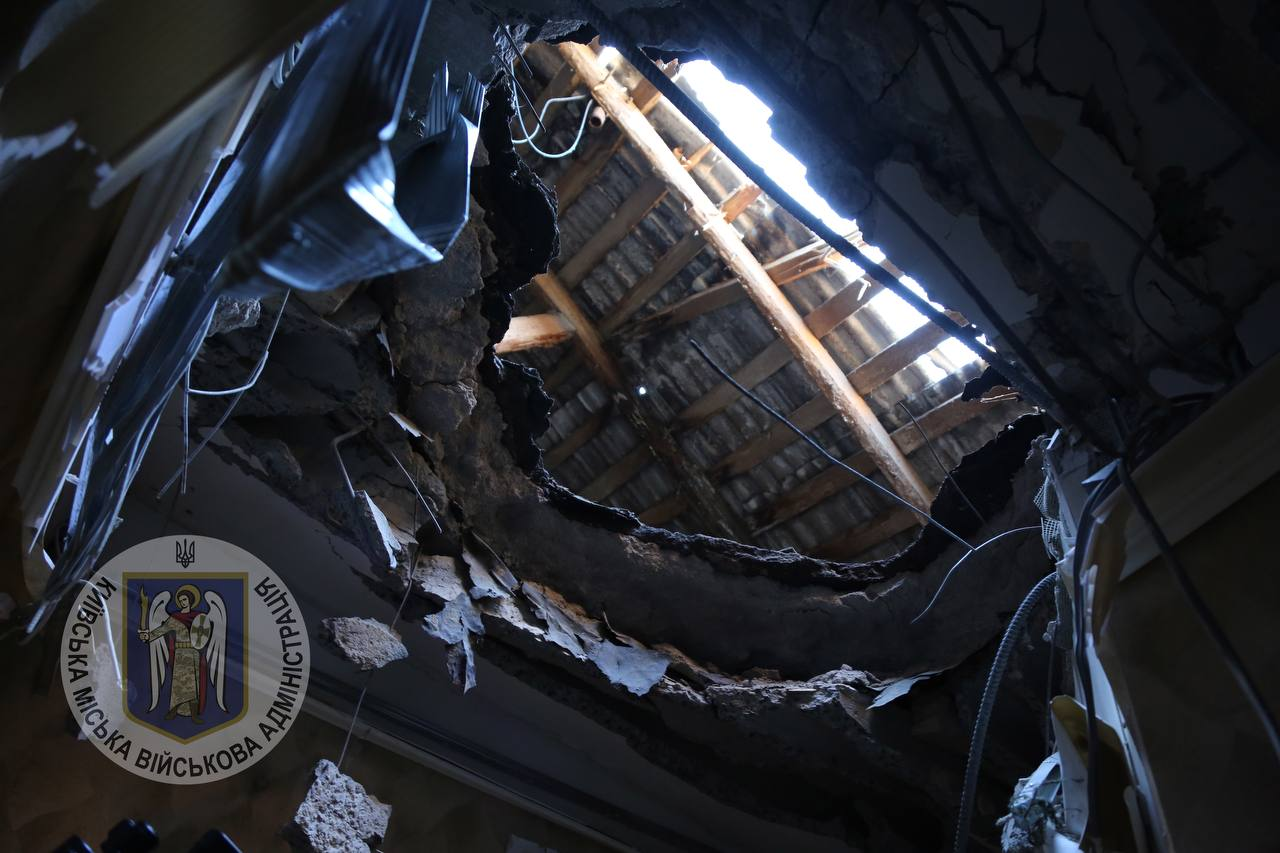
Zmasowany atak rakietowo-dronowy na Kijów uszkodził 5-piętrowy budynek mieszkalny w rejonie peczerskim. W rejonach hołosijiwskim i dnieprzańskim odnotowano upadek szczątków na tereny otwarte i niemieszkalne. Jedna osoba została ranna.

W opinii ISW siły rosyjskie nadal wprowadzały innowacje podczas ataków dalekiego zasięgu i prawdopodobnie uwzględniły stosunkowo nieskuteczne pociski manewrujące Kalibr wystrzeliwane z morza podczas ostrzału z 16 na 17 listopada jako przynęty mające na celu odwrócenie uwagi i wyczerpanie ukraińskiej obrony powietrznej. Rosjanie prawdopodobnie skupią się na przejmowaniu ukraińskich miast i miasteczek na linii frontu w zimie 2024–2025 poprzez walkę miejską pośród wysiłków mających na celu zrównoważenie ukraińskich zalet dronów i możliwych ograniczeń rosyjskich pojazdów opancerzonych. Tymczasem wojska rosyjskie zrobiły postępy w pobliżu Kupiańska, Czasiw Jaru, Kurachowego i Wuhłedaru.
Sztab Ukrainy podał, że Rosja atakowała w kierunkach Charkowa, Kupiańska, Łymanu, Siewierska, Kramatorska, Torećka, Pokrowska, Kurachowego, Wremiwki, Zaporoża i Chersonia, gdzie doszło do 149 starć. W ciągu doby wojska rosyjskie przeprowadziły trzy ataki rakietowe, 85 nalotów, ok. 1699 ataków dronów i 111 ostrzałów na pozycje ukraińskie i obszary zaludnione. Operacja w obwodzie kurskim trwała. W ciągu doby siły rosyjskie przeprowadziły na region Kurska 26 nalotów przy użyciu 33 bomb lotniczych. Ukraińskie lotnictwo i artyleria przeprowadziły ataki na 13 miejsc koncentracji, punkt kontrolny, radar i stację walki radioelektronicznej. Dwa ukraińskie ataki HIMARS (z amunicją kasetową) 15 Samodzielnej Brygady Rozpoznania Artylerii zabiły ok. 50 rosyjskich żołnierzy we wsi Tawria w Rejon wasylowskim w obwodzie zaporoskim. Pierwszy atak trafił w grupę rosyjskich żołnierzy, która składała się z ok. 30–40 osób. Drugi atak miał miejsce podczas ewakuacji rannych i zbierania ciał poległych żołnierzy.
Według prezydenta Zełenskiego i Sił Powietrznych Ukrainy w nocy i wczesnym rankiem Rosja przeprowadziła masowy atak powietrzny na terytorium Ukrainy, wystrzeliwując 120 rakiet, w tym hipersoniczny pocisk manewrujący Cyrkon, osiem rakiet hipersonicznych Kindżał, 101 rakiet manewrujących Ch-101 i Kalibr, rakietę balistyczną Iskander-M, cztery rakiety manewrujące/przeciwradarowe Ch-22/Ch-31P, pięć pocisków manewrujących Ch-59/Ch-69 oraz 90 dronów Shahed 136/131 i dronów nieznanego typu (z Kurska, Orła i Primorsko-Achtarska). Ukraińska obrona przeciwlotnicza zniszczyła 144 cele powietrzne, w tym 102 pociski, w tym pocisk Cyrkon, siedem rakiet Kindżał, 85 rakiet Ch-101 i Kalibr, cztery Ch-22/Ch-31P, pięć rakiet Ch-59/Ch-69 i 42 drony. Dwa poleciały w kierunku Rosji lub terytoriów okupowanych, a kolejne 41 dronów zaginęło w różnych regionach Ukrainy. Obrona powietrzna działała w 19 obwodach Ukrainy. Według prezydenta Zełenskiego samoloty F-16 zestrzeliły 10 „celów powietrznych”. W związku z rosyjskim atakiem Polska wczesnym rankiem wysłała w niebo kilka myśliwców, aby zapewnić bezpieczeństwo swojej przestrzeni powietrznej.
W wyniku masowego ataku rakietowego i dronów zginęło co najmniej siedem osób, w tym dwie osoby w Mikołajowie, dwie w Nikopolu, dwie w Odessie i jedna osoba we Lwowie, a dziewięć zostało rannych. Ataki były prawdopodobnie częścią ataków na ukraińską sieć energetyczną w celu zakłócenia dostaw energii elektrycznej podczas nadchodzącej zimy. Według doniesień zaatakowano infrastrukturę krytyczną w obwodach lwowskim, iwanofrankiwskim i rówieńskim w zachodniej Ukrainie, a także miasta Krzywy Róg, Dniepr, Winnica, Odessa i Kijów. Ukraiński dostawca energii Ukrenergo, że przerwy w dostawie prądu i ograniczenia zużycia zostaną wprowadzone „we wszystkich regionach”, ponieważ inżynierowie będą próbowali naprawić jak najwięcej szkód w obiektach energetycznych. Był to największy atak powietrzny na Ukrainę od sierpnia 2024 roku.
Władze regionalne poinformowały, że w nocy Rosja przeprowadziła ataki rakietowe (pociskami balistycznymi z amunicją kasetową) na Sumy, zabijając co najmniej 11 osób, w tym dzieci w wieku 9 i 14 lat, a 89 osób zostało rannych, w tym 11 dzieci. Jedna rakieta uderzyła w 9-piętrowy budynek mieszkalny, a druga trafiła w infrastrukturę energetyczną, pozostawiając część miasta bez prądu. Władze lokalne ogłosiły 19 i 20 listopada dniem żałoby w obwodzie sumskim. Gubernator Serhij Łysak podał, że nad ranem wojska rosyjskie kilkakrotnie zaatakowały (dronami i artylerią) rejon Nikopola w obwodzie dniepropetrowskim, zabijając dwóch cywilów i raniąc pięciu kolejnych. W wyniku ataku uszkodzona została firma transportowa, kilka domów prywatnych, budynki gospodarcze i samochody.
Jedna osoba zginęła w ataku ukraińskiego drona w obwodzie biełgorodzkim, a dwóch dziennikarzy zginęło w obwodzie kurskim. Szef Centrum Zwalczania Dezinformacji przy RBNiO Ukrainy Andrij Kowalenko poinformował, że w nocy kilka „niezidentyfikowanych” dronów zaatakowało i uszkodziło Iżewski Zakład Elektromechaniczny „Kupol” w Republice Udmurcji (1260 km od granicy z Ukrainą), który produkuje systemy obrony powietrznej Tor, radary i inny sprzęt dla rosyjskiego wojska. Według szefa regionu Aleksandra Breczałowa w fabryce na ul. Lenina 101 doszło do eksplozji. Według doniesień jedna osoba została ranna.
Prezydent Joe Biden zezwolił Ukrainie na użycie pocisków ATACMS do ataków na terytorium Rosji. Według urzędników amerykańskich upoważnienie Ukraińców do użycia pocisków dalekiego zasięgu nastąpiło w odpowiedzi na decyzję Rosji o wprowadzeniu do walki wojsk północnokoreańskich. Według The New York Times i The Washington Post zezwolenie na użycie rakiet ATACMS było ograniczone do sił rosyjskich i północnokoreańskich w obwodzie kurskim. Le Figaro podało, że również Francja i Wielka Brytania udzieliły Ukrainie pozwolenia na użycie rakiet Storm Shadow/SCALP-EG przeciwko celom w Rosji. Ministerstwo Spraw Zagranicznych Ukrainy podało, że czeska firma STV GROUP przekazała Ukrainie ponad 765 tys. euro, które zostaną przeznaczone na zakup granatników przeciwpancernych RPG-7.
Agencja Bloomberg stwierdziła, że Korea Północna może rozmieścić do 100 tys. żołnierzy, aby pomóc Rosji w wojnie z Ukrainą. Jest to możliwe w przypadku, jeśli sojusz Rosji z Koreą Północną będzie się nadal pogłębiał. Według Bloomberga jeśli dojdzie do wsparcia wojskowego na taką skalę, to prawdopodobnie będzie miało ono charakter partiowy i rotacyjny w czasie, a nie jednorazowe rozmieszczenie.

### 18 listopada
W ocenie ISW siły rosyjskie posunęły się naprzód w głównym ukraińskim obszarze w obwodzie kurskim, w Kupiańsku, na zachód od Kreminnej oraz w kierunku Siewierska, Pokrowska i Wuhłedaru. Według materiałów geolokalizacyjnych siły rosyjskie zajęły Hryhoriwkę w pobliżu Pokrowska, z kolei Rosyjskie Ministerstwo Obrony ogłosiło zdobycie Nowooleksijiwki. Ponadto rosyjskie MON nielegalnie powołało ukraińską młodzież do wojska w okupowanych obwodach donieckim, ługańskim, chersońskim i zaporoskim w ramach jesiennego poboru.
SG Ukrainy oświadczył, że Rosja atakowała w kierunkach Charkowa, Kupiańska, Łymanu, Torećka, Pokrowska, Kurachowego, Wremiwki i Chersonia, gdzie doszło do 143 starć. W ciągu 24h wojska rosyjskie przeprowadziły dwa ataki rakietowe, 77 nalotów i 152 ostrzały na pozycje ukraińskie i obszary zaludnione. Operacja w obwodzie kurskim trwała. W ciągu doby siły rosyjskie przeprowadziły na region Kurska 27 nalotów przy użyciu 37 bomb lotniczych. Ukraińskie lotnictwo i artyleria przeprowadziły ataki na 10 miejsc koncentracji, stanowisko kontroli dronów, jednostkę artylerii, dwa magazyny sprzętu materiałowo-technicznego i stację badawczo-rozwojową. Według zastępcy dowódcy sił rakietowych i artylerii pułkownika Siergieja Musienki armia ukraińska otrzymywała wówczas o połowę mniej pocisków artyleryjskich, niż potrzebowała. Armia rosyjska traciła dziennie 1,5–2 tys. ludzi, w wyniku czego na niektórych kierunkach było widać, jak tempo ofensywy wyhamowało.
Siły Powietrzne Ukrainy podały, że w nocy wojska rosyjskie zaatakowały obwód sumski dwoma rakietami balistycznymi Iskander-M (wystrzelonymi z obwodu woreneskiego) i rakietą manewrującą Ch-59 (z obwodu kurskiego) oraz terytorium Ukrainy za pomocą 11 dronów Shahed 136/131. Ukraińska obrona przeciwlotnicza zestrzeliła osiem dronów w obwodach połtawskim, charkowskim, czerkaskim, czernihowskim i kijowskim, a kolejne trzy zaginęły na Ukrainie.
Gubernator Ołeh Kiper poinformował, że o 11:57 w rosyjskim ataku rakietowym (za pomocą pocisku balistycznego Iskander-M) na budynek mieszkalny w Odessie zginęło 10 osób, a 55 zostało rannych (trzy osoby były w stanie krytycznym), w tym 14 policjantów i czworo dzieci w wieku 7–11 lat; wśród ofiar śmiertelnych znalazło się siedmiu policjantów, medyk i dwóch cywilów. W wyniku ataku zniszczeniu lub uszkodzeniu uległy trzy budynki mieszkalne, uniwersytet, dwa budynki administracyjne i parking, a kilkadziesiąt samochodów spłonęło. Władze lokalne ogłosiły 19 listopada dniem żałoby w Odessie. Państwowa Służba Ratownicza podała, że ok. 23:20 czasu lokalnego w ataku (dwóch) dronów na akademik w Głuchowie w obwodzie sumskim zginęło kolejne 10 osób, w tym dziecko, a co najmniej 13 zostało rannych, w tym troje dzieci. Gubernator Wadym Fiłaszkin oświadczył, że w ciągu ostatniej doby Rosjanie zabili w obwodzie donieckim trzy osoby (w Konstantynówce i Siewiersku) i ranili siedem kolejnych (w Konstantynówce, Myrnohradzie i Kurachowem).
Mer Sergiej Sobianin stwierdził, że w nocy rosyjska obrona przeciwlotnicza przechwycił kilka dronów na obrzeżach Moskwy.
Niemcy ogłosiły, że dostarczą Ukrainie 4 tys. dronów kamikadze „mini-Taurus” o zasięgu do 40 km oraz wyposażonych w sztuczną inteligencję i będące w stanie pokonać wrogie systemy walki elektronicznej. Dostawy mają rozpocząć się w grudniu 2024 roku, a co miesiąc będzie przybywać kilkaset dronów. Minister obrony Rustem Umierow stwierdził, że w 2024 roku ukraińscy producenci zbudowali pierwsze 100 rakiet i zwiększyli seryjną produkcję pocisków manewrujących Neptun. Produkcja seryjna została rozszerzona o plany zwiększenia zasięgu pocisku z 400 do 1000 km. Umierow zapowiedział zwiększenie produkcji rakiet Neptun, rozwój nowych dronów oraz współpracę z partnerami ukraińskimi i zagranicznymi w celu wzmocnienia potencjału obronnego Ukrainy.
Zastępca Sekretarza Stanu USA ds. półkuli zachodniej Brian A. Nichols oficjalnie potwierdził, że Biały Dom upoważnił Ukrainę do użycia broni dalekiego zasięgu do ataków na terytorium Rosji. Szef dyplomacji UE Josep Borrell także potwierdził, że Stany Zjednoczone zezwoliły na ataki na terytorium Rosji oddalone o 300 km, przy użyciu broni dostarczonej Ukrainie. Z kolei Wielka Brytania i Francja zezwoliły Ukrainie na użycie rakiet dalekiego zasięgu do ataków na terytorium Rosji, ale ograniczyły to do obwodu kurskiego, natomiast wcześniejsze oświadczenie Le Figaro zostało usunięte.
Wywiad ukraiński poinformował, że siły rosyjskie używały tanich dronów-wabików z zagranicznymi komponentami do przeciążenia ukraińskiego systemu obrony powietrznej. Rosyjscy producenci wykorzystywali komponenty z USA, Chin, Holandii i Szwajcarii do produkcji drona Gerber, 10 razy tańszego i mniej śmiercionośnego odpowiednika drona Shahed, w fabryce w Jełabudze w Tatarstanie.
Ministerstwo Gospodarki Ukrainy podało, że gospodarka Ukrainy wzrosła o 4,2% rok do roku w pierwszych 10 miesiącach 2024 roku dzięki sektorom budowlanym, transportowym i produkcyjnym. Programy naprawcze mające na celu odbudowę uszkodzonych i zniszczonych domów pobudziły przemysł budowlany, napędzając wzrost. Sektory transportu i produkcji również były wśród sił napędowych, głównie dzięki przywróconemu korytarzowi handlowemu na Morzu Czarnym i zwiększonej produkcji obronnej.

### 19 listopada
Siły rosyjskie stwierdziły, że zajęły wieś Nowoselidiwka w obwodzie donieckim. Dowódca Sił Lądowych armii ukraińskiej generał porucznik Ołeksandr Pawluk poinformował, że Rosja przeniosła kolejną dywizję do obwodu kurskiego. W sumie Rosja skoncentrowała w obwodzie kurskim ok. 50 tys. żołnierzy, z których zdecydowana większość pochodziła z jednostek piechoty morskiej i wojsk powietrznodesantowych.
W ocenie ISW Ukraina nadal poprawiała swoje zdolności bojowe i przygotowywała się do samowystarczalności w perspektywie długoterminowej. Ukraina dopiero w ostatnim czasie zaczęła otrzymywać systemy uzbrojenia i zdolności wojskowe niezbędne do prowadzenia nowoczesnych operacji bojowych na dużą skalę, w wyniku czego w przyszłości może być w stanie przeprowadzić operacyjnie znaczące kontrofensywy, pod warunkiem, że Zachód wzmocni budowę ukraińskich zdolności na dużą skalę. Tymczasem wojska rosyjskie posunęły się naprzód w głównym ukraińskim obszarze w obwodzie kurskim oraz na granicy obwodu donieckiego i zaporoskiego, z kolei siły ukraińskie zrobiły postępy na północ od Charkowa.
Według Sił Powietrznych Ukrainy w nocy Rosjanie zaatakowali terytorium ukraińskiej za pomocą 87 dronów Shahed 136/131 i dronów nieznanego typu, wystrzelonych z Kurska, Orła i Krymu. Ukraińska obrona przeciwlotnicza zestrzeliła 51 dronów w obwodach czerkaskim, czernihowskim, kijowskim, połtawskim, żytomierskim, sumskim, mikołajowskim, zaporoskim i charkowskim, a kolejne 30 zaginęło na Ukrainie. Jeden dron pozostawał w przestrzeni powietrznej Ukrainy. Gubernator Ołeh Siniehubow powiedział, że Rosja przeprowadziła atak na rejon kijowski w Charkowie, raniąc dziewięciu mężczyzn.
SG Ukrainy oświadczył, że ok. 2:30 w nocy siły ukraińskie po raz pierwszy zaatakowały rosyjski skład amunicji w Karaczewie w obwodzie briańskim (ok. 115 km od granicy z Ukrainą) przy użyciu pocisków ATACMS, w wyniku czego odnotowano jedną potężną eksplozję i 12 wtórnych. Szef Centrum Przeciwdziałania Dezinformacji RBNiO Ukrainy Andrij Kowalenko powiedział, że atak był wymierzony w 67. arsenał Głównego Zarządu Rakietowego i Artyleryjskiego MON Rosji. Gubernator Aleksandr Bogomaz powiedział, że atak nie spowodował ofiar ani znacznych szkód, jednak mieszkańcy Karaczewa zgłaszali eksplozje oraz rzekomy atak na „bazę wojskową”. Drony podpaliły również obiekty przemysłowe w obwodach biełgorodzkim i woroneskim. Gubernator Wiaczesław Gładkow powiedział, że szczątki drona uszkodziły przedsiębiorstwo w Aleksiejewce. Według mediów był to zakład EFKO, oficjalnie producent sosu. Lokalne władze podały, że pięć dronów uderzyło w cywilny zakład przemysłowy w obwodzie woroneskim, powodując pożar. Według Andrija Kowalenki zakład EFKO potajemnie produkuje drony transportowe używane przez rosyjskie wojska.
Według OSW Rosjanie wkroczyli od północnego wschodu do Kupiańska. Rosja starała się uzyskać dojście do drogi Siewierodonieck–Charków, zapewniającej zaopatrzenie wojskom ukraińskim na wschód od rzeki Oskoł. Utrzymanie drogi i mostu to podstawowy warunek utrzymania ukraińskiej obrony w tym rejonie. Wojska rosyjskie zajęły wschodnią część Kurachowego i zablokowały je od północy. Pod ich kontrolę przeszły miejscowości nad Zbiornikiem Kurachowskim wraz z wylotem mostu wiodącego do centrum miasta. Pod groźbą okrążenia znalazły się jednostki ukraińskie walczące na południe od niego i na wschód od drogi Kurachowe–Wełyka Nowosiłka. Równocześnie Rosjanie zrobili postępy na północny wschód i południowy zachód od drugiej z tych miejscowości. Trwało także rosyjski atak na zachód i północ od Sełydowego. Z działań Rosjan wynikało, że ich głównym celem pozostawało przecięcie ostatniej drogi prowadzącej z Pokrowska na południe, do Kurachowego i Wełykiej Nowosiłki. Nieznaczne postępy siły rosyjskie poczyniły w obwodzie zaporoskim, na południe od Orichiwa oraz na wschód od Hulajpola. Natomiast Ukraińcy odzyskali niektóre pozycje na południe od Czasiw Jaru. Część wojsk ukraińskich została odcięta na północy rejonu sudżańskiego w obwodzie kurskim, co potwierdzały informacje z organizowanych przez ukraińskie siły specjalne akcji wydostania poszczególnych grup żołnierzy z okrążenia.
Prezydent Joe Biden zezwolił na wysłanie na Ukrainę min przeciwpiechotnych (m.in. Claymore), które są zakazane w ponad 160 krajach, ale są używane przez Rosję. Miny nie będą mogły być używane na obszarach cywilnych i gęsto zaludnionych, a ich wykorzystanie zostanie ograniczone do wschodniej Ukrainy, co ma celu spowolnienie wojsk rosyjskich w tym regionie. Ponadto miny będą posiadały liczniki czasu, które po pewnym czasie je unieruchamiają. Brytyjskie Ministerstwo Obrony ogłosiło, że od czerwca 2022 roku ponad 50 tys. ukraińskich rekrutów przeszło szkolenie w Wielkiej Brytanii w ramach kierowanej przez Brytyjczyków operacji „Interflex”, projektu wspieranego przez 12 krajów partnerskich. Rząd brytyjski powiedział także, że kilka krajów „koalicji dronowej” zadeklarowało dodatkowe fundusze na wsparcie Ukrainy w dostarczaniu dronów uderzeniowych i rozpoznawczych, w tym Wielka Brytania – 9,5 mln dolarów, Niemcy – 12,7 mln dolarów oraz Kanada i Luksemburg – po 3,8 mln dolarów. Premier Mette Frederiksen podczas spotkania z prezydentem Zełenskim poinformowała, że Dania przekaże 130 mln euro na ukraiński przemysł obronny.
Prezydent Wołodymyr Zełenski podczas przemówienia w Radzie Najwyższej stwierdził, że od początku 2024 roku Ukraina wyprodukowała ponad 2,5 miliona szt. pocisków moździerzowych i artyleryjskich o kalibrze od 60 do 155 mm. Prezydent Zełenski przedstawił w Radzie Najwyższej „Plan wewnętrznej odporności Ukrainy”, dokument składający się z 10 punktów i dotyczący bezpieczeństwa, energii, finansów, broni produkcji ukraińskiej oraz współpracy z partnerami. Plan zrównoważonego rozwoju będzie nadal szczegółowo omawiany ze społeczeństwem obywatelskim, biznesem, przedstawicielami kultury i ekspertami. Premier Denys Szmyhal powiedział, że ukraiński parlament zatwierdził budżet państwa na 2025 rok, w którym spodziewane dochody wyniosą 48,2 mld dolarów, a wydatki 86,8 mld dolarów. Wszystkie podatki zostaną przeznaczone na obronność i bezpieczeństwo narodowe, a budżet przewiduje na ten cel 53 mld dolarów, co stanowi 26,3% przewidywanego PKB.
Prezydent Władimir Putin ratyfikował zaktualizowaną doktrynę nuklearną Rosji, która przewidywała m.in., że Federacja Rosyjska może także użyć broni nuklearnej w charakterze środka odstraszającego. Ponadto zaktualizowana doktryna stanowiła, że poparcie dla „agresji państwa nieposiadającego broni nuklearnej” skierowanej przeciwko Rosji można uznać za atak na Rosję, jeśli wsparcia takiego udziela państwo nuklearne.

### 20 listopada
Rzecznik 46 Brygady Powietrznomobilnej Ołeksandr Newidomyj powiedział, że wojsko rosyjskie przeprowadzało do 10 ataków dziennie, próbując zbliżyć się do Kurachowego; „Każdego dnia może nastąpić do 10 ataków, zarówno ze strony grup piechoty, jak i pojazdów opancerzonych. Były też próby przeprawy przez rzekę [Wowcza] na gumowych łodziach”. Siły rosyjskie wykorzystywały drony kamikadze, zwłaszcza do zrzucania amunicji z wysokości. Według niego Rosjanie stacjonowali na północ od miasta na dużej wysokości, skąd wystrzeliwali drony na ukraińskie pozycje i logistykę. Dodał także, że: „Oni wracają do zdrowia. Dostają nowych żołnierzy, którzy trenują na poligonie. Nie mają problemów z ludźmi, mają ich dużo”.
Według ISW wojska rosyjskie i ukraińskie nie były w stanie przeprowadzić zoptymalizowanych manewrów operacyjnych od zimy 2022–2023 z powodu doktrynalnych ograniczeń i zasobów, ale obie strony uczyły się, wprowadzały innowacje i dostosowywały swoje taktyki na polu bitwy, podkreślając dynamiczną naturę tej wojny. Siły ukraińskie odzyskały utracone pozycje w pobliżu Pokrowska, a wojska rosyjskie poczyniły postępy w kierunku Kupiańska, Czasiw Jaru, Torećka, Kurachowego i Wuhłedaru oraz w obwodzie kurskim.
Siły Powietrzne Ukrainy podały, że w nocy Rosja zaatakowała obwód charkowski pociskiem kierowanym S-300 (z obwodu biełgorodzkiego), obwody dniepropetrowski, czernihowski i sumski pięcioma rakietami manewrującymi Ch-59/Ch-69 oraz terytorium Ukrainy 122 dronami Shahed 136/131 i dronami nieznanego typu (z Kurska, Orła i Primorsko-Achtarska). Ukraińska obrona przeciwlotnicza zniszczyła dwie rakiety Ch-59/Ch-69 i 56 dronów w obwodach kijowskim, czerkaskim, czernihowskim, połtawskim, kirowohradzkim, żytomierskim, chmielnickim, sumskim, mikołajowskim, chersońskim, zaporoskim, dniepropetrowskim, donieckim i charkowskim, sześć poleciało z kierunku Rosji i Białorusi, a kolejne 58 zaginęło w różnych regionach Ukrainy. Policja ukraińska poinformowała, że ok. 15:45 czasu lokalnego Rosja ostrzelała (przy pomocy wyrzutni rakietowej Tornado-C) wioskę Perszomariwka w obwodzie donieckim, zabijając 11-letniego chłopca i poważnie raniąc jego 13-letnią siostrę. 63-letni mężczyzna również został hospitalizowany z wieloma obrażeniami. Ambasady Stanów Zjednoczonych, Grecji, Włoch i Kanady w Kijowie zostały zamknięte z powodu ostrzeżenia, jakie USA otrzymały o „potencjalnie znaczącym ataku powietrznym Rosji”.
Gubernator Andriej Nikitin powiedział, że ukraińskie drony zaatakowały 13. arsenał Głównego Zarządu Rakiet i Artylerii MON Rosji w Kotowie w obwodzie nowogrodzkim, ok. 680 km od granicy z Ukrainą. Według Nikitina nikt nie został ranny, a mieszkańcy Kotowa zostali ewakuowani do pobliskiego Okułowska w ramach środków ostrożności. Ponadto „kilka” dronów zostało zestrzelonych przez rosyjską obronę przeciwlotniczą. Ministerstwo Obrony Rosji podało, że obrona przeciwlotnicza zestrzeliła 44 drony nad obwodami nowogrodzkim (20), biełgorodzkim (3), moskiewskim (2) oraz kurskim, orłowskim, tulskim, twerskim, briańskim i smoleńskim (łącznie 19). Ukraina po raz pierwszy użyła brytyjskich pocisków Storm Shadow (ok. 12 według informacji na podstawie odzyskanych wraków) do ataku na „podziemne stanowisko dowodzenia rosyjskiej grupy armii” w Marjino w obwodzie kurskim, w którym prawdopodobnie przebywało kilku północnokoreańskich i rosyjskich oficerów. Według doniesień w wyniku ataku zginął generał porucznik Walerij Sołodczuk. Ponadto zginęło 18 rosyjskich żołnierzy, a 33 zostało rannych oraz 500 żołnierzy KRLD zostało zabitych. 13 saperów z rosyjskiej 88 Brygady Zmechanizowanej zostało później rannych podczas próby usunięcia niewybuchów. Ponadto wywiad ukraiński podał, że zniszczono stanowisko dowodzenia grupy wojsk rosyjskich „Siewier” w Gubkinie w obwodzie biełgorodzkim (ok. 168 km od granicy z Ukrainą), nie podając jednak, jakiej broni użyto.
Stany Zjednoczone zapowiedziały kolejny pakiet pomocy wojskowej dla Ukrainy o wartości do 275 mln dolarów, który obejmował m.in. amunicję do systemów M142 HIMARS, pociski artyleryjskie 155 mm i 105 mm, pociski moździerzowe kal. 60 mm i 81 mm, bezzałogowe systemy powietrzne i broń przeciwpancerną Javelin i AT-4. Rząd niemiecki ogłosił nowy pakiet pomocy wojskowej dla Ukrainy, który obejmował: amunicję do Marder 1, 47 pojazdów MRAP, stację radarowa TRML-4D, cztery haubice Panzerhaubitze 2000 i ponad 40 tys. pocisków, 314 dronów rozpoznawczych Vector (20), Hornet XR (12), RQ-35 Hedrun (100), Songbird (120), Golden Eagle (60) i VT-4 Ray (2), dwa mosty Biber, trzy pojazdy rozminowujące Wisent 1 i trzy trały minowe, osiem pojazdów powietrznodesantowych Caracal, 20 pojazdów dla służby granicznej, sześć ciężkich naczep M1070 Oshkosh oraz 8 tys. nabojów 40 mm, 100 tys. karabinów Haenel HLR 338 z 314 tys. nabojów i 100 tys. nabojów do broni strzeleckiej.
Premier Denys Szmyhal poinformował, że Światowy Program Żywnościowy ONZ przeznaczył dla Ukrainy 2,1 miliarda dolarów na lata 2025–2027. „Plan przewiduje pomoc humanitarną, wsparcie dla ludności cywilnej, kontynuację procesu rozminowywania oraz wsparcie potencjału eksportowego Ukrainy w zakresie dostaw produktów rolnych na rynki międzynarodowe”. Rzecznik Departamentu Stanu USA Matthew Miller powiedział, że prezydent Joe Biden przedstawił Kongresowi zamiar podjęcia działań w celu umorzenia ok. 4,7 miliarda dolarów długu pożyczkowego dla Ukrainy.
Członek Komisji ds. Wywiadu Zgromadzenia Narodowego Korei Południowej Lee Seong-kwon spotkał się z reporterami po wysłuchaniu raportu Narodowej Służby Wywiadu i powiedział, że w ramach rosyjskich sił do obwodu kurskiego wysłano ok. 10 900 żołnierzy Korei Północnej, które wchodzą w skład oddziałów powietrznodesantowych i piechoty morskiej, a część z nich brała udział w walkach na Ukrainie. Korea Północna wysyłała także do Rosji więcej broni, w tym haubice samobieżne i liczne wyrzutnie rakiet. Dziennik The Wall Street Journal, powołując się na doniesienia ukraińskich i południowokoreańskich urzędników, podał, że Korea Północna wysłała do Rosji trzecią rangą osobę w armii, generała Kim Jong-boka, zastępcę dowódcy Sztabu Generalnego, oraz 500 oficerów, aby monitorowali sytuację integrację armii północnokoreańskiej z armią rosyjską i zdobycie doświadczenia bojowego oraz ustanowienie ram dla przyszłego rozmieszczenia. Badacz z Koreańskiego Instytutu Analiz Obronnych Jung Kyung-ju powiedział, że Kim Jong-bok jest odpowiedzialny za dowodzenie siłami specjalnymi liczącymi ok. 200 tys. ludzi, których zadaniem jest przeprowadzanie tajnych misji na Półwyspie Koreańskim w przypadku wojny.
Rada Najwyższa Ukrainy przyjęła kilka ustaw, w tym przyznających cywilom zwolnionym z rosyjskiej niewoli prawo do odroczenia mobilizacji oraz zwolnieniu personelu wojskowego, którego członkowie rodziny zginęli lub zaginęli podczas wojny. Personel wojskowy ma prawo zostać zwolniony ze służby m.in. w przypadku śmierci lub zaginięcia przyrodniego rodzeństwa.
Agencja informacyjna Interfax Ukraina, powołując się na źródła w ukraińskim wywiadzie, podała, że Rosja może próbować przekazać przywódcom USA swój plan nowego porządku światowego do 2045 roku, w tym plan podziału Ukrainy na trzy części. Z dokumentu wynikało, że Rosja chce, aby Ukraina została podzielona na trzy części, a wschodnie regiony kraju, w tym tereny częściowo i całkowicie zajęte przez Rosję, zostałyby zaanektowane. Ziemie zachodnie stałyby się „terytoriami spornymi”, które mogłyby zająć państwa sąsiednie, w tym Polska, Węgry i Rumunia. Pozostałe terytorium, w tym Kijów, stałoby się kontrolowanym przez Rosję państwem marionetkowym. Dokument przewiduje skuteczny rozkład niepodległego państwa ukraińskiego.

### 21 listopada

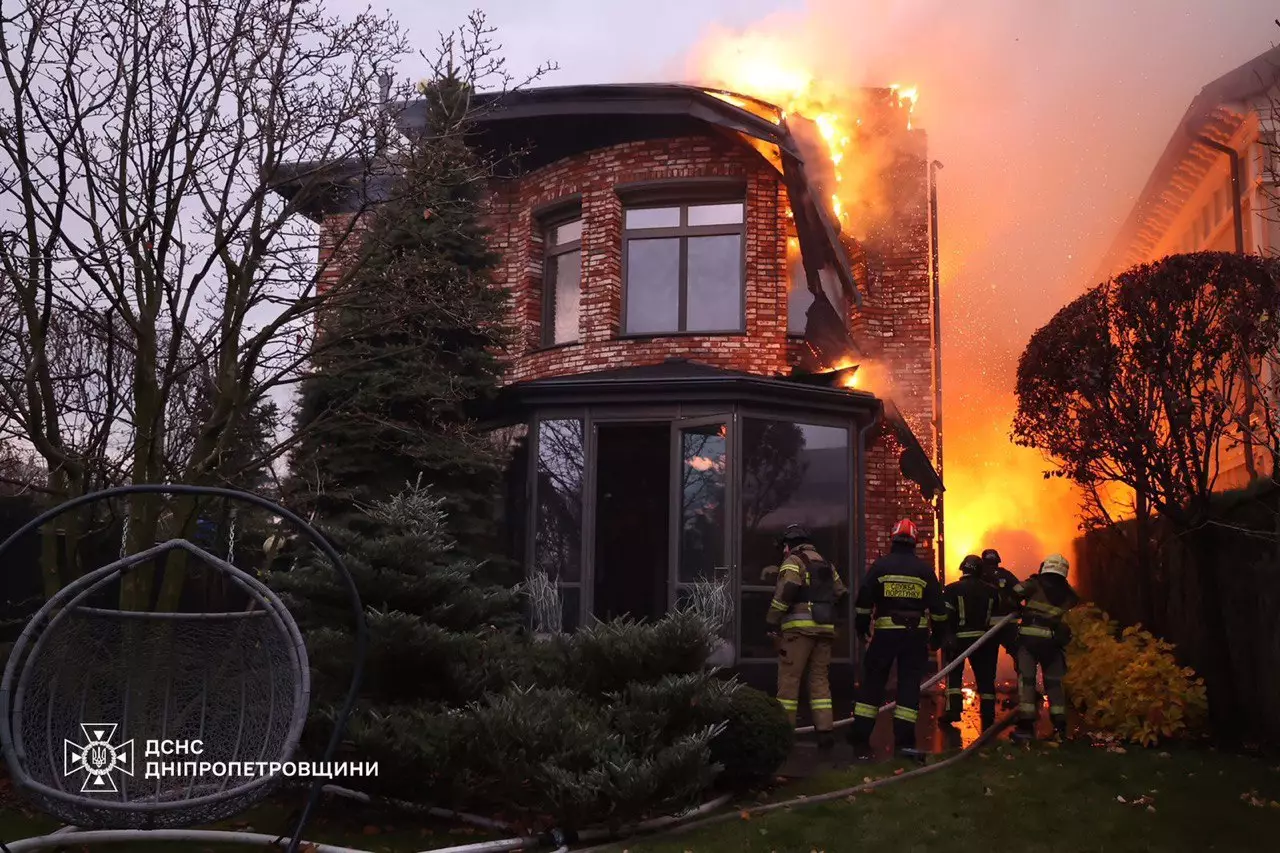
Dom w Dnieprze po rosyjskim ataku rakietowym. Uszkodzone zostały zakład przemysłowy, garaże, dom i ośrodek rehabilitacyjny dla osób niepełnosprawnych. Dwie osoby zostały ranne.

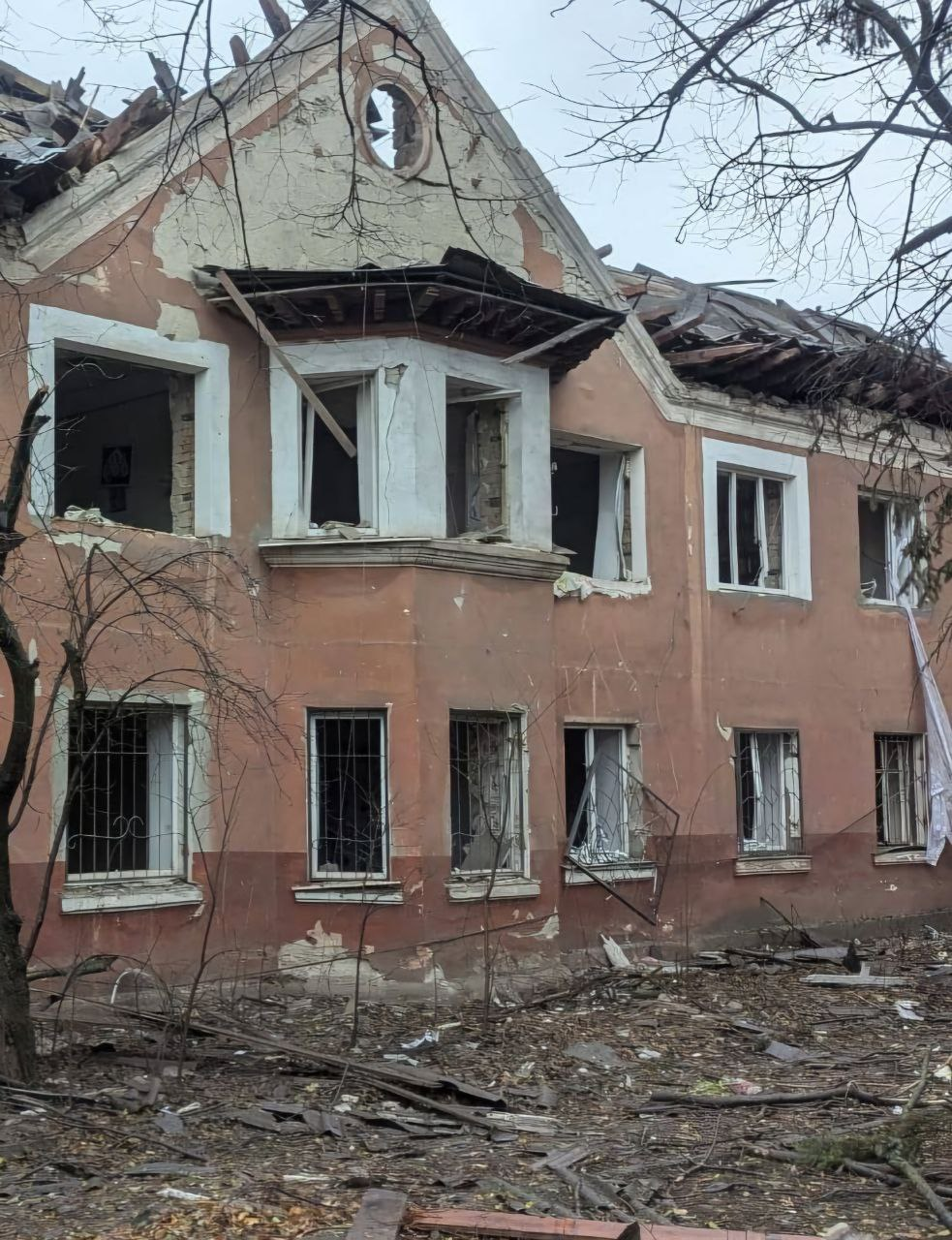
Budynek mieszkalny w Krzywym Rogu po rosyjskim ataku rakietowym. Uszkodzone zostały dwa budynki mieszkalne oraz został częściowo zniszczony budynek administracyjny. 32 osoby zostały ranne.

W opinii ISW siły rosyjskie nieznacznie posunęły się naprzód w głównym ukraińskim obszarze w obwodzie kurskim na południowy wschód od Sudży. Wojska ukraińskie posunęły się naprzód na północ od Wuhłedaru, natomiast Rosjanie zrobili postępy na północny zachód od Kreminnej, na południowy wschód od Czasiw Jaru, w Torećku, na południowy wschód od Kurachowego, na północny wschód od Wuhłedaru i prawdopodobnie na północny wschód od Wełykiej Nowosiłki.
Sztab Ukrainy poinformował, że Rosja atakowała w kierunkach Charkowa, Kupiańska, Łymanu, Kramatorska, Torećka, Pokrowska, Kurachowego, Wremiwki, Zaporoża i Chersonia, gdzie doszło do 190 starć. W ciągu 24h wojska rosyjskie przeprowadziły pięć ataków rakietowych, 51 nalotów, 900 ataków dronów i 139 ostrzałów na pozycje ukraińskie i obszary zaludnione. Operacja w obwodzie kurskim trwała. W ciągu doby siły rosyjskie przeprowadziły na region Kurska 15 nalotów przy użyciu 22 bomb lotniczych.
Siły Powietrzne Ukrainy podały, że nad ranem FR zaatakowała Dniepr za pomocą międzykontynentalnego pocisku balistycznego (wystrzelonego z obwodu astrahańskiego), rakiet hipersonicznej Kindżał (z samolotu MiG-31K z obwodu tambowskiego) i siedmiu rakiet manewrujących Ch-101 (z bombowców Tu-95MS z obwodu wołgogradzkiego). Ukraińska obrona przeciwlotnicza zniszczyła sześć rakiet Ch-101.
Ukraina stwierdziła, że Rosja wystrzeliła międzykontynentalny pocisk balistyczny (ICBM) bez głowic nuklearnych w kierunku Dniepru, co byłoby pierwszym przypadkiem użycia międzykontynentalnego pocisku balistycznego w walce. Według Ukraińskiej prawdy Rosja wykorzystała do ataku pocisk RS-26 Rubież. Później urzędnicy amerykańscy poinformowali, że był to w rzeczywistości pocisk balistyczny pośredniego zasięgu (IRBM, o zasięgu 3–5,5 tys. km). Prezydent Putin w przemówieniu do narodu powiedział, że niedawne ukraińskie ataki z użyciem zachodnich systemów uzbrojenia nie mogłyby nastąpić bez udziału zachodnich specjalistów, w związku z czym Rosja użyła eksperymentalnego pocisku 9M729 Oresznik, uderzając rzekomo w ukraińskie obiekty wojskowe, oraz zagroził, że w przypadku powtarzających się ukraińskich ataków zachodnim uzbrojeniem, Rosja może odpowiedzieć podobnymi kontratakami na obiekty wojskowe tych państw, które jego zdaniem brały udział w ukraińskich atakach.
Gubernator Serhij Łysak powiedział, że nad ranem Rosjanie zaatakowali Krzywy Róg, w wyniku czego 32 osoby zostały ranne, w tym dwoje nastolatków. W wyniku ataku uszkodzone zostały budynek administracyjny, pięć budynków mieszkalnych, dwa minibusy i samochód osobowy. Ministerstwo Energii Ukrainy podało, że okupowana przez Rosję Zaporoska Elektrownia Jądrowa była na skraju blackoutu po tym, jak rosyjskie ataki na linie energetyczne spowodowały, że elektrownia pozostała podłączona tylko do jednej linii. Minister energii Herman Hałuszczenko potwierdził, że jeśli ostatnia linia zostanie odcięta, nastąpi całkowity blackout. Elektrownie w Chmielnickim, Równem i Południowej Ukrainie również zostały zmuszone do zmniejszenia produkcji po tym, jak Rosjanie zaatakowali kilka podstacji mających kluczowe znaczenie dla ich zasilania.
Władze rosyjskie poinformowały, że dron spowodował pożar w zakładzie przemysłowym w obwodzie rostowskim, podczas gdy inny dron został zestrzelony w obwodzie wołgogradzkim. Ministerstwo Obrony Rosji stwierdziło, że obrona przeciwlotnicza przechwyciła dwa drony nad obydwoma regionami. Amerykański dziennik The Wall Street Journal, powołując się na anonimowe źródła, poinformował, że wyższy rangą generał Korei Północnej został ranny w ukraińskim ataku rakietowym na obwód kurski.
Rada Najwyższa Ukrainy przyjęła ustawę, która pozwalała dezerterom lub żołnierzom, którzy po raz pierwszy byli nieobecni bez pozwolenia, zachować ważność kontraktów i kontynuować służbę wojskową, jeśli dobrowolnie zdecydują się na powrót do swoich jednostek.
Duma Państwowa przyjęła budżet federalny na lata 2025–2027 w trzecim czytaniu. Za dokumentem finansowym kraju głosowało 335 posłów, 77 posłów wstrzymało się od głosu, a jedna była przeciw. Szef Komitetu Obrony Dumy Państwowej Andriej Kartapołow powiedział, że w ciągu trzech lat na wydatki obronne przeznaczono łącznie 41,9 mld rubli; w 2025 roku wyniosą one 13,49 bln rubli, w 2026 roku – 12,79 bln, a w 2027 roku – 13,07 bln rubli.

### 22 listopada
Ukraiński projekt Deep State podał, że siły rosyjskie zbliżały się do pięciu miejscowości w obwodzie donieckim. Wełyka Nowosiłka była bezpośrednim celem kolumny wojskowej złożonej z „co najmniej” pięciu bojowych pojazdów opancerzonych, a także dwóch innych, przechodzących przez linię drzew na południe od osady Rozdolne. Siły ukraińskie wyparły wojska rosyjskie z Rozdolnego, ale sytuacja na tym obszarze pozostawała „niezwykle trudna”. Oprócz Wełykiej Nowosiłki i Rozdolnego Rosjanie zrobili postępy w pobliżu Maksymiwki, Pustynki i Torećka. Zastępca szefa ukraińskiego wywiadu Wadym Skibicki stwierdził, że siły lądowe Rosji biorące udział w walkach na Ukrainie liczyły prawie 580 tys. żołnierzy. Z kolei na terytoriach okupowanych rozmieszczono prawie 35 tys. żołnierzy Rosgwardii. Według Suspilne, powołującego się na źródło w SG Ukrainy, prawie 60 tys. rosyjskich żołnierzy stacjonowało wówczas w obwodzie kurskim, z kolei Ukraina na razie nie zamierzała wycofywać się z tego regionu. Agencja AFP dowiedziała się, że armia ukraińska pozostanie w tym regionie „tak długo, jak będzie to militarnie możliwe”. Siły ukraińskie kontrolowały wówczas ok. 800 km² obwodu; maksymalna zajęta powierzchnia wynosiła prawie 1400 km². Z kolei w obwodzie donieckim wojska rosyjskie posuwały się codziennie ok. 200–300 m w pobliżu Kurachowego, a sytuacja była „gorsza” niż pod Pokrowskiem.
Według ISW wojska rosyjskie posunęły się na zachód od Swatowego, na południe od Czasiw Jaru, na południe od Torećka, na północny wschód od Wuhłedaru i na północny wschód od Wełykiej Nowosiłki. Siły rosyjskie stwierdziły, że zdobyły miasto Berestki w obwodzie donieckim.
Według Sił Powietrznych Ukrainy armia rosyjska zaatakowała terytorium Ukrainy przy użyciu 114 dronów Shahed 136/Shahed 131 i dronów nieznanego typu, wystrzelonych Orła. Ukraińska obrona przeciwlotnicza zestrzeliła 64 drony, głównie w centrum kraju i w północno-wschodnich regionach. Dwa drony poleciały w kierunku Białorusi i Rosji, a kolejne 41 zaginęło na Ukrainie. Administracja Wojskowa poinformowała, że nad ranem dwie osoby zginęły, a 12 zostało rannych w rosyjskim ataku (trzech) dronów Shahed na Sumy. Uszkodzone zostały budynki mieszkalne, domy prywatne, samochody i stacja paliw. Ponadto Rada Najwyższa Ukrainy zawiesiła obrady na ten dzień z obawy przed atakiem ze strony Rosji.
Ministrowie obrony Rustem Umierow i Pål Jonson zawarli porozumienie w sprawie sfinansowana produkcji ukraińskich dronów dalekiego zasięgu według „modelu duńskiego”. Podczas spotkania ministrowie omówili plany finansowania pomocy dla Ukrainy na 2025 rok oraz wyposażenie ukraińskich brygad. Minister obrony Kanady Bill Blair poinformował, że system przeciwlotniczy NASAMS dotarł na Ukrainę. Ministerstwo Finansów Ukrainy podało, że Ukraina i Bank Światowy podpisały umowę kredytową o wartości 4,8 mld dolarów, którą Kijów przeznaczy na priorytetowe wydatki budżetowe, w tym wypłatę emerytur dla osób starszych, stypendiów dla osób wewnętrznie przesiedlonych oraz wynagrodzeń nauczycieli, osób udzielających pierwszej pomocy i personelu służb ratunkowych.
Według Bild Niemcy opóźniły dostawy pojazdów opancerzonych MRAP na Ukrainę, dostarczając 6% obiecanej ilości. Dotychczas dostarczono armii ukraińskiej jedynie 26 MRAP-ów (z 400), co stanowiło 6,5% całości zamówienia. Niemieckie Ministerstwo Obrony stwierdziło, że reszta pojazdów zostanie dostarczona w 2025 roku.
Wywiad ukraiński podał, że rosyjski pocisk hipersoniczny średniego zasięgu, który dzień wcześniej zaatakował ukraińskie miasto Dniepr, osiągnął prędkość ponad 11 razy większą od prędkości dźwięku i leciał 15 min. od momentu wystrzelenia z regionu Astrachania. Wyposażony był także w sześć głowic bojowych, z których każda wyposażona była w sześć szt. amunicji przeciwpancernej.
Źródła ukraińskie donosiły o obecności wojsk północnokoreańskich na okupowanych terytoriach Ukrainy. Do Mariupola przybyli doradcy techniczni z Korei Północnej, a żołnierzy zauważono w obwodzie charkowskim. Według południowokoreańskich informacji Rosja dostarczyła Korei Północnej ropę naftową i rakiety przeciwlotnicze w zamian za uczestnictwo żołnierzy północnokoreańskich w wojnie na Ukrainie. Doradca Korei Południowej ds. bezpieczeństwa narodowego Shin Won-sik powiedział, że „do Korei Północnej dostarczono sprzęt i rakiety przeciwlotnicze w celu wzmocnienia słabego systemu obrony powietrznej Pjongjangu”. Korea Północna otrzymywała także wsparcie gospodarcze od Rosji.

### 23 listopada
Według projektu DeepState rosyjscy żołnierze aktywnie szturmowali Wełykę Nowosiłkę i Rozdolne w pobliżu rejonu wołnowaskego w obwodzie donieckim, przeprowadzając ataki w kilku kolumnach. „Na quadach i lekkich pojazdach wróg poruszał się drogą od Szachtarska. Z Zołotej Nywy kolumna kilku pojazdów prowadzona przez czołg dokonała ataku 3 km na wschód od hangarów w pobliżu Wełyki Nowosiłki”. Rosyjscy blogerzy wojenni stwierdzili, że siły rosyjskie odzyskały miejscowości Darjino i Nikołajewo-Darjino w obwodzie kurskim.
Według ISW rosyjscy blogerzy wojenni poinformowali, że generał pułkownik Giennadij Anaszkin został odwołany ze stanowiska dowódcy Południowego Okręgu Wojskowego po tym, jak jego podwładni „złożyli nieprawdziwe raporty” o postępach w pobliżu Siewierska. Rosyjskie Ministerstwo Obrony potwierdziło odwołanie, ale nazwało je „planowaną rotacją”. Siły rosyjskie posunęły się naprzód w obwodzie kurskim i w pobliżu Wełykiej Nowosiłki.
Doradca mera Mariupola Petro Andriuszczenko poinformował, że ok. 23:38 w nocy w rejonie portu morskiego okupowanego Berdiańska doszło do potężnej eksplozji. Następnie na terenie portu „widziano płomienie i oznaki pożaru”. Gubernator Ołeh Siniehubow powiedział, że od maja ewakuowano prawie 22 tys. mieszkańców obwodu charkowskiego i nadal trwały wysiłki mające na celu ewakuację większej liczby mieszkańców z miejscowości w pobliżu linii frontu. Dodał, że najbardziej atakowanymi obszarami były rejony Wołczańska, Łypci i Kupiańska.
Rosyjscy urzędnicy stwierdzili, że w ataku rakietowym w Bolszoje Żyrowo w obwodzie kurskim zginęły dwie osoby. Według śledczych Ukraina wystrzeliła trzy rakiety w kierunku wsi, położonej 100 km na wschód od sumskiego.
Litwa wspierała rozwój ukraińskiego przemysłu obronnego, w wyniku czego w Wilnie podpisano memorandum w sprawie finansowania produkcji broni dalekiego zasięgu. W ramach porozumienia Litwa przeznaczyła pierwszą transzę w wysokości 10 mln euro, która zostanie przeznaczona na produkcję broni, głównie dronów projektu Palanycia. Po Stanach Zjednoczonych i Wielkiej Brytanii, także Francja wyraziła zgodę na użycie broni dalekiego zasięgu przeciwko celom na terytorium Rosji. Według ministra spraw zagranicznych Jean-Noëla Barrota „Francja nie ustanawiała czerwonych linii wsparcia dla Ukrainy”, potwierdzając jej prawo do użycia francuskich rakiet „w logice samoobrony”, w tym w atakach na Rosję. Nie sprecyzował jednak, czy rakiety zostały już użyte.
Zdaniem ministra obrony Niemiec Borisa Pistoriusa Europa stoi przed długoterminowym zagrożeniem, ponieważ rosyjski przemysł „już dawno całkowicie przeszedł na gospodarkę wojenną”, w wyniku czego Rosja produkuje w ciągu trzech miesięcy tyle broni i amunicji, ile cała Unia Europejska w ciągu roku. Amerykańska stacja CNN, powołując się na ukraińskich urzędników i źródła publiczne, donosiła, że Rosja wzmogła użycie północnokoreańskich rakiet balistycznych w atakach na Ukrainę w 2024 roku z wykorzystaniem broni wyprodukowanej w Korei Północnej. W 2024 roku Rosja wystrzeliła ok. 60 północnokoreańskich pocisków KN-23, co stanowiło prawie ⅓ z 194 ataków pociskami balistycznymi. W sierpniu i wrześniu nastąpił wzrost liczby takich ataków, a ukraińscy urzędnicy publicznie określili KN-23 jako poważne zagrożenie w tym okresie. P.o. szefa ds. komunikacji Sił Powietrznych Ukrainy Jurij Ihnat powiedział, że „od wiosny Rosja znacznie częściej używała pocisków balistycznych i dronów szturmowych do atakowania Ukrainy, a rzadziej pocisków manewrujących”.
Podczas spotkania z przedstawicielami mediów w ramach III Międzynarodowej Konferencji Bezpieczeństwa Żywnościowego „Zboże z Ukrainy” prezydent Wołodymyr Zełenski postawił główne zadanie generałowi Syrskiemu: „Oficer musi widzieć żołnierza. Generał, który nie był w okopach, nie jest dla mnie osobiście generałem, mimo doświadczenia. Z całym szacunkiem, ale dzisiaj najtrudniejsza sytuacja jest na linii frontu, w okopach”. Zełenski powiedział także, że od lipca 2023 roku Rosja uszkodziła 321 budynków infrastruktury portowej i 20 zagranicznych statków handlowych, a ukraiński eksport żywności wynosił 400 milionów do 100 krajów na całym świecie. Ceny żywności w Egipcie, Libii, Nigerii i innych krajach Afryki zależały bezpośrednio od tego, czy ukraińscy rolnicy i przedsiębiorstwa rolne będą mogli normalnie funkcjonować.
Prezydent Władimir Putin podpisał ustawę o umorzeniu długów dla żołnierzy, którzy jak najszybciej zaciągną się do walki na Ukrainie. Według rosyjskich agencji od 1 grudnia 2024 roku planowane jest zwolnienie z kwoty do 10 mln rubli (ok. 92 tys. euro) dla tych, którzy podpiszą kontrakt na walkę na Ukrainie na co najmniej rok. Ustawa dotyczy wszystkich potencjalnych poborowych, wbrew których postępowanie windykacyjne zostało wszczęte przed tym dniem.

### 24 listopada
Siły rosyjskie podały, że zdobyto miasta Zoria i Sonciwka w obwodzie donieckim. Rzecznik ukraińskiego Dowództwa „Południe” Władysław Wołoszyn powiedział, że siły rosyjskie przygotowują się do przedostania się do południowej części obwodu donieckiego, „gdzie spotykają się obwody doniecki i dniepropetrowski”. Według niego atak prawdopodobnie skupi się wokół Wełyki Nowosiłki, jednak Rosjanie przygotowują się do operacji szturmowych w kierunku Orichiwa i Hulajpola w obwodzie zaporoskim. „Istnieje duże prawdopodobieństwo, że wróg podejmie także działania szturmowe, próbując włamać się do naszej obrony”. Siły rosyjskie tworzą grupy szturmowe, przekazują amunicję i prowadzą zwiad powietrzny za pomocą dronów.
W opinii ISW ostatnie zwycięstwa wojsk rosyjskich na polu bitwy w pobliżu Wuhłedaru i Wełykiej Nowosiłki pokazały, że wojna na Ukrainie nie jest w impasie. Linia frontu w obwodzie donieckim stawała się coraz bardziej płynna, ponieważ Rosjanie posuwali się znacznie szybciej niż w całym 2023 roku. Elementy rosyjskich okręgów wojskowych Centralnego, Wschodniego i Południowego prowadziły jednoczesne, wzajemnie wspierające się ofensywy w obwodzie donieckim i poczyniły stosunkowo szybkie postępy taktyczne. Rosyjskie dowództwo może wyciągać wnioski z niektórych błędów na polu bitwy po 3 latach wojny, ale zakres tej nauki nie był jasny. Rosyjskie dowództwo najwyraźniej planowało bardziej złożone operacje, ale siły rosyjskie nie były jeszcze w stanie przywrócić manewrów operacyjnych na polu bitwy i zamiast tego nadal polegały na swojej zdolności do identyfikowania i wykorzystywania luk w ukraińskich liniach obronnych, aby dokonywać stopniowych, taktycznych postępów. Tymczasem wojska ukraińskie i rosyjskie posunęły się naprzód w głównym ukraińskim obszarze w obwodzie kurskim. Siły rosyjskie poczyniły postępy w pobliżu Kupiańska, Pokrowska, Wuhłedaru i Wełyki Nowowsiłki.
Sztab Ukrainy poinformował, że „sytuacja na froncie pozostawała trudna, a Rosja wykorzystując swoją przewagę liczebną i sprzętową atakowała [ukraińskie] pozycje” atakowała w kierunkach Charkowa, Kupiańska, Łymanu, Kramatorska, Torećka, Pokrowska, Kurachowego, Wremiwki i Chersonia, gdzie doszło do 217 starć. W ciągu 24h wojska rosyjskie przeprowadziły jeden atak rakietowy, 67 nalotów, 1500 ataków dronów i 131 ostrzałów na pozycje ukraińskie i obszary zaludnione. Operacja w obwodzie kurskim trwała. W ciągu doby siły rosyjskie przeprowadziły na region Kurska 37 nalotów przy użyciu 49 bomb lotniczych. Ukraińskie lotnictwo i artyleria przeprowadziły ataki na 12 miejsc koncentracji. Prezydent Wołodymyr Zełenski powiedział, że w ciągu ostatniego tygodnia Rosja wystrzeliła ponad 800 bomb lotniczych KAB, prawie 460 dronów i ponad 20 rakiet różnego typu.
Siły Powietrzne Ukrainy oświadczyły, że Rosjanie zaatakowali Ukrainę za pomocą 73 dronów Shahed 136/131, wystrzelonych z Orła i Briańska. Ukraińska obrona przeciwlotnicza zestrzeliła 50 dronów w obwodach kijowskim, czerkaskim, kirowohradzkim, czernihowskim, sumskim, połtawskim i żytomierskim, a kolejne 19 zaginęło na Ukrainie. Cztery drony znajdowały się w przestrzeni powietrznej Ukrainy.
Siły rosyjskie stwierdziły, że w nocy obrona przeciwlotnicza zestrzeliła dwa pociski i 27 dronów nad obwodem kurskim. Inne rosyjskie źródła podały, że wystrzelono pięć pocisków, prawdopodobnie ATACMS lub Storm Shadow. Gubernator Aleksiej Smirnow nie podał szczegółów dotyczących zniszczeń ani ofiar. W obwodzie lipieckim mieszkańcy zgłaszali ostrzał z systemów obrony powietrznej i eksplozje. Sztab Generalny Ukrainy poinformował, że armia ukraińska uderzyła w 1490 Pułk Rakiet Przeciwlotniczych 6 Armii w obwodzie kurskim i zniszczyła stację radarową i dwie wyrzutnie kompleksu S-400, który wykorzystywano do atakowania celów naziemnych. W wyniku ataku zginęło ośmiu Rosjan, w tym pięciu wojskowych.
Ministerstwo Obrony Litwy podało, że dostarczono Ukrainie kolejny pakiet pomocy wojskowej, który obejmował generatory, części zamienne do M113, broń i amunicję. Szef SG Ukrainy Anatolij Barhyłewycz stwierdził, że Ukraina pracowała nad rozwojem własnych kierowanych bomb lotniczych, stwierdzając, że: „Myślę, że osiągniemy taki sukces”. Dodał także, że Rosja posiada największe zapasy bomb lotniczych, odziedziczone po Związku Radzieckim.
Prezydent Zełenski stwierdził, że istnieją już systemy obrony powietrznej, które mogą skutecznie zestrzelić pociski balistyczne pośredniego zasięgu (IRBM), takie jak Oresznik; Rosja po raz pierwszy użyła tej broni 21 listopada 2024 roku podczas ataku na Dniepr. Wkrótce potem prezydent Władimir Putin stwierdził, że „obecnie nie ma sposobów przeciwstawienia się tej broni”, jednak Zełenski zaprzeczył tym twierdzeniom, stwierdzając, że eksperci analizują obecnie wrak rakiety i współpracują z sojusznikami, aby opracować odpowiednią reakcję.
Według brytyjskiego dziennika Financial Times jemeńska milicja Huti, sprzymierzona z Iranem, rekrutowała ludzi do służby w rosyjskiej armii. Setki jemeńskich najemników zostało przymusowo wcielonych do sił rosyjskich po przybyciu do Rosji i wysłanych na front na Ukrainie, po tym jak zostali wcześniej zwabieni do Jemenu perspektywą płatnej pracy w Rosji i uzyskania rosyjskiego obywatelstwa. Rekrutację prowadziła firma założona przez wybitnego polityka Huti. Z umowy rekrutacyjnej, którą posiada gazeta wynikało, że rekrutacje trwały od lipca 2024 roku. Przedstawiciele Rosji również przebywali w Jemenie. Istniały obawy, że Huti otrzymywało rosyjską broń, za pomocą której mogło jeszcze skuteczniej atakować statki handlowe u wybrzeży Jemenu na Morzu Czerwonym. Ataki Huti miały na celu wymuszenie zakończenia izraelskiej operacji wojskowej w Strefie Gazy.
W krótkim czasie eksport aluminium z Finlandii do Rosji podwoił się. W szczególności na koniec września 2024 roku wartość dostaw wyniosła 22,3 mln euro. Dyrektor generalny Turvanasta Mikko Salakari, w komentarzu dla stacji Yle uzasadnił dostawy stwierdzeniem, że firma nie ma wpływu na to, gdzie klienci ostatecznie dostarczają zamówienia. Wyroby aluminiowe są bezpośrednio wykorzystywane w produkcji wojskowej, ale nie nałożono na nie żadnych sankcji.

### 25 listopada
Materiały geolokalizowane pokazały, że Rosja zdobyła miasto Lycychne w pobliżu Pokrowska. Siły rosyjskie stwierdziły także, że zdobyto miasto Zhovte w obwodzie donieckim. Prezydent Wołodymyr Zełenski, po wysłuchaniu raportu Naczelnego wodza generała Ołeksandra Syrskiego, oznajmił, że Ukraina śledziła groźby ze strony wojsk rosyjskich w południowym obwodzie zaporoskim, stwierdzając, że: „Widzimy istniejące zagrożenia”. Dodatkowo określił sytuację w pobliżu Kurachowego w obwodzie donieckim jako „najtrudniejszą”, dodając, że „pracujemy nad wzmocnieniem naszej pozycji”. Ponadto ukraińscy żołnierze nadal zajmowali stanowiska w obwodzie kurskim. Ukraińska 3 Brygada Szturmowa poinformowała, że oczyściła wieś Kopanky w obwodzie charkowskim z wojsk rosyjskich, jednocześnie biorąc siedmiu jeńców wojennych z rosyjskiej 1 Armii Pancernej.
Według ISW wojska rosyjskie nadal robiły znaczące postępy taktyczne w zachodnim obwodzie donieckim i zbliżały się do okrążenia Wełyki Nowosiłki i ataku na ważne ukraińskie linie komunikacyjne zaopatrujące resztę zachodniego obwodu donieckiego i wkraczające na wschodnie obwody dniepropetrowski i zaporoski. Postępy Rosji w zachodnim obwodzie donieckim mogą stać się znaczące pod względem operacyjnym, jeśli rosyjskie dowództwo odpowiednio wykorzysta ostatnie sukcesy taktyczne, co nie jest pewne. Postępy Rosji w zachodnim obwodzie donieckim nie zwiastują automatycznie upadku ukraińskiej linii frontu. Tymczasem Siły rosyjskie posunęły się naprzód w południowo-zachodnim Torećku oraz na południe i południowy wschód od Pokrowska.
Sztab Ukrainy poinformował, że „sytuacja pozostawała trudna”, a Rosja atakowała w kierunkach Charkowa, Kupiańska, Łymanu, Kramatorska, Torećka, Pokrowska, Kurachowego, Wremiwki Zaporoża i Chersonia, gdzie doszło do 217 starć. W ciągu 24h wojska rosyjskie przeprowadziły siedem ataków rakietowych, 65 nalotów, ok. 1500 ataków dronów i 112 ostrzałów na pozycje ukraińskie i obszary zaludnione. Ukraińskie lotnictwo i artyleria przeprowadziły ataki na miejsce koncentracji i pięć punktów kontrolnych.
Według Sił Powietrznych Ukrainy Rosja zaatakowała Ukrainę przy użyciu 145 dronów Shahed 136/131, wystrzelonych z Orła, Kurska, Millerowa, Primorsko-Achtarska i Krymu. Ukraińska obrona przeciwlotnicza zniszczyła 71 w obwodach kijowskim, czerkaskim, kirowohradzkim, czernihowskim, sumskim, charkowskim, połtawskim, żytomierskim, zaporoskim, donieckim, dniepropetrowskim, odeskim, mikołajowskim i chersońskim, jeden poleciał w kierunku Białorusi, a kolejne 71 zaginęło na Ukrainie. Grupa monitorująca „Białoruski Hajun” podała, że rekordowa liczba 38 rosyjskich dronów Shahed wleciała w nocy na terytorium Białorusi, a co najmniej jeden z dronów został zestrzelony przez białoruskie siły powietrzne.
Gubernator Ołeh Siniehubow podał, że ok. 8.30 rano doszło do eksplozji w Charkowie po tym, jak wojska rosyjskie zaatakowały rejon kijowski miasta za pomocą przeciwlotniczego systemu rakietowego S-400 lub S-300. W rezultacie ataku 23 osoby zostały ranne oraz zniszczono 41 budynków, elewację 2-piętrowego budynku i trzy samochody. Gubernator Ołeh Kiper poinformował, że nad ranem armia rosyjska przeprowadziła atak rakietą balistyczną na centralną część Odessy, raniąc 11 osób oraz uszkadzając obiekty infrastruktury cywilnej, w tym placówkę medyczną, obiekty handlowe i budynki mieszkalne.

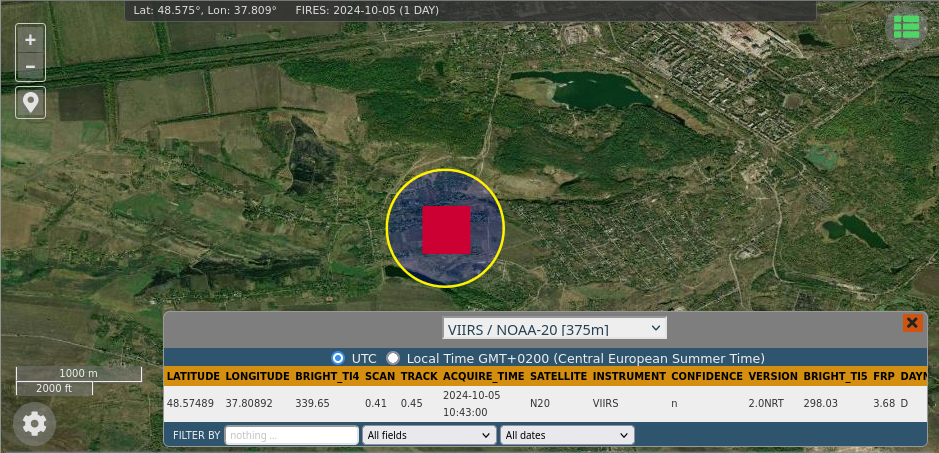
Zdjęcia NASA FIRMS pokazujące pożar 25 listopada o 0:00 (UTC) w składzie paliwa w Kałudze.

W godzinach nocnych ukraińskie drony zaatakowały skład ropy naftowej „Kaluganefteprodukt” w Kałudze, uszkadzając cztery zbiorniki paliwa i wywołując ogromny pożar. Rosyjscy urzędnicy poinformowali, że miasto zostało zaatakowane przez trzy drony, lecz wszystkie zostały przechwycone i zniszczone przez obronę przeciwlotniczą. Według doniesień drony zaatakowały także fabrykę „Tajfun”, która jest częścią rosyjskiego kompleksu wojskowo-przemysłowego i specjalizuje się w rozwoju i produkcji sprzętu radioelektronicznego, w tym systemów łączności, sprzętu radarowego i urządzeń wywiadu radioelektronicznego.
Minister obrony Rustem Umierow powiedział, że międzynarodowa „koalicja dronowa” planuje do końca 2024 roku zebrać ponad 1,8 miliarda dolarów na wsparcie Ukrainy, co umożliwi „wzmocnienie jej przewagi technologicznej na polu bitwy i skuteczniejsze niszczenie wrogów”. Szef Centrum Sytuacyjnego Bundeswehry generał dywizji Christian Freuding powiedział, że Niemcy dostarczą Ukrainie dwa kolejne zestawy systemów obrony powietrznej IRIS-T SLM (średniego zasięgu) i SLS (krótkiego zasięgu) przed końcem 2024 roku. Agencja Reuters donosiła, że kilka tygodni wcześniej Wielka Brytania dostarczyła Ukrainie nieujawnioną pomoc, w tym dziesiątki rakiet manewrujących Storm Shadow w celu uzupełnienia kończących się wówczas zapasów rakiet dalekiego zasięgu. Największa ukraińska firma energetyczna DTEK poinformowała, że Unia Europejska i Stany Zjednoczone przekażą 112 mln dolarów pomocy na naprawę obiektów uszkodzonych w wyniku rosyjskich ataków i przygotować je na zimę.
Rzecznik Rady Bezpieczeństwa Narodowego USA John Kirby potwierdził, że Ukraina użyła dostarczonego przez USA pocisku dalekiego zasięgu ATACMS do ataku na cele w Rosji. „Obecnie [ukraińscy żołnierze] mają możliwość użycia ATACMS do obrony w razie nagłej potrzeby. Zrozumiałe, że miało to miejsce w obwodzie kurskim i wokół niego. Zmieniliśmy wytyczne i udzieliliśmy im wskazówek, że mogą ich użyć do ataku na te konkretne typy celów”.
Rosyjskie niezależne media „Agentstvo”, powołując się na analizę DeepState, podały, że postęp armii rosyjskiej na Ukrainie w dalszym ciągu przyspieszał, ustanawiając nowe rekordy tygodniowe i miesięczne. W zeszłym tygodniu armia rosyjska zajęła 234,79 km², co stanowiło najwyższy wynik w 2024 roku, a od początku listopada 2024 roku armia rosyjska zajęła 600 km², czyli więcej niż przez cały październik, ustanawiając nowy rekord od początku 2022 roku.
Agencja Reuters, powołując się na badaczy z amerykańskiego Centrum Badań nad Nieproliferacją im. Jamesa Martina (CNS) i obrazy satelitarne, podała, że Korea Północna rozbudowywała kluczowy kompleks produkcji broni, gdzie produkowano rakiety balistyczne krótkiego zasięgu KN-23 używane przez Rosję przeciwko Ukrainie. Zastępca sekretarza prasowego Pentagonu Sabrina Singh oświadczyła, że Stany Zjednoczone nie miały żadnych dowodów na obecność wojsk północnokoreańskich na okupowanych przez Rosję terytoriach Ukrainy.
Agencja TASS poinformowała, że w obwodzie kurskim został schwytany obywatel brytyjski, James Scott Rhys Anderson, podczas walki po stronie sił ukraińskich. Wcześniej służył jako sygnalista w armii brytyjskiej przez cztery lata, a następnie dołączył do Międzynarodowego Legionu Ukrainy, utworzonego na początku wojny rosyjsko-ukraińskiej.

### 26 listopada
Według projektu DeepState siły rosyjskie zajęły wioskę Nowoselydiwka w pobliżu Kurachowego oraz wioskę Petriwka w okolicy Pokrowska w obwodzie donieckim. Ponadto odnotowano postępy w pobliżu wsi Nowomłyńsk i we wsi Kruhliakiwka w obwodzie charkowskim. Rosyjskie Ministerstwo Obrony stwierdziło, że wojska rosyjskie zdobyły miasto Kopanky, na południowy wschód od Kupiańska i miasto Rozdolne w południowym obwodzie donieckim.
Według ISW tempo postępów rosyjskiej armii od jesieni 2024 roku znacznie wzrosło w porównaniu do tempa postępów w 2023 roku i przez resztę 2024 roku, ale ostatnie doniesienia zachodnich mediów porównujące ostatnie rosyjskie zdobycze do tych na początku rosyjskiej inwazji nadal błędnie charakteryzowały stopniowy i taktyczny charakter ostatnich postępów Rosji. Siły ukraińskie odzyskały utracone pozycje w pobliżu Kreminnej, a siły rosyjskie posunęły się naprzód w pobliżu Pokrowska, Kurachowego i Wełykiej Nowosiłki.
Siły Powietrzne Ukrainy poinformowały, że siły rosyjskie zaatakowały Ukrainę za pomocą rakiet balistycznych Iskander-M (wystrzelonych z obwodów woroneskiego i kurskiego) oraz 188 dronów Shahed 136/131 i dronów nieznanego typu (z Orła, Briańska, Kurska i Primorsko-Achtarska). Ukraińska obrona przeciwlotnicza zniszczyła 76 dronów w obwodach kijowskim, czerkaskim, kirowohradzkim, czernihowskim, sumskim, charkowskim, połtawskim, żytomierskim, chmielnickim, winnickim, czernihowskim, tarnopolskim, rówieńskim, zaporoskim, dniepropetrowskim, odeskim i mikołajoskim, pięć poleciało w kierunku Białorusi, a kolejne 95 zaginęło na Ukrainie. W kilku regionach zostały uszkodzone budynki prywatne i wielomieszkaniowe. W Tarnopolu w wyniku ataku dronów uszkodzono sieć Ukrenergo, w wyniku czego doszło do częściowego załamania dostaw energii elektrycznej, wody i ciepła. Według doniesień w wyniku rosyjskiego ataku na stację paliw w Sumach zginęły dwie osoby oraz zostało uszkodzonych ok. 15 samochodów.
Rosyjskie Ministerstwo Obrony oskarżyło siły ukraińskie o przeprowadzenie dwóch ataków rakietami ATACMS na bazę lotniczą Wostocznyj w obwodzie kurskim. Pierwszy atak ranił co najmniej dwóch żołnierzy, a drugi uszkodził system radarowy i spowodował dodatkowe zniszczenia. Według MON Rosji obrona przeciwlotnicza przechwyciła większość pocisków, zestrzeliwując 3 z 5 w pierwszym ataku i 7 z 8 w drugim.
Według OSW pod presją atakujących Rosjan siły ukraińskie stopniowo wycofywały się z pozycji na południe od Kurachowego. Wojska rosyjskie przekroczyły drogę łączącą je z tym miastem i wkroczyły do jego centrum, o które trwały walki. Wobec tego miejscowość utraciła znaczenie jako węzeł logistyczny zgrupowania ukraińskiego na zachód od Doniecka. Za wysoce prawdopodobne należało uznać, że po ewakuowaniu Ukraińców z tego obszaru także Kurachowe zostanie opuszczone. Rosjanie wkroczyli do Wełykiej Nowosiłki od wschodu, lecz nie posunęły się w głąb tego miasta. Pod kontrolą ogniową znalazła się droga łącząca je z Pokrowskiem, co znacząco wydłużało linie zaopatrzenia Ukraińców. Pozostające pod kontrolą ukraińską drogi do obwodów dniepropetrowskiego i zaporoskiego również były zagrożone, ponieważ Rosjanie znajdowali się ok. 3 km od nich. Rosja kontynuowała atak szerokim frontem na południe od Pokrowska, wciąż jednak nie osiągnęła ostatniej drogi z miasta na południe. Kolejne postępy poczyniono też na innych kierunkach w obwodzie donieckim i zaporoskim, ale nie zmieniły one ogólnej sytuacji. Siły ukraińskie powstrzymały postęp Rosjan w północno-wschodniej części Kupiańska, a Rosjanie poszerzyli stan posiadania na jego obrzeżach i w okolicach przeprawy przez rzekę Oskoł. Kontynuowano wypieranie Ukraińców ze wschodniego brzegu rzeki Żerebeć na granicy obwodów ługańskiego i donieckiego. Wojska rosyjskie przekroczyły granicę w rejonie Kozaczej Łopani w obwodzie charkowskim, prawdopodobnie z zamiarem dywersji na lewym skrzydle zgrupowania ukraińskiego na północ od Charkowa. Bez wpływu na ogólną sytuację pozostają dalsze postępy sił rosyjskich w obwodzie kurskim.
New York Post i Politico poinformowały, że prezydent Stanów Zjednoczonych Joe Biden wezwał Kongres do przeznaczenia dodatkowych 24 miliardów dolarów na pomoc wojskową dla Ukrainy, z których 8 mld zostanie przeznaczone na finansowanie kontraktów z amerykańskimi firmami na dostawy broni na Ukrainę, a 16 miliardów na uzupełnienie zapasów amerykańskiego arsenału wojskowego. Premier Norwegii Jonas Gahr Støre ogłosił zamiar zwiększenia wsparcia finansowego dla Ukrainy z 2,4 miliarda dolarów w 2024 roku do ok. 2,7 miliarda dolarów w 2025 roku. Niemieckie Ministerstwo Gospodarki ogłosiło, że przeznaczy 65 mln euro na odbudowę infrastruktury energetycznej Ukrainy. Według ministerstwa dzięki nowej wpłacie udział Niemiec w europejskim funduszu odbudowy Ukrainy wzrośnie do końca roku do 360 mln euro. Największym darczyńcą tego funduszu pozostawały Niemcy, które od lutego 2022 roku zebrały około 629 mln euro.
Sekretarz Stanu USA Antony Blinken powiedział, że G7 i partnerzy są „zdecydowani”, że Ukraina ma pieniądze, amunicję i siły, aby w 2025 roku skutecznie walczyć lub negocjować z Rosją z pozycji siły. A Stany Zjednoczone nadal zwiększają pomoc. „Rzeczywistość jest taka: Ukraina walczy za nas. Ona nie walczy tylko o siebie, ona walczy za nas”. Dyrektor Służby Wywiadu Zagranicznego (SWR) Siergiej Naryszkin powiedział, że Rosja stanowczo odrzucała wszelkie opcje zamrożenia konfliktu na Ukrainie, stwierdzając, że: „Potrzebujemy trwałego i solidnego pokoju na wiele, wiele lat. Musimy go zapewnić przede wszystkim nam – Rosji, naszym obywatelom. Ale ten pokój musi być również zapewniony całemu kontynentowi europejskiemu”.
Międzynarodowa organizacja pomocowa CARE ostrzegała przed ostrą sytuacją nadzwyczajną i niedoborami zaopatrzenia we mieście Pokrowsk i okolicach, w kierunku którego zmierzały wojska rosyjskie. W mieście nadal przebywało ok. 12 tys. mieszkańców, którzy nie mieli dostępu do wody i ciepła. Wjazd i wyjazd z miasta był znacznie ograniczony, a dostarczanie niezbędnej pomocy było znacznie trudniejsze. Ewakuacje możliwe były jedynie z Pawłohradu, oddalonego o 100 km.
Prokuratura Generalna Ukrainy podała, że na początku listopada 2024 roku wojska rosyjskie schwytały pięciu nieuzbrojonych ukraińskich żołnierzy w rejonie Pokrowska w obwodzie donieckim, zmusiły ich do złożenia broni i położenia się na ziemi, a następnie zastrzelili ich od tyłu z broni automatycznej. Prokuratura wszczęła śledztwo w sprawie zbrodni wojennych.
Według dochodzenia Radia Wolna Europa Rosja aktywnie używała co najmniej sześciu bombowców Tu-160, które Ukraina przekazała Rosji w 1999 roku jako część większej spłaty długu za gaz. Zidentyfikowano również niektórych pilotów latających tymi samolotami i przeprowadzających ataki rakietowe na Ukrainę, w tym m.in. Oleg Skitski, żołnierz 22 Dywizji Lotniczej, która jest „odpowiedzialna za liczne ofiary i zniszczenia na Ukrainie”.

### 27 listopada
Dowódca Gwardii Narodowej generał Ołeksandr Piwnenko powiedział, że ukraińscy żołnierze odparli próbę rosyjskiej ofensywy w obwodzie zaporoskim. Ukraińska Brygada Spartańska zwiadu powietrznego wykryła wojska rosyjskie planujące z wyprzedzeniem zaatakować pozycje Gwardii Narodowej grupą piechoty. Według Piwnenki Rosja starała się przede wszystkim przeprowadzać szturmy i ataki rozpoznawcze na odcinku Zaporoża przy użyciu grup piechoty liczących 3–10 osób, dodając, że: „Wróg rzadko używa sprzętu. Ale nasi żołnierze szybko i dokładnie niszczą personel i siłę ognia wroga”.
W opinii ISW siły ukraińskie zrobiły postępy w kierunku Torećka, a wojska rosyjskie niedawno posunęły się w kierunku Pokrowska i Kurachowego oraz w głównym ukraińskim obszarze w obwodzie kurskim.
Sztab Ukrainy poinformował, że Rosja atakowała w kierunkach Charkowa, Kupiańska, Łymanu, Kramatorska, Torećka, Pokrowska, Kurachowego, Wremiwki i Chersonia, gdzie doszło do 157 starć. W ciągu 24h wojska rosyjskie przeprowadziły 21 nalotów, 1672 ataków dronów i 154 ostrzałów na pozycje ukraińskie i obszary zaludnione. Operacja w obwodzie kurskim trwała. Ukraińskie lotnictwo i artyleria przeprowadziły ataki na dwa miejsca koncentracji.
Według Sił Powietrznych Ukrainy w nocy Rosjanie zaatakowali Ukrainę przy wykorzystaniu 89 dronów Shahed 136/131 i dronów nieznanego typu, wystrzelonych Orła, Briańska, Kurska i Primorsko-Achtarska. Ukraińska obrona przeciwlotnicza zestrzeliła 36 wrogich dronów w obwodach kijowskim, czernihowskim, sumskim, charkowskim, połtawskim, żytomierskim, chmielnickim i mikołajowskim, pięć poleciało w kierunku Białorusi, Rosji i okupowanych terytoriów, a kolejne 48 zaginęło na Ukrainie. W wyniku spadających szczątków odnotowano zniszczenia infrastruktury cywilnej w obwodzie kijowskim.
Gubernator Michaił Rozwożajew stwierdził, że ukraińskie drony i rakiety zaatakowały Sewastopol na okupowanym Krymie. Rosyjska obrona przeciwlotnicza zestrzeliła dwa pociski i pięć dronów. Kanał na Telegramie „Crimean Wind” poinformował o eksplozjach i aktywnej obronie przeciwlotniczej w mieście, a także w pobliżu lotniska wojskowego Belbek i w innych miejscach na półwyspie. Kanał „Mash” stwierdził, że ok. 40 dronów, pocisków Neptun i niezidentyfikowanych pocisków manewrujących leciało w kierunku północno-zachodniej części Krymu, lecz wszystkie zostały zniszczone. Prywatny rosyjski samolot wykonujący zaplanowane ćwiczenia fotografii lotniczej został ostrzelany przez ochroniarzy rafinerii ropy naftowej w Saławacie w Baszkortostanie, którzy pomylili go z ukraińskim dronem. Incydent doprowadził również do uruchomienia syren alarmowych w mieście. Nie zgłoszono żadnych uszkodzeń ani ofiar na pokładzie samolotu.
Szefowie rządów Danii, Estonii, Finlandii, Łotwy, Norwegii, Polski i Szwecji podczas szczytu, który odbył się w rezydencji szwedzkiego premiera Ulfa Kristerssona w Harpsund, przyjęli wspólne oświadczenie, w którym zapewnili o wzmocnieniu wsparcia dla Ukrainy w nadchodzących miesiącach. Ukraina otrzymała 235 mln dolarów preferencyjnego finansowania od rządu Japonii w ramach nowych projektów systemowych Banku Światowego: „Zrównoważone, włączające i ekologicznie zrównoważone przedsiębiorstwo” (RISE) – 130 mln dolarów oraz „Zwiększenie dostępności i zrównoważonego rozwoju Edukacja w kryzysie na Ukrainie” (LEARN) – 105 mln dolarów. Premier Denys Szmyhal powiedział, że Ukraina otrzymała od Banku Światowego pożyczkę w wysokości 4,8 miliarda dolarów na wydatki socjalne w ramach projektu pokojowego.
Wiceminister obrony Dmytro Klimenkow, że wyprodukowany na Ukrainie transporter opancerzony „Oncilla-Szturm” został dopuszczony do użytku wojskowego. Według ministerstwa pojazd może pomieścić trzech członków załogi i sześciu strzelców, a pancerz pojazdu chroni żołnierzy przed ogniem z broni ręcznej, odłamkami i amunicją wybuchową. Jest uzbrojony w zdalnie sterowany moduł bojowy z wielkokalibrowym karabinem maszynowym oraz może pokonać dystans ponad 700 km.
Minister obrony Rustem Umierow odwiedził Koreę Południową i spotkał się z prezydentem Korei Południowej Yoon Suk-yeolem, aby omówić pogłębianie stosunków wojskowych między Rosją a Koreą Północną. Korea Południowa zgodziła się także w dalszym ciągu udostępniać informacje na temat wysyłania wojsk Korei Północnej do Rosji oraz transferów broni i technologii między obydwoma krajami.
Agencja Reuters, powołując się na anonimowego wysokiego rangą urzędnika amerykańskiego, podała, że USA uważają, że Ukraina powinna rozważyć obniżenie wieku mobilizacji z 25 lat do 18 lat. W rozmowie z reporterami urzędnik stwierdził, że Ukraina nie mobilizuje ani nie szkoli wystarczającej liczby nowych żołnierzy, aby zastąpić tych, którzy zginęli na polu bitwy; „Obecnie potrzebna jest siła robocza. Rosjanie w rzeczywistości czynią postęp, stały postęp na wschodzie i zaczynają wypierać Ukraińców pod Kurskiem... Mobilizacja i większa siła robocza mogą mieć obecnie znaczące znaczenie, gdy patrzymy na dzisiejsze pole bitwy”. Z kolei The Wall Street Journal, powołując się na źródła w Kongresie USA, podał, że administracja Bidena może nie być w stanie zapewnić Ukrainie pozostałych miliardów dolarów zatwierdzonej pomocy przed zaprzysiężeniem prezydenta elekta Trumpa, a Departament Obrony będzie musiał wywiązać się z miesięcznych dostaw broni. Kontyngent był ograniczony, a dostarczanie broni na Ukrainę wiązało się z wyzwaniami logistycznymi. W przypadku konieczności wykorzystania pozostałych środków USA musiałyby dostarczać Ukrainie broń o wartości 110 mln dolarów dziennie, natomiast ówczesny plan zakładał dostarczanie Ukrainie comiesięcznych dostaw, głównie z artylerii i amunicji, o wartości od 500 do 750 mln dolarów ze składów broni.
Zastępca sekretarza generalnego ONZ ds. Europy, Azji Środkowej oraz Ameryki Północnej i Południowej Miroslav Jenča na posiedzeniu Rady Bezpieczeństwa ONZ poinformował, że kierownictwo ONZ stwierdziło, że użycie przez Rosję rakiety balistycznej pośredniego zasięgu w ataku na Dniepr i zaangażowanie wojsk północnokoreańskich w wojnę na Ukrainę stanowiło niebezpieczną eskalację konfliktu, który już spowodował niezwykle wysokie straty dla Ukraińców.

### 28 listopada

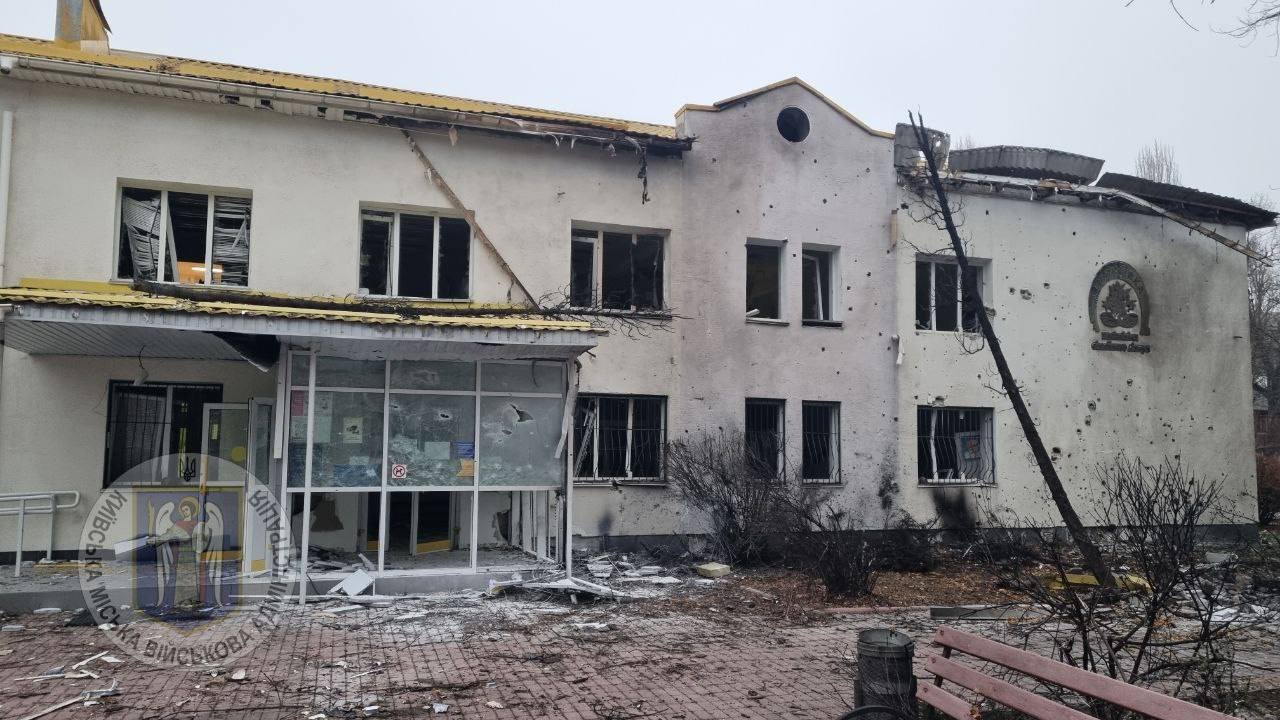
W wyniku ataku rosyjskich dronów na Kijów spadające szczątki spowodowały zapalenie się elewacji budynku polikliniki. Uszkodzone zostały ściany budynku, okna i połamane drzewa. Ochroniarz placówki został ranny, ze wstrząśnieniem mózgu trafił do szpitala.

Według DeepState Rosjanie zajęli wieś Darjino w obwodzie kurskim i posunęli się w obwodzie donieckim w okolicach Torećka i Nielipiwki.
Sztab Ukrainy podał, że Rosja atakowała w kierunkach Charkowa, Kupiańska, Łymanu, Siewierska, Kramatorska, Torećka, Pokrowska, Kurachowego, Wremiwki i Chersonia, gdzie doszło do 207 starć. W ciągu 24h wojska rosyjskie przeprowadziły dwa ataki rakietowe, 93 naloty, 1700 ataków dronów i 126 ostrzałów na pozycje ukraińskie i obszary zaludnione. Operacja w obwodzie kurskim trwała. Wojska rosyjskie przeprowadziły w regionie kurskim 19 nalotów, używają 30 bomb lotniczych. Ukraińskie lotnictwo i artyleria przeprowadziły ataki na dziewięć miejsc koncentracji.
Siły Powietrzne Ukrainy oświadczyły, że w nocy Rosja przeprowadziła masowy atak rakietowy i dronów na Ukrainę, wymierzony głównie w infrastrukturę energetyczną. Podczas ataku siły rosyjskie użyły 91 pocisków, w tym trzy przeciwlotnicze rakiety kierowane S-300 (wystrzelone z obwodu biełgorodzkiego), 57 rakiet manewrujących Ch-101 (z bombowców Tu-95MS obwodu wołgogradzkiego), 28 rakiet manewrujących Kalibr z amunicją kasetową (znad Morza Czarnego), trzy rakiety manewrujące Ch-59/Ch-69 (znad Morza Czarnego) oraz 97 dronów Shahed 136/131 i dronów nieznanego typu (z Kurska, Primorsko-Achtarska, Orła, Briańska i Millerowa). Ukraińska obrona przeciwlotnicza zniszczyła 76 pocisków Ch-101/Kalibr, trzy rakiety Ch-59/Ch-69 i 35 dronów, a kolejne 62 zaginęły na Ukrainie. Prezydent Wołodymyr Zełenski powiedział, że w nocy ukraińskie F-16 przechwyciły i zniszczyły siedem rosyjskich rakiet manewrujących wymierzonych w cele cywilne.
W wyniku masowego rosyjskiego ataku powietrznego na ukraińską infrastrukturę krytyczną obiekty energetyczne w kilku regionach zostały uszkodzone, a co najmniej milion ludzi został pozbawiony prądu na zachodzie kraju, w tym 523 tys. abonentów w obwodzie lwowskim, 280 tys. w obwodzie rówieńskim i 215 tys. w obwodzie wołyńskim. Dostawca energii DTEK poinformował, że wprowadzono awaryjne przerwy w dostawie prądu w obwodach kijowskim, odeskim, dniepropetrowskim i donieckim. Eksplozje odnotowano w Kijowie, Charkowie, Równem, Chmielnickim, Łucku i wielu innych miastach środkowej i zachodniej Ukrainy.
Wywiad ukraiński ogłosił, że zniszczono trzy rosyjskie stacje radarowe, w tym jedną Kasta-2E i dwie 48IA6-K1 Podlet w pobliżu wioski Kotowske na Krymie. Gubernator Weniamin Kondratiew poinformował, że drony rzekomo zaatakowały dwie miejscowości w Kraju Krasnodarskim, raniąc jedną osobę w Sławiańsku nad Kubaniem. Ministerstwo Obrony Rosji podało, że obrona przeciwlotnicza zestrzeliła 25 ukraińskich dronów nad Krajem Krasnodarskim (14) oraz nad obwodami briańskim (6), rostowskim (3) i Krymem (2).
Minister obrony Ruben Brekelmans oświadczył, że Holandia dostarczyła Ukrainie trzy nowe wyrzutnie Patriot.
Prezydent Wołodymyr Zełenski podpisał przyjęte wcześniej przez Radę Najwyższą Ukrainy podwyżki podatków na czas wojny, podnosząc stawkę podatku dochodowego od osób fizycznych w czasie wojny z 1,5% do 5% i nakładając podatki wojenne na dziesiątki tysięcy prywatnych firm. Dochody z tego tytułu zostaną wykorzystane na cele obronne wydatków w 2025 roku.
Szef niemieckiej Federalnej Służby Wywiadowczej (BND) Bruno Kahl powiedział, że Rosja może przywrócić zdolność militarną do ataku na Zachód do końca dekady.

### 29 listopada
Naczelny dowódca armii ukraińskiej generał Ołeksandr Syrski poinformował, że w związku z postępem Rosji we wschodniej Ukrainie naczelne dowództwo przeniosło rezerwy do szczególnie zagrożonych sektorów na linii frontu, w tym Pokrowska i Kurachowego, stwierdzając, że chodzi o pokrzyżowanie planów Rosjan, „które wykraczają daleko poza te odcinki frontu”. Dodał, że świeże oddziały zostały wyposażone w dodatkową amunicję i broń. Według głównego koordynatora wojskowego niemieckiej pomocy dla Ukrainy, generała dywizji Christiana Freudinga, zdobycze lądowe wojsk rosyjskich w Donbasie zwielokrotniły się w ostatnich dniach i tygodniach w wyniku „prawie niewyobrażalnego wykorzystania ludzi i materiałów”.
Według ISW siły ukraińskie niedawno posunęły się na północny wschód od Wuhłedaru, a wojska rosyjskie zrobiły postępy w pobliżu Kupiańska, w Torećku, w pobliżu Pokrowska i Wełykiej Nowosiłki.
Według Sił Powietrznych Ukrainy armia rosyjska zaatakowała Ukrainę przy użyciu 132 dronów Shahed 136/131 i dronów nieznanego typu, wystrzelonymi z Orła, Millerowa, Kurska i Primorsko-Achtarska. Ukraińska obrona przeciwlotnicza zestrzeliła 88 dronów w obwodach kijowskim, czernihowskim, czerkaskim, sumskim, charkowskim, połtawskim, żytomierskim, dniepropetrowskim, zaporoskim i odeskim, jeden poleciał w kierunku Rosji, a kolejne 41 zaginęło na Ukrainie. W wyniku rosyjskiego ataku w kilku regionach Ukrainy uszkodzona została infrastruktura, samochody, budynki prywatne i mieszkalne oraz odnotowano ofiary. Szef Administracji Wojskowej Roman Mroczko powiedział, że jedna osoba zginęła, a osiem zostało rannych w rosyjskim ataku dronów na Chersoń. W trzech miejscowościach rejonu odeskiego zniszczeniu uległy domy, infrastruktura portowa i transportowa, a uszkodzeniu 13 domów mieszkalnych, garaże i inne konstrukcje zewnętrzne oraz gazociąg. Ponadto siedem osób zostało rannych. Gubernator Serhij Łysak poinformował, że w ciągu doby wojska rosyjskie ponad 20 razy ostrzeliwały rejon nikopolski za pomocą artylerii i dronów, w wyniku czego dwie osoby zostały ranne oraz zostało uszkodzonych ponad 40 domów prywatnych, ponad 20 budynków gospodarczych i jeden całkowicie zniszczony. Uszkodzono także salę gimnastyczną, myjnię samochodową i linie energetyczne.
Ukraińskie wojsko stwierdziło, że w nocy zniszczono stację radarową rosyjskiego przeciwlotniczego systemu rakietowego Buk-M3 w okupowanym obwodzie zaporoskim oraz zaatakowano rafinerię ropy naftowej „Atlas” w pobliżu Kamieńska Szachtyńskiego w obwodzie rostowskim, powodując pożary. Według SG Ukrainy rafineria jest częścią rosyjskiego kompleksu wojskowo-przemysłowego i dostarcza produkty naftowe armii rosyjskiej. Ministerstwo Obrony Rosji poinformowało, że przechwycono 47 ukraińskich dronów, w tym 29 w obwodzie rostowskim. Szef Centrum Zwalczania Dezinformacji Andrij Kowalenko podał, że w pobliżu wsi Wityne koło Eupatorii na Krymie doszło do eksplozji, prawdopodobnie systemu przeciwlotniczego S-400 i przechowywanej tam amunicji.
Wiceszefowa Komisji Integracji Ukrainy z UE Maria Mezentsewa poinformowała, że Luksemburg w dalszym ciągu wspierał Ukrainę, przeznaczając ponad 200 mln euro na zakup ukraińskiej broni (dronów, systemów nadzoru i walki elektronicznej) od lutego 2022 roku oraz przeznaczył kolejne 80 mln euro na 2025 rok. Premier Denys Szmyhal powiedział, że Ukraina otrzymała 100 milionów dolarów pożyczki od Korei Południowej z przeznaczeniem na sektor socjalny. Prezydent Zełenski w wywiadzie dla telewizji Sky News powiedział, że Ukraina poprosiła o wyposażenie 10 brygad wojskowych do przeciwstawienia się rosyjskiej agresji, jednak Zachód w pełni wyposażył tylko 2,5 brygady.
Wywiad ukraiński poinformował, że do tej pory Korea Północna przekazała Rosji ponad 100 systemów artyleryjskich i 100 rakiet balistycznych krótkiego zasięgu typu KN-23/24. „3 października 2024 roku KRLD rozpoczęła dostawy systemów artyleryjskich do FR. W sumie przewieziono ponad 100 szt. sprzętu różnego typu, w tym działa samobieżne 170 mm M-1989, wyrzutnie rakiet 240 mm M-1991. Kontynuowano także dostawy amunicji artyleryjskiej dużego kalibru i rakiet balistycznych krótkiego zasięgu typu KN-23/24 (według stanu na listopad tego roku dostarczono odpowiednio ponad 5 mln szt. i 100 szt.)”.
Agencja Reuters podała, że minister spraw zagranicznych Ukrainy Andrij Sybiha przed spotkaniem ministrów spraw zagranicznych państw członkowskich NATO zwrócił się w piśmie do Sojuszu z prośbą o natychmiastowe włączenie Ukrainy do NATO; „Wzywam Państwa do zatwierdzenia decyzji o zaproszeniu Ukrainy do Sojuszu jako jednego z wyników spotkania ministrów spraw zagranicznych NATO w dniach 3–4 grudnia 2024 roku”. Prezydent Zełenski zaproponował, aby jedynie część Ukrainy nie okupowana przez Rosję została uznana za obszar NATO. „Jeśli chcemy zakończyć gorącą fazę wojny, powinniśmy umieścić kontrolowany przez nas obszar Ukrainy pod parasolem ochronnym NATO”, dodając, że: „To musi nastąpić szybko, a wtedy Ukraina będzie mogła odzyskać pozostałą część swojego terytorium drogą dyplomatyczną”.
Prezydent Zełenski mianował generała majora Mychajło Drapatyja nowym dowódcą ukraińskich wojsk lądowych, zastępując generała Ołeksandra Pawluka, który pełnił tę funkcję od 11 lutego 2024 roku. Ponadto zastępcą Naczelnego dowódcy armii ukraińskiej generała Ołeksandra Syrskiego, został pułkownik Ołeh Apostoł. Zełenski mianował również pułkownika Pawło Palisa na zastępcę szefa Kancelarii Prezydenta. „Dowódca 93 Samodzielnej Brygady Zmechanizowanej „Chołodnyj Jar”. On dobrze rozumie, co się dzieje w brygadach, na froncie, a właśnie takiej osoby potrzebuję, która codziennie będzie znała dokładne informacje bezpośrednio z frontu”.
Centrum Koordynacyjne ds. Traktowania Jeńców Wojennych poinformowało, że ciała 502 ukraińskich żołnierzy poległych w akcji zostały repatriowane przez Rosję na terytorium kontrolowane przez rząd Ukrainy. Sztab Generalny Ukrainy podał, że siły rosyjskie straciły 2030 zabitych, rannych, zaginionych i wziętych do niewoli żołnierzy, dodając, że były to najwyższe straty poniesione przez Rosję w ciągu jednego dnia i że po raz pierwszy rosyjskie straty przekroczyły 2 tys. osób.
Nowo wybrany prezydent Stanów Zjednoczonych Donald Trump mianował emerytowanego generała Keitha Kellogga swoim asystentem i specjalnym wysłannikiem na Ukrainę i Rosję.

### 30 listopada
W opinii ISW siły ukraińskie odzyskały utracone pozycje na północ od Charkowa, a wojska rosyjskie posunęły się w kierunku Pokrowska, Kurachowego i Wuhłedaru. Brytyjskie MON podało, że armia rosyjska kontynuowała ofensywę na wschodniej flance Wełyki Nowosiłki. Miasto było narażone na ataki Rosji z powodu utraty Wuhłedaru (30 km na wschód od Wełyki Nowosiłki) na początku października 2024 roku. To pozwoliło na wzmocnienie ofensywy Rosjan w mniej chronionych obszarach zachodniego Donbasu. Siły rosyjskie zbliżały się do głównych szlaków logistycznych prowadzących do miasta, tym samym zagrażając ukraińskiej obronie.
Według doniesień wieczorem Rosja przeprowadziła atak rakietowy na Caryczankę w obwodzie dniepropetrowskim, zabijając cztery osoby i raniąc co najmniej 24 kolejne (siedem było w stanie ciężkim), w tym 11-letniego chłopca. Wybuchły trzy pożary, w wyniku których zapalił się sklep, budynek mieszkalny i dom. Przewodniczący Rady Obwodowej Mykoła Łukaszuk poinformował, że w nocy wojska rosyjskie zaatakowały (przy użyciu artylerii i dronów) rejon nikopolski w obwodzie dniepropetrowskim, zabijając 38-letniego mężczyznę. W wyniku ataków doszło do pożaru oraz zostało uszkodzonych siedem domów prywatnych, cztery budynki gospodarcze, linie energetyczne i inna infrastruktura. Administracja Wojskowa podała, że rosyjski dron zrzucił materiały wybuchowe na lokalnego busa w Chersoniu, w wyniku czego cztery osoby zostały ranne i trafiły do szpitala. Siły Powietrzne Ukrainy podały, że w nocy Rosjanie zaatakowali terytorium ukraińskie za pomocą 10 dronów Shahed 136/131 i dronów nieznanego typu, wystrzelonych z Kurska i Primorsko-Achtarska. Ukraińska obrona przeciwlotnicza zniszczyła osiem dronów nad obwodami kijowskim, czerkaskim, kirowohradzkim, dniepropetrowskim i chersońskim.
Szef regionu Siergiej Mielikow poinformował, że ukraińskie drony zaatakowały Kaspijsk w Dagestanie, jednak nie odnotowano ofiar ani zniszczeń. W związku z zagrożeniem powietrznym lotnisko Machaczkała zostało zamknięte na 3h. Strona rosyjska podała, że ukraińska rakieta HIMARS z głowicą kasetową uderzyła w jednostki 83 Gwardyjskiej Samodzielnej Brygady Desantowo-Szturmowej (jednostka wojskowa 71289, Ussuryjsk) w obwodzie kurskim, zabijając 12 żołnierzy, w tym czterech oficerów, i raniąc co najmniej 25 kolejnych. Atak nastąpił podczas „ceremonialnego formowania” upamiętniającego „rocznicę powstania brygady”. Według doniesień ukraińska 3 Brygada Szturmowa zniszczyła kolejny północnokoreańskiego przeciwpancerny pojazd rakietowy Bulsae-4 w obwodzie charkowskim za pomocą drona.
Gubernator Iwan Fedorow powiedział, że budowa ciężkich fortyfikacji w Zaporożu i pobliskich miejscowościach została prawie ukończona; „Kończymy kolejny etap budowy fortyfikacji. (...) Wielopoziomowa obrona Zaporoża i pobliskich miejscowości jest prawie ukończona”. Dodał także, że projekty umocnień zostały „znacznie ulepszone” w porównaniu z poprzednimi wersjami, a zmodernizowane fortyfikacje były szczególnie skuteczne w odpieraniu ataków dronów. Premier Denys Szmyhal powiedział, że co najmniej 15 z 20 cywilnych lotnisk na Ukrainie uległo zniszczeniom od czasu rozpoczęcia rosyjskiej inwazji na Ukrainę, dodając, że: „Przeprowadziliśmy ocenę ryzyka i określiliśmy potrzeby sił obrony powietrznej w zakresie częściowego otwarcia przestrzeni powietrznej. Kwestie bezpieczeństwa i sytuacja militarna pozostają kluczem do tej decyzji”.
Służba Bezpieczeństwa Ukrainy oskarżyła zaocznie dowódcę rosyjskiej Grupy Sił „Zachód”, generała pułkownika Jewgienija Nikiforowa, o „naruszenie praw i zwyczajów wojennych w połączeniu z zabójstwem z premedytacją”, w tym wydanie rozkazu ataku rakietowego na Czernihów w sierpniu 2023 roku, w którym zginęło siedem osób, a 200 zostało rannych.
Według doniesień Federalna Służba Bezpieczeństwa Rosji wraz z oszustami zaczęła wykorzystywać nowy schemat zastraszania i nękania Ukraińców na okupowanym Krymie. Ludzie byli oskarżani o finansowanie „działalności ekstremistycznej” na rzecz Ukrainy i jako potwierdzenie przesyłali fałszywe dokumenty z podpisami „urzędników”.